# Geschiedenis van de geluidsopname

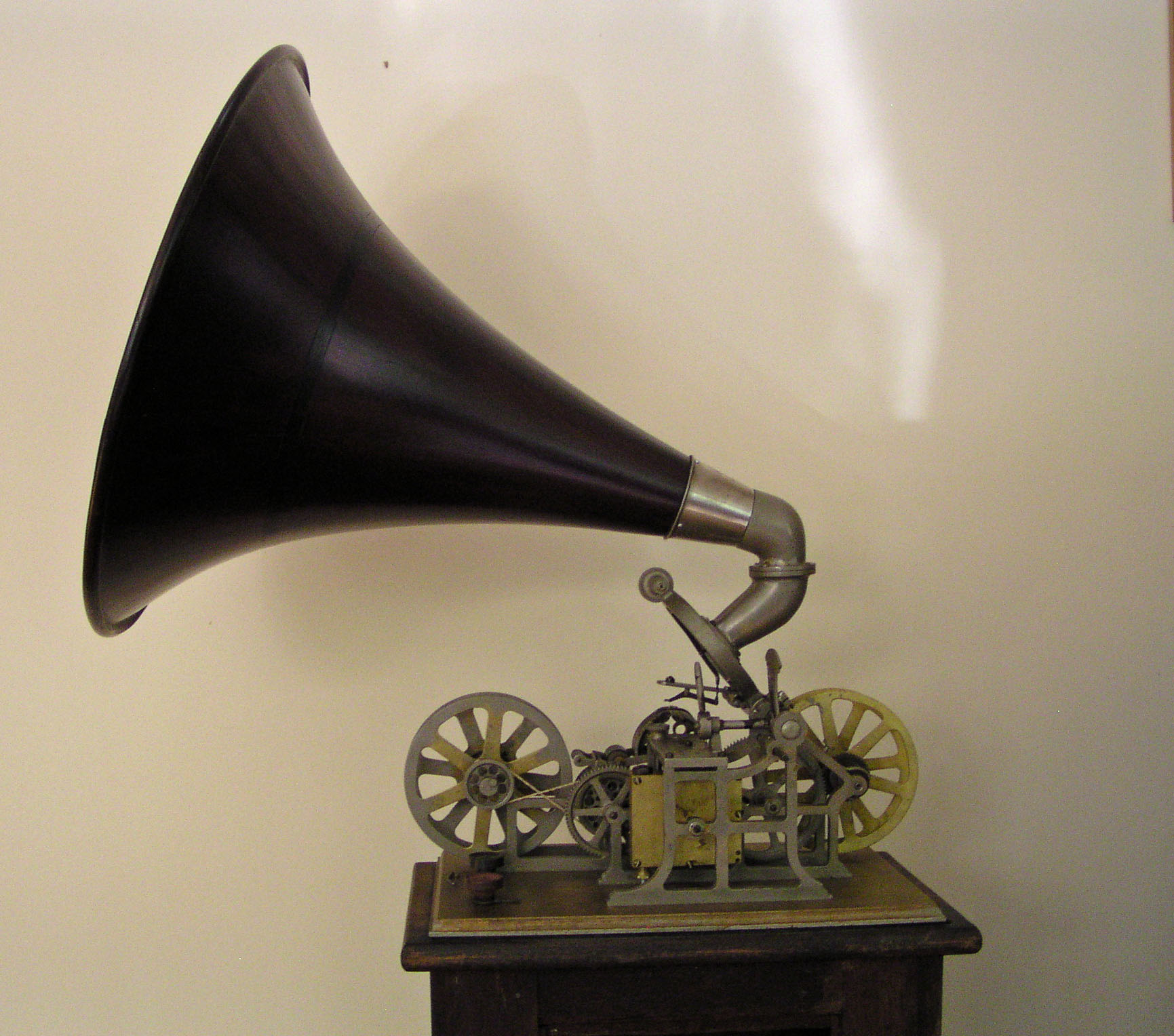
Een bandrecorder van Frank Goodale uit 1908 waarbij geluid werd vastgelegd op celluloidfilm

De geschiedenis van de geluidsopname is de ontwikkeling van de techniek om geluid of audio te registreren, vast te leggen, te bewerken en opnieuw af te spelen.
Hoewel alle soorten geluid opgenomen kunnen worden, waaronder verbale communicatie, betreft een groot deel van de opnames muziek, wat ook de belangrijkste drijfveer is geweest van de ontwikkeling van de techniek. In interactie met die techniek ontwikkelde de muziek zich op een manier die zonder opnames en bewerking daarvan niet mogelijk was geweest. Daarbij ontstond ook de muziekindustrie waarbij enerzijds artiesten uit kunnen groeien van lokale bekendheid naar wereldfaam, terwijl anderzijds die industrie een belangrijke muzikale invloed heeft. Daarmee is de geschiedenis van de geluidsopname een belangrijk onderdeel van de geschiedenis van de muziek. Opnames maakten het mogelijk dat muziek werd losgekoppeld van muzikanten en in toenemende mate onderdeel uit kon gaan maken van het dagelijkse leven. Daarbij trad een wisselwerking op tussen technologische innovatie, consumentenvraag en artistieke creativiteit die muziek steeds nieuwe richtingen geeft. De steeds grotere beschikbaarheid maakt dat invloeden uit bepaalde genres steeds sneller overgenomen kunnen worden en veel minder plaatsgebonden zijn. Muziekstijlen als jazz, blues en country zijn zelf ontstaan als mengvormen en hebben op hun beurt weer nieuwe vormen voortgebracht, wel aangeduid als fusion en cross-over. Geluidsopnames zijn daarmee geen neutrale waarnemingen, maar beïnvloeden de cultuur. In de twintigste eeuw heeft dit bijgedragen aan de amerikanisering, door critici wel bestempeld als cultuurimperialisme.
De ontkoppeling betekent ook dat artiesten niet meer beperkt worden door de wet van Baumol en met de opnames vele malen meer kunnen verdienen dan met optredens, al doet piraterij hier weer aan af. Tegelijkertijd maakt schaalbaarheid dat grote artiesten door schaalvoordeel, het zelfversterkende effect en het matteüseffect kleine artiesten uit de markt drukken doordat de behoefte aan lokale muzikanten afnam zodra uitgaansgelegenheden opnames konden afspelen.
De vroegste geluidsopnames waren volledig akoestisch en mechanisch van aard, om later ten dele elektrisch te worden. Dit ontwikkelde zich verder met magnetische en elektronische componenten en uiteindelijk de overgang naar digitale opnames. Waar bij volledig mechanische opnames een akoestisch signaal nog noodzakelijk was, werd het vanaf de ontwikkeling van elektrische instrumenten mogelijk om het signaal daarvan direct op te nemen, direct injection of direct input. Met softwaresynthesizers en plug-ins van instrumenten zijn fysieke instrumenten zelfs niet meer nodig.

## Geluid

Geluid plant zich voort als longitudinale golf

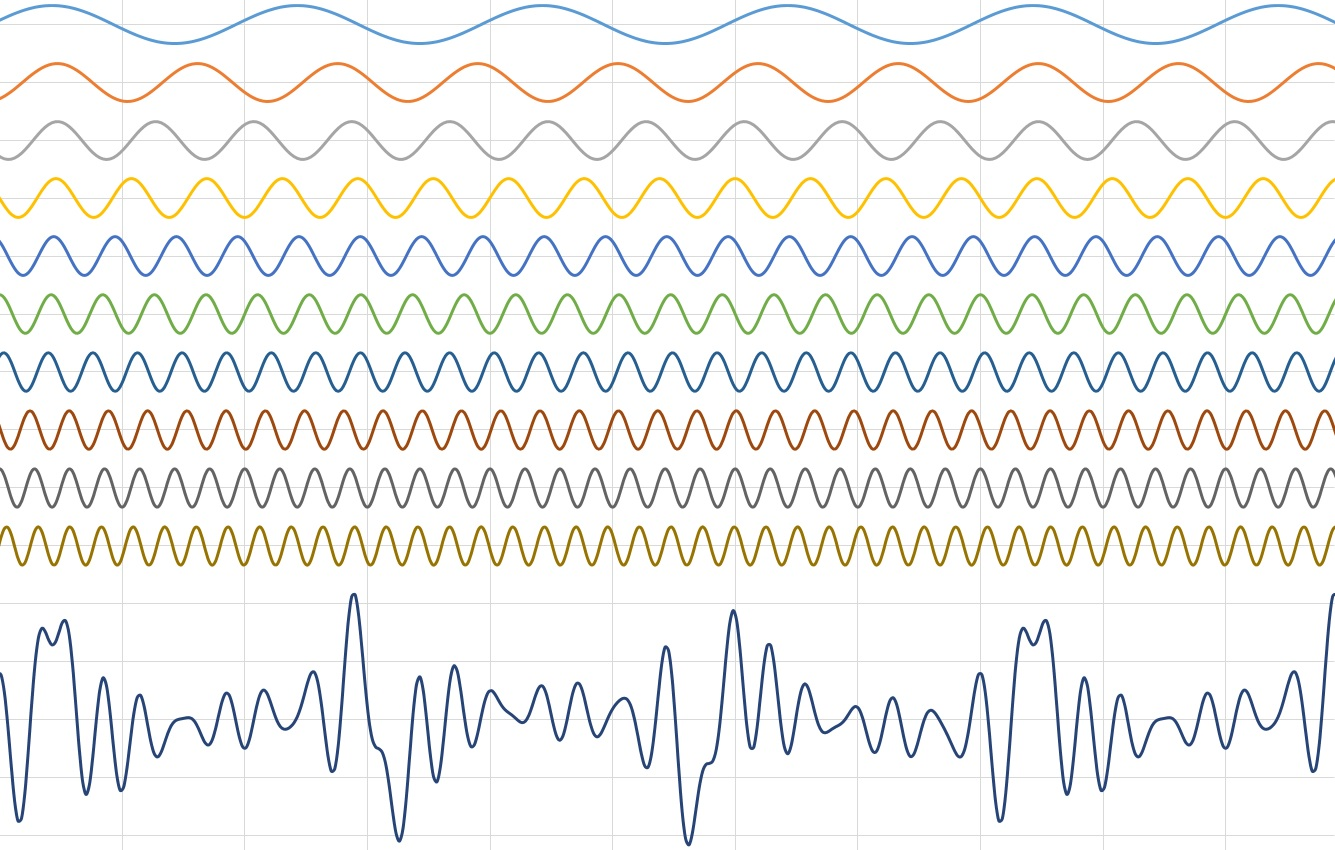
Een complexe golf is te beschrijven als combinatie van enkelvoudige golven

Microgroef van een lp, een complexe golf

Geluid is de hoorbare verandering van luchtdruk die zich door de lucht voortplant als longitudinale golf. De luchtdeeltjes bewegen dus heen en weer in de bewegingsrichting van het geluid, waarbij een golf van compressie en expansie met de geluidssnelheid van rond de
1235 km/u in lucht vanaf de geluidsbron beweegt.
De meest eenvoudige vorm van geluid is een enkelvoudige golf met een zekere frequentie, uitgedrukt in Hz. De luchtdrukwisselingen hiervan kunnen worden weergegeven als een sinusoïde met boven de gemiddelde druk de compressie en daaronder de expansie. De frequentie bepaalt daarbij de toonhoogte. De helft van het verschil tussen de maximum- en minimumdruk is de amplitude. De geluidsdruk wordt uitgedrukt in Pa en is relatief ten opzichte van een referentiedruk van 2 × 10−5Pa. Dit is de gehoordrempel van een gemiddeld persoon bij een frequentie van 1000 Hz. Gezien het grote bereik van de geluidsdruk wordt deze veelal uitgezet op een logaritmische schaal en dan uitgedrukt in decibel (dB). Een amplitude die tweemaal zo groot is, komt overeen met 6 dB, terwijl een tienmaal zo grote amplitude 20 dB is. Een stemvork komt dicht in de buurt van een enkelvoudige golf, deze heeft naast de grondtoon nog nauwelijks boventonen. Ook een toongenerator kan deze golf genereren.

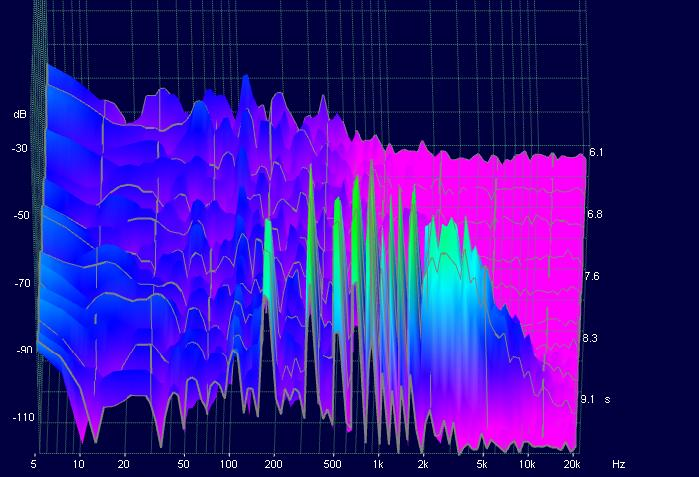
Het geluidsspectrum van de G-snaar van een viool

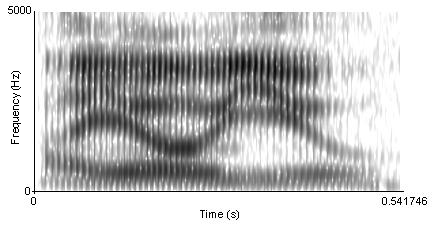
Spectrogram van I owe you

Geluid bestaat in de praktijk vrijwel nooit uit sinusoïde golfvormen en zelfs een enkele noot van een muziekinstrument is een complexe golf. Deze kan echter ontbonden worden in een reeks van enkelvoudige golven met elk hun eigen frequentie, amplitude en fase. De golf met de laagste frequentie is de grondtoon, terwijl de andere de boventonen zijn. Bij muziekinstrumenten is er veelal sprake van staande golven doordat de snaar aan twee zijdes is ingeklemd of de pijp een bepaalde lengte heeft. Als de frequentie van de boventonen een veelvoud is van die van de grondtoon, dan wordt gesproken over harmonischen. De grondtoon is dan de eerste harmonische en de boventoon met een vijfmaal hogere frequentie is de vijfde harmonische. De grondtoon bepaalt in veel gevallen de waargenomen toonhoogte van de samengestelde golf, terwijl de boventonen het timbre bepalen. De fases van de verschillende harmonischen is niet gelijk en wat tot uiting komt in de aanzet of attack van een toon. Veel natuurlijke geluiden kennen echter geen vaste frequenties en harmonischen.

De rode complexe golf f wordt ontbonden in blauwe enkelvoudige golven. Deze worden met amplitude uitgezet bij hun frequentie. Door naast dit groottespectrum ook een fasespectrum te maken, wordt de gehele complexe golf beschreven

Een complexe golf kan met behulp van fourieranalyse ontbonden worden in de enkelvoudige componenten die uitgezet kunnen worden in een fourierspectrum. Via fouriersynthese kan dit weer worden omgezet in de complexe golf. De ontwikkeling van de Fast Fourier transform door James Cooley en John Tukey in 1965 bracht de rekentijd drastisch terug, waarmee digitalisering van geluid mogelijk werd.

Geluid is meestal variabel en kan dan niet gevangen worden met een enkel fourierspectrum. De verandering in de tijd kan dan worden uitgezet in een spectrogram, wat neerkomt op een reeks van fourierspectra.

Een isofoon, een curve van gelijke luidheid. De gevoeligheid van het oor is maximaal tussen de 2 en 4 kHz, het gebied van spraak

Naast de natuurkundige aspecten van geluid, speelt de mens zelf een belangrijke rol bij hoe geluid ervaren wordt en hoe verschillende geluiden van elkaar onderscheiden kunnen worden, ondanks dat dit bij de oren arriveert als een enkele samengestelde golf. De relatie daartussen is onderdeel van de psychoakoestiek. De anatomie van het oor is hierbij van groot belang. In het buitenoor worden geluiden tussen de 1,5 en 7 kHZ versterkt, terwijl hoge frequenties juist verzwakt worden. De mate van verzwakking is afhankelijk van de positie de geluidsbron, waarbij hoger geplaatste geluiden meer worden gedempt, wat bijdraagt tot richtinghoren. De gevoeligheid van het middenoor is maximaal rond de 1 kHz en de combinatie van buiten- en middenoor geeft een maximale gevoeligheid voor geluiden tussen de 1 en 3 kHz. Het binnenoor bevindt zich in het slakkenhuis het basilaire membraan dat met zijn specifieke vorm en duizenden haarcellen frequenties tussen ongeveer 20 en 20.000 Hz waarneemt. Een specifieke frequentie resulteert op een specifieke plek binnen dit membraan in een maximale uitslag van de haarcellen. Zo is het oor in staat om verschillende componenten van een complexe golf waar te nemen. Georg Ohm stelde met de akoestische wet van Ohm zelfs dat het oor alle componenten kon onderscheiden en om die reden wordt het oor wel een fourieranalysator genoemd. Dit gaat echter niet helemaal op. Zo heeft het oor alleen bij heel lage en heel hoge frequenties een lineair karakter, daartussen worden de frequenties zoals aangegeven versterkt. Daarnaast is het membraan niet in staat om twee dicht bij elkaar gelegen frequenties te onderscheiden. Desondanks is de capaciteit om in een kakofonie nog onderscheid te kunnen maken tussen verschillende geluiden opmerkelijk en is daarmee de vergelijking met fourieranalyse zinvol. Alleen het onderscheiden van fase gaat het oor niet goed af en lukt slechts in uitzonderlijke omstandigheden.
Dat het gehoor niet lineair is, heeft gevolgen voor hoe het ervaren wordt. Een gelijke geluidssterkte wordt bij zeer lage en zeer hoge frequenties als lager ervaren. Dit wordt uitgedrukt als luidheid (loudness). Hoe geluid ervaren wordt, hangt naast luidheid ook af van de toonhoogte, timbre, duur, textuur en richting. Zoals gezegd is de ervaren toonhoogte meestal afhankelijk van de grondtoon en het timbre van de boventonen. De toonduur wordt bepaald door hoe lang een toon wordt aangehouden. De textuur is afhankelijk van de complexiteit, zoals monofone geluiden met slechts een enkele toon en polyfone geluiden met vele tonen. Van het feit dat geluid anders wordt ervaren, wordt gebruikgemaakt in de compressie met verlies (lossy) van onder meer MP3.

## Akoestische tijdperk
Gedurende de negentiende eeuw werd een reeks van methodes bedacht om geluid te visualiseren en uiteindelijk te reproduceren. Zo beschreef Thomas Young in 1807 in Course of Lectures on Natural Philosophy and the Mechanical Arts een chronometer. Door deze te verbinden met een stemvork kon de trilling beschreven worden met pen K op cilinder H, waarmee de frequentie van de stemvork bepaald kon worden.
In 1827 bedacht Charles Wheatstone de kaleidofoon, de naam een variatie op de caleidoscoop, dat lissajousfiguren beschreef met behulp van geluid. Wheatstone speelde ook een belangrijke rol bij de ontwikkeling van de telegrafie en bouwde op basis van de mechanische turk van Wolfgang von Kempelen uit 1769 een automaton, een mechanische man die een menselijke stem simuleerde.

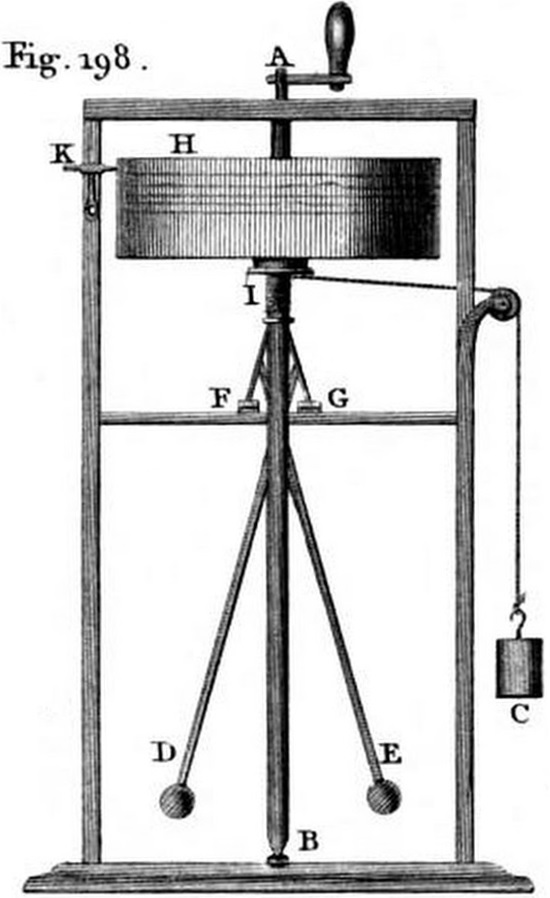
De chronometer van Thomas Young
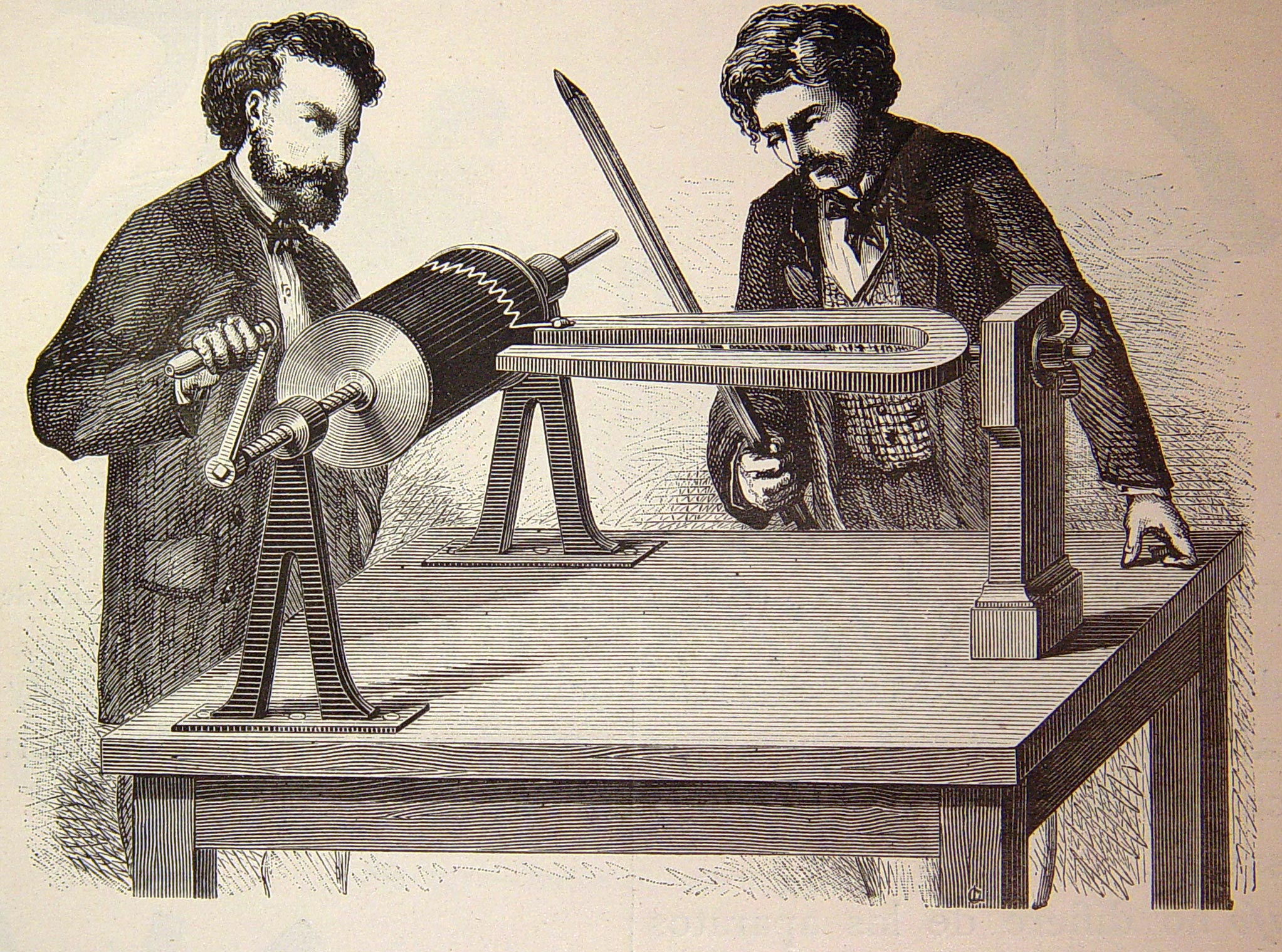
Een vibroscoop
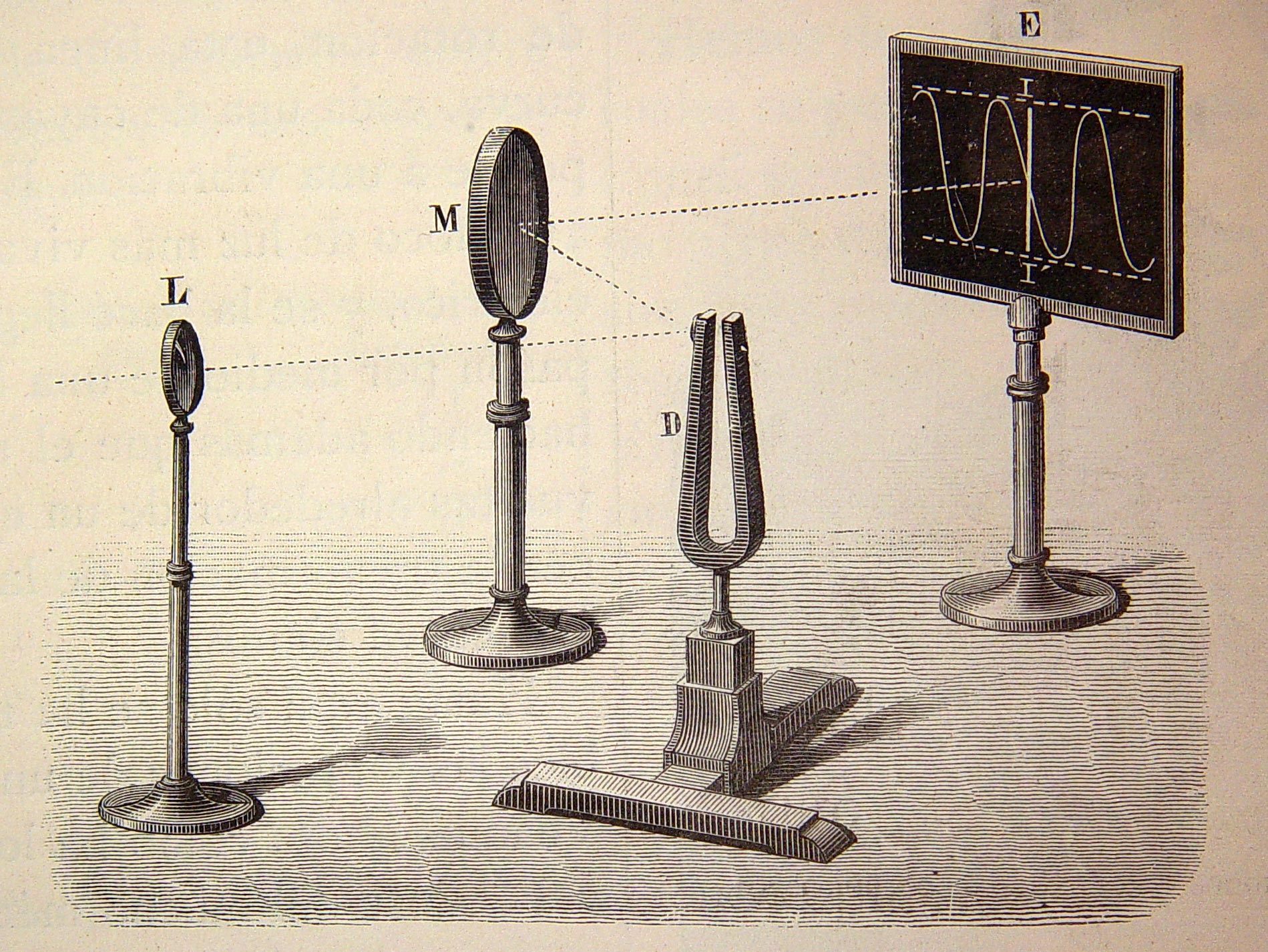
De methode van Lissajous om geluidsgolven te visualiseren
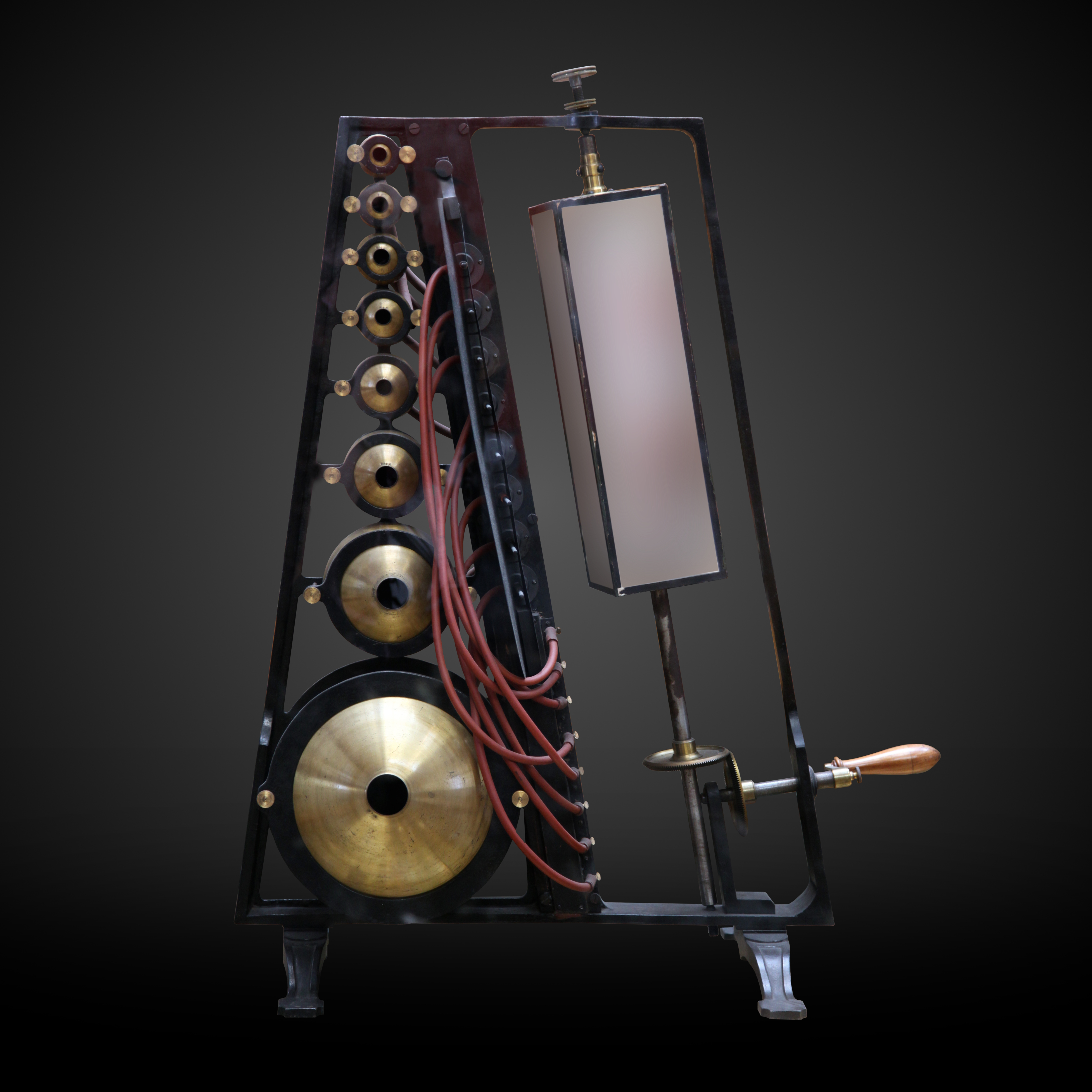
De klankanalysator van Koenig

Naar aanleiding van het werk van Félix Savart over trillende snaren beschreef Jean-Marie Duhamel in Remarque à l'occasion du Mémoire de M. le colonel Savart, sur les cordes vibrantes uit 1842 zijn vibroscoop. Vergelijkbaar met Young werden hierbij de trillingen van een stemvork overgebracht op een stuk papier. Jules Antoine Lissajous maakte gebruik van een lichtbron met stemvorken en een spiegel om geluidsgolven te visualiseren.
Rudolf Koenig visualiseerde geluidsgolven met zijn manometrische vlam waarbij geluid een gasvlam in trilling brengt, wat via een roterende kubusvormige spiegel wordt vertraagd, zodat het zichtbaar wordt voor het menselijke oog. Koenig maakte verschillende instrumenten met de klankanalysator als hoogtepunt.

### Fonautograaf

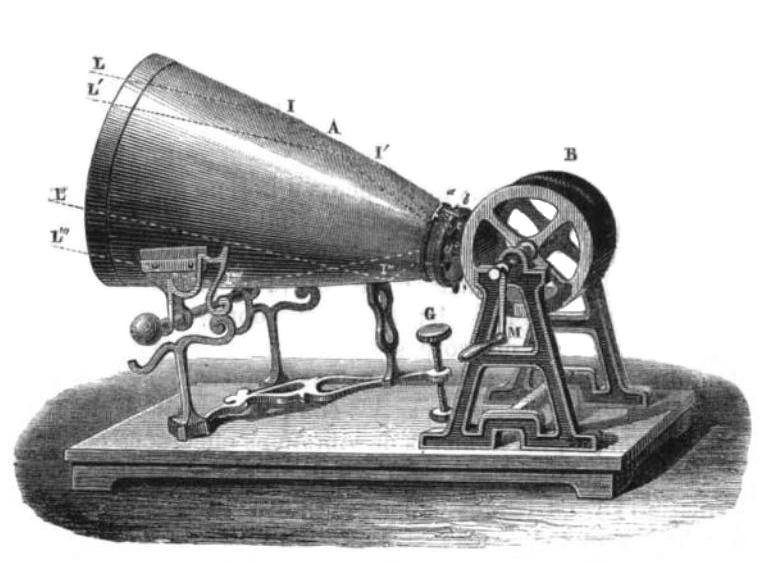
De fonautograaf van Scott, gebouwd door Koenig

In 1856 vond de Fransman Édouard-Léon Scott de Martinville de fonautograaf uit waarmee hij geluidstrillingen vast kon leggen. Hierbij werd een met roet zwartgemaakte of glazen trommel beschreven door een stilus die verbonden was aan een hoorn. In 1860 maakte hij daarmee de eerste opname van de menselijke stem. Het instrument van Scott beschikte echter niet over afspeelmogelijkheden. Het instrument werd veelvuldig gekopieerd en gebruikt voor demonstraties in Europa en de Verenigde Staten, waaronder in 1866 door Joseph Henry van het Smithsonian Institution. In 2008 slaagden de wetenschappers van het Lawrence Berkely National Laboratory er voor het eerst in om een oude tekening van een fonautograaf weer om te zetten in geluid. Het betrof een pas in een Frans archief teruggevonden opname van het volksliedje Au clair de la lune. Het was ingezongen op 9 april 1860 en daarmee is dit de oudst bekende geluidsopname in de geschiedenis. Het fragment werd op 28 maart 2008 officieel gepresenteerd op een congres in Palo Alto, Californië.

### Fonograaf
In 1877 had de Franse dichter en uitvinder Charles Cros een idee ingediend bij de Académie des sciences voor een paleofoon, een instrument dat de met roet getrokken lijn van een fonautograaf met behulp van een fotogravure om kon zetten in een groef op een metalen schijf of cilinder. Cros bouwde echter geen model.

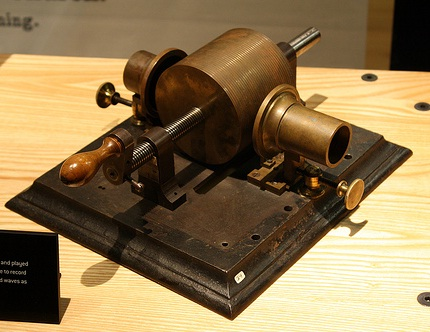
De eerste fonograaf van Edison had nog aparte mechanismes voor opnemen en afspelen, hier tentoongesteld zonder tinfolie

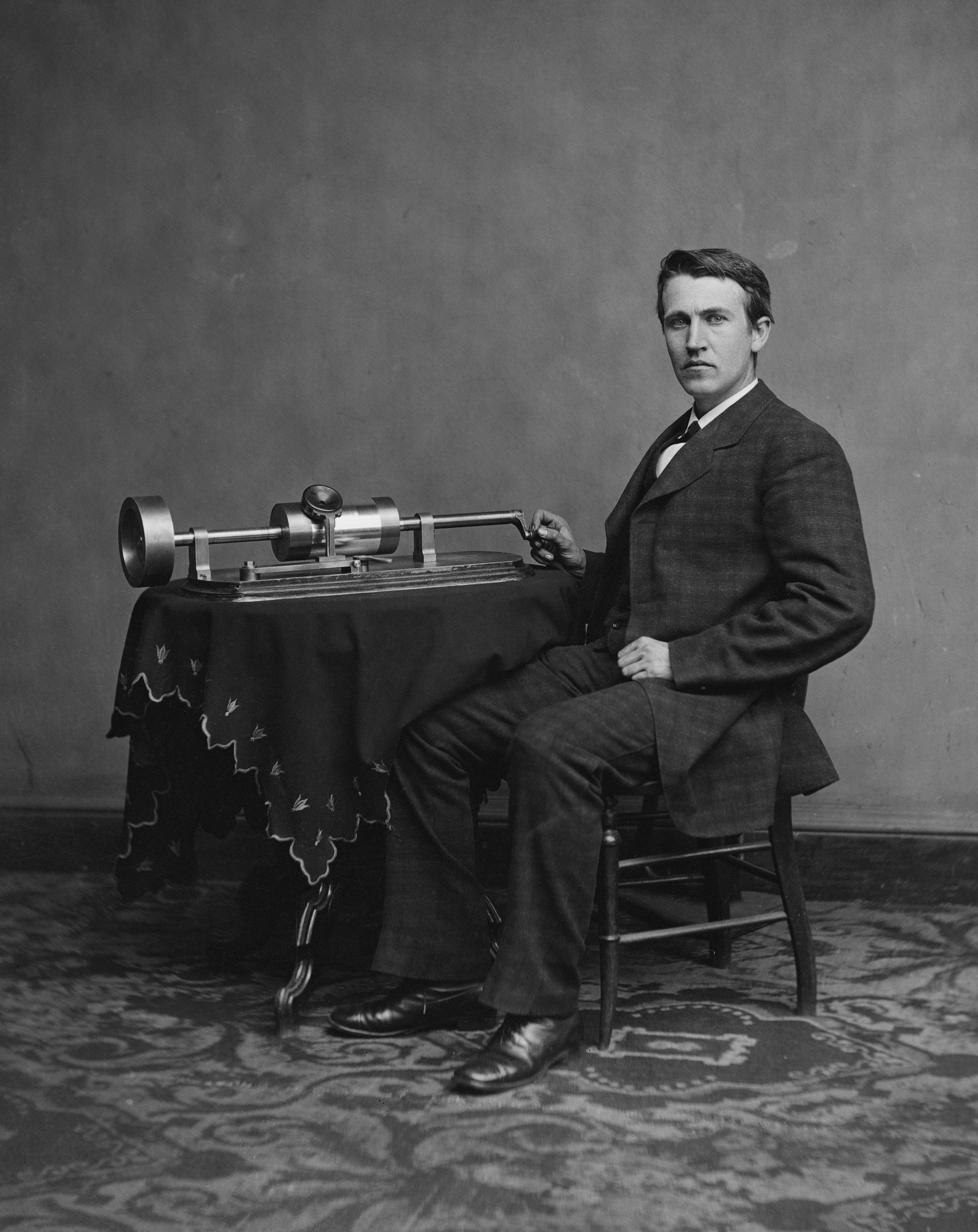
Edison bij zijn tweede fonograaf

Thomas Edison was al een bekende uitvinder en had al gewerkt aan telegrafie toen Alexander Graham Bell de telefoon uitvond. Zowel de moeder als de vrouw van Bell waren doof, wat hem inspireerde tot onderzoek van geluid en doofheid. De telefoon trok de aandacht van Edison – zelf vrijwel doof – en hij begon daarop te onderzoeken hoe hij telefoongesprekken kon opslaan en terugspelen. Voordat Cros zijn idee kon uitvoeren, had Edison de fonograaf bedacht en door John Kruesi laten bouwen, waarmee hij op 29 november 1877 voor het eerst een demonstratie gaf. De eerste opname die Edison maakte was Mary Had a Little Lamb. Het succes verbaasde Edison zelf:
I was never so taken back in my life.
Bij anderen die op hetzelfde vlak bezig waren, was sprake van enige frustratie, zoals bij Bell die aan Gardiner Hubbard schreef:"
It is a most astonishing thing to me that I could possibly have let this invention slip through my fingers when I consider how my thoughts have been directed to this subject for so many years past. So nearly did I come to the idea that I had stated again and again in my public lectures the principles of the phonograph.
Daarmee was dit het eerste apparaat dat opnames niet alleen kon registreren en kon opslaan, maar ook opnieuw kon afspelen. Edison maakte gebruik van tinfolie dat rond een spiraalvormig gegroefde cilinder werd gewikkeld. Een diafragma in een buisje werd door het geluid in trilling gebracht. Dit diafragma was verbonden aan een stilus dat de folie al trillend in de groeven drukte. Afspelen van geluid werd omgekeerd bereikt, waarbij de groeven in de tinfolie de stilus aandreven, dat daarop het diafragma in beweging bracht en zo geluid liet produceren.
Waar veel andere uitvinders bleven steken in de laboratoriumfase, was Edison ook bedreven in de commerciële kant. In december speelde hij het instrument af op de redactie van Scientific American dat zichzelf voorstelde met de tekst Good morning. How do you do? How do you like the phonograph? De redacteuren waren zeer onder de indruk:
No matter how familiar a person may be with modern machinery and its wonderful performances, or how clear in his mind the principle underlying this strange device may be, it is impossible to listen to the mechanical speech without his experiencing the idea that his senses are deceiving him.
Dit genereerde de aandacht van het grote publiek en van Gardiner Hubbard. Hubbard was de schoonvader van Bell en betrokken bij de net opgerichte Bell Telephone Company. Hij investeerde in de Edison Speaking Phonograph Company, maar de kwaliteit van de fonograaf was volgens het bedrijf onvoldoende om deze direct aan het publiek te verkopen en geld werd aanvankelijk verdiend met betaalde demonstraties met het apparaat. In de tussentijd werd gepoogd om een betrouwbaarder instrument te bouwen, maar Edison richtte zich al snel meer op andere uitvindingen, vooral de gloeilamp.
Edison was niet de enige die onder de indruk was. Het grote publiek was gefascineerd en Edward Bellamy voorzag in zijn utopische roman Looking Backward. 2000-1887, toen na Uncle Tom's Cabin en Ben-Hur. A Tale of the Christ de grootste bestseller in de Verenigde Staten:
[...] if we could have devised an arrangement for providing everybody with music in their homes, perfect in quality, unlimited in quantity, suited to every mood, and beginning and ceasing at will, we should have considered the limit of human felicity already attained, and ceased to strive for futher improvements.
De ontwikkelingen stopten echter niet toen dit bereikt werd.

### Grafofoon

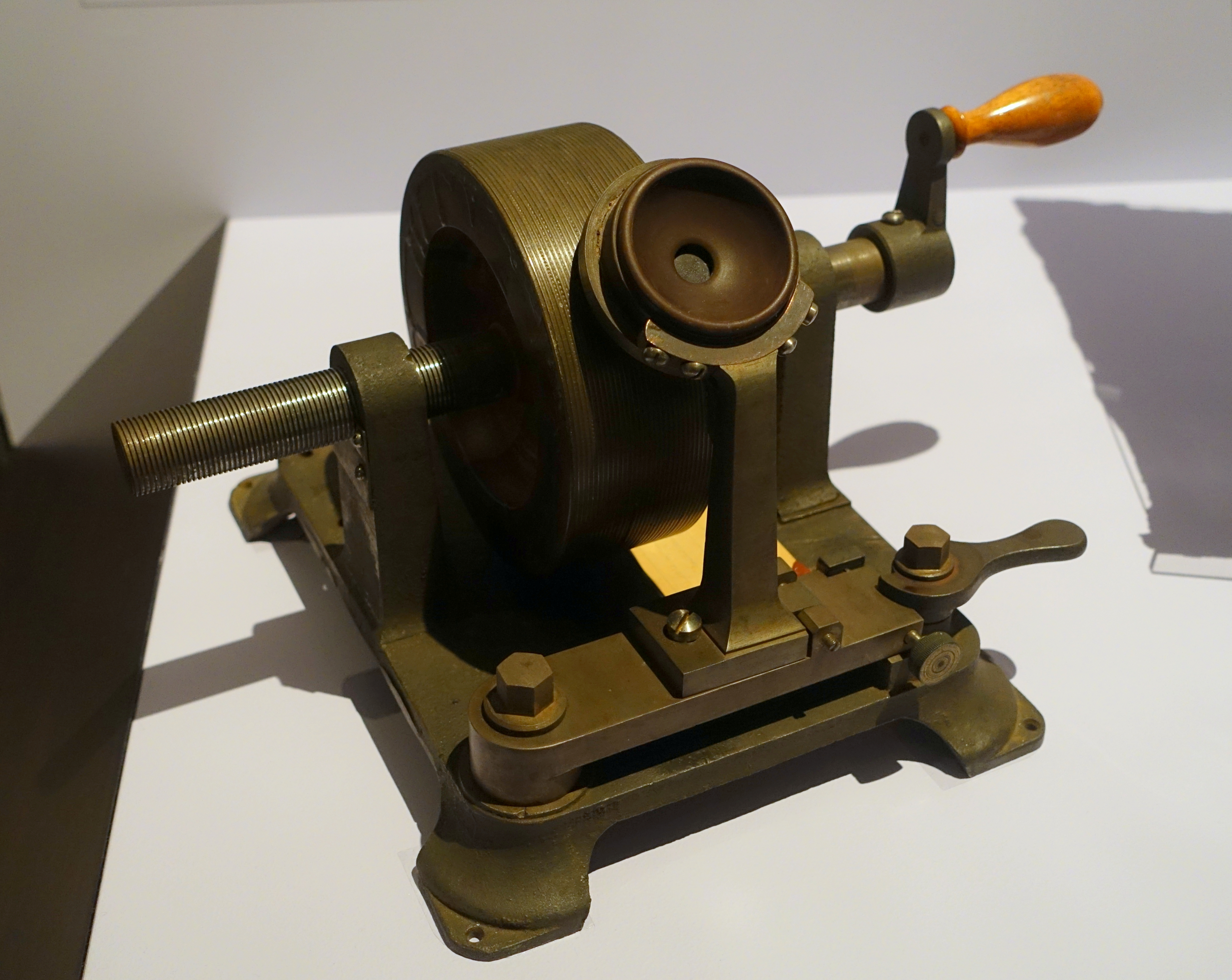
Een vroege versie van de grafofoon, 1881

Met de afnemende aandacht van Edison hielp Hubbard zijn schoonzoon Bell om een verbeterde versie te maken van de fonograaf. Bell had voor zijn uitvinding van de telefoon de prix Volta gewonnen en gebruikte het geld om het Volta Laboratory op te zetten. Met zijn neef Chichester Bell en Charles Sumner Tainter ontwikkelde hij verbeterde versies van de fonograaf. De tinfolie scheurde makkelijk en opnames konden slechts enkele malen afgespeeld worden, waarbij de geluidskwaliteit ook mager was. Chichester Bell en Tainter kozen was als opslagmedium en in 1881 werd een vroege versie met wasrol overhandigd aan het Smithsonian Institution met daarop onder meer de tekst I am a graphophone and my mother was a phonograph.
In 1885 waren de verbeteringen dusdanig gevorderd dat de grafofoon aan het grote publiek getoond kon worden. Het kleine spreekbuisje van Edison was vervangen door een grotere hoorn en de ontvanger was niet langer ook de zender. In plaats daarvan brachten rubberen buisjes het zwakke geluid direct naar de oren. Edison werd gevraagd deel te nemen in het bedrijf, maar hij zag Volta als piraten en weigerde, waarop in 1886 de Volta Graphophone Company werd opgericht. Tainter wist de gevoeligheid van de machine dusdanig te verbeteren dat er twintig wasrollen tegelijkertijd mee konden worden opgenomen.

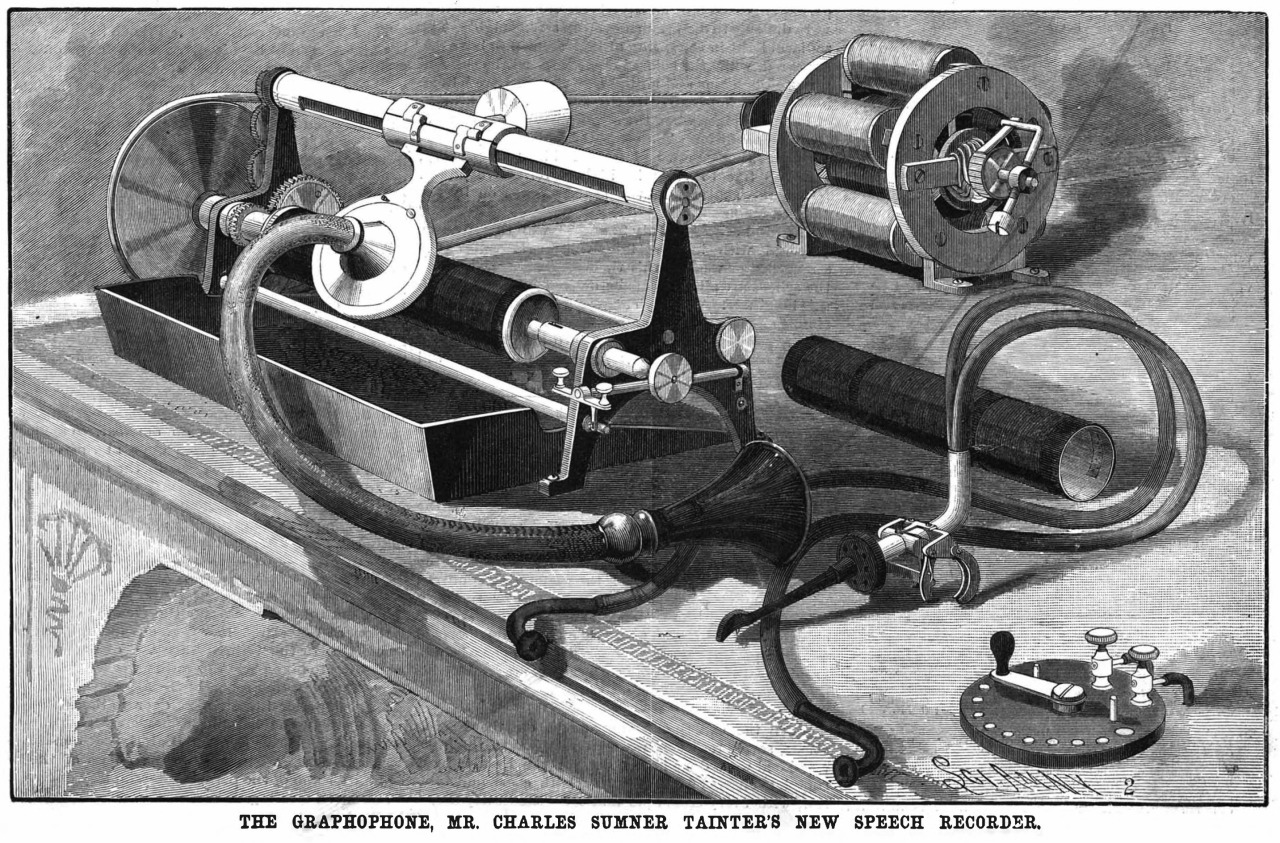
Een grafofoon van American Graphophone uit 1888 in Scientific American

Terwijl Volta met het nieuwe apparaat demonstraties gaf in Washington, werd in Philadelphia de American Graphophone Company opgericht door lokale zakenlieden. American Graphophone verkreeg de Amerikaanse licentie van Volta in ruil voor aandelen. De overzeese licentie werd in 1889 verkocht aan International Graphophone. In de fabriek van The Howe Machine Company van Elias Howe werden aanvankelijk grafofonen gefabriceerd voor American Graphophone.

### Eerste octrooistrijd
Jesse H. Lippincott investeerde kort daarop in American Graphophone en kwam overeen om jaarlijks vijfduizend machines af te nemen, in ruil voor de verkooprechten. Ook nam hij de Edison Speaking Phonograph Company over van Ezrah Gilliland dat dicteermachines fabriceerde. Hij voegde beide belangen samen in de North American Phonograph Company (NAPC).
In 1889 was onder leiding van de stenograven Edward Easton en Frank Dorian de Columbia Phonograph Company opgezet dat de verkooprechten verkreeg van Edison en Lippincott voor Washington District of Columbia, Delaware en Maryland en was daarmee een van de 33 bedrijven die zo regionaal samenwerkte met NAPC. Het verhuurde een groot deel van de machines en maakte ook zelf opnames. Columbia Phonograph nam in 1893 American Graphophone over.
Edison had echter zijn aandacht voor geluidsopnames hernieuwd en had in 1887 het intellectuele eigendom teruggekocht van de Edison Speaking Phonograph Company om daarna de Edison Phonograph Company te beginnen. Daarmee betwistte hij de octrooirechten van NAPC dat daarmee in de financiële problemen kwam. Ook was de kwaliteit van de machines van American Graphophone ondermaats, zodat er nooit vijfduizend per jaar verkocht konden worden, wat in 1891 bijna tot het faillissement leidde van NAPC zelf. Van de 33 regionale bedrijven waren er dat jaar nog maar 19 over waarbij de inkomsten uit het als bijzaak bedoelde vermaak de reddingsboei bleek. Zoals Alfred Clark stelde:
Business firms would rent them for a year, at the end of which time they were almost invariably sent back, and of course, the one year's rent was not nearly sufficient to enable Mr Lippincott to pay the factory for the cost of the machine. So things went from bad to worse.
Die problemen golden overigens ook voor Edison, want beide fabrikanten hadden hun product te vroeg op de markt gebracht. In de periode dat Edison zich met andere zaken had beziggehouden, hadden anderen de nodige voortgang gemaakt, zodat hij zocht naar verbeteringen die patenteerbaar waren om weer aan te kunnen sluiten. Hij zocht het onder meer in verbeteringen van de waslaag en een schaaf waarmee de wasrol voor meerdere opnames te gebruiken was bij gebruik als dictafoon. Edison was niet alleen technisch onderlegd, maar ook sterk op het gebied van marketing.
Edison werd in 1892 directeur van NAPC, maar trad in 1894 terug, kort voordat Lippincott overleed. Met diens overlijden verviel het exclusieve verkooprecht van NAPC en kon American Graphophone weer zelf zijn machines verkopen, wat het einde betekende van NAPC. Edison nam de boedel over en bracht deze in 1896 onder in National Phonograph Company.

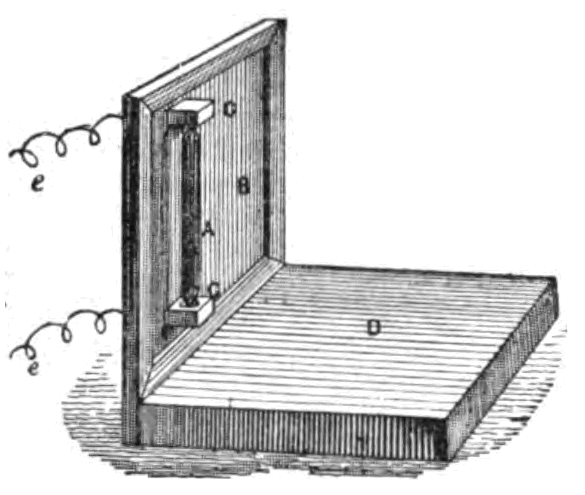
De koolmicrofoon van David E. Hughes bestaat uit een koolstofstaaf A die aan de uiteinden verticaal tussen twee metalen elektroden C hangt. Geluidstrillingen die van het houten paneel B naar het koolstofstalen contact worden overgebracht, zorgen voor een wisselende druk op de koolstofkorrels, waardoor de weerstand van de koolstof varieert

De verbitterde concurrentiestrijd had grote invloed op de innovatie waarmee de verschillende bedrijven elkaar wilden aftroeven. Charles Sumner Tainter stelde in 1896:
In the eight years prior to our patents, there were but five patents issued in the USA relating to the recording and reproducing of sounds. In the eight years following the issue of our patents about 200 patents for improvements in this art were granted.
Volgens historicus Allen Koenigsberg werden er door het US Patent Office tussen 1877 en 1912 meer dan 2000 octrooien toegekend aan zo'n 1000 uitvinders. Edison zelf diende 81 octrooien in tussen 1887 en 1891, waaronder voor de koolmicrofoon, hoewel David E. Hughes en Emile Berliner hem hierin betwistten.

### Vroeg vermaak

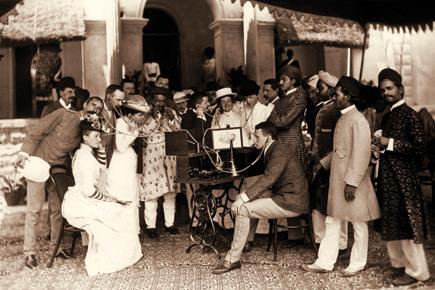
Nawab Ghalib Jung luistert via een hoortrompet in 1891 in Haiderabad met vrienden naar een fonograaf

De kwaliteit als dicteermachine liet aanvankelijk te wensen over, terwijl de opnameduur beperkt was tot enkele minuten. De opnames van amusement bleken echter zeer populair. In 1889 had Louis T. Glass van de Pacific Phonograph Company een nickel-in-the-slot phonograph ontwikkeld, een voorloper van de jukebox. Daartoe werd een Edison Class M Electric Phonograph – de eerste elektrisch aangedreven fonograaf – aangesloten op een muntautomaat en afgeluisterd met een hoortrompet. De eerste werd geplaatst in de Palais Royale Saloon in San Francisco en kon in tegenstelling tot de latere jukebox slechts een nummer spelen. Vooral komische monologen sloegen aan, maar ook muziek. Glass en zijn collega William S. Arnold patenteerden de uitvinding het jaar daarop.
De overgang naar amusement was geen bewuste strategie, zoals Fred Gaisberg beschreef over Columbia na het mislukken van de verhuur van dicteermachines:
The Columbia Company seemed headed for liquidation by this failure, but it was saved by a new field of activity which was created, almost without their knowledge, by showmen at fairs and resorts demanding records of songs and instrumental music. Phonographs, each equipped with ten sets of ear-tubes through which the sound passed, had been rented to these exhibitors. It was ludicrous in the extreme to see ten people grouped about a phonograph, each with a tube leading from his ears, grinning and laughing at what he heard. It was a fine advertisement for the onlookers waiting their turn. Five cents was collected from each listener so the showman could afford to pay two or three dollars for a cyliner to exhibit.
De rol van opnames voor vermaak werd net zo belangrijk als de productie van spelers en recorders en in 1891 opende Edison een opnamestudio. Problematisch was echter dat het bestaande kopieerproces moeizaam was. Er werd geëxperimenteerd met elektrodepositie, wat later veelvuldig toegepast zou worden, maar goedkoper was de pantograaf, al ging dit gepaard met een behoorlijk kwaliteitsverlies en waren de masterrollen na 25 tot 100 kopieën versleten. Veelal werd daarom elke wasrol apart ingespeeld. Zo waren er in 1894 van de in die tijd populaire George Johnson van zijn The Whistling Coon en The Laughing Man ruim 25.000 exemplaren verkocht door de United States Phonograph Company, schijnbaar allemaal originele opnamen. Andere populaire artiesten waren George J. Gaskin, Dan W. Quinn en Len Spencer, maar de populairste artiest van die dagen was Russell Hunting. Gezien de tientallen opnamesessies per dag, waren dit echter veelal niet de meest gerenommeerde artiesten.
Terwijl de dicteermachine Edison Class M nog voor $225 werd verkocht, werden machines speciaal voor vermaak daarna voor tussen de $150 en $200 verkocht. Door de elektromotor te vervangen voor een veermotor en het opname-element achterwege te laten, kon in 1896 de prijs omlaag worden gebracht naar $100. Nadat Columbia in 1893 de rechten op de grafofoon had verkregen, bracht deze goedkopere spelers op de markt, waarop Edison met een model van $40 kwam. Columbia reageerde met een model van $25, waarna Edison volgde met een model van $20. Tegelijkertijd kwamen er steeds meer opnames op de markt, zodat zich rond de eeuwwisseling een massamarkt had ontwikkeld. De speelhallen met openbare spelers die in het decennium daarvoor populair waren geworden, verdwenen met de opkomst van de spelers thuis.
Hoewel bijvoorbeeld Gaisberg zichzelf nog niet zo noemde, ontstonden er nieuwe beroepen als geluidstechnicus, muziekproducent en telentscout voor wat artists and repertoire (A&R) zou worden. Nadat massaproductie mogelijk was geworden, werden ook grote artiesten opgenomen. Zo begon de beroemde tenor Enrico Caruso in 1902 aan zijn eerste van vele opnamesessies en ook Jacques Urlus werd daarna vele malen opgenomen. Caruso was Vesti la giubba de eerste die meer dan een miljoen exemplaren verkocht. Gaisberg had in 1902 aanvankelijk geprobeerd om met zijn broer Will opnames te maken zonder medeweten van Caruso en het Grand Hotel in Milaan waar Caruso optrad. Ze werden echter meerdere malen betrapt en gingen uiteindelijk akkoord met het hoge gage, zodat er geen bootleg kwam, maar een officiële opname.
Naast klassieke muziek werd ook lichte muziek uitgebracht. Zo bracht Victor in 1917 de eerste jazzplaat uit, Livery Stable Blues van de Original Dixieland Jass Band, met op de B-kant Dixieland Jass Band One-Step. De plaat werd opgenomen door Charles Sooy en gewend als hij was aan het opnemen van opera, moest Sooy drummer Tony Sbarbaro ver naar achteren plaatsen om overbelasting te voorkomen.

### Vroeg cultureel onderzoek

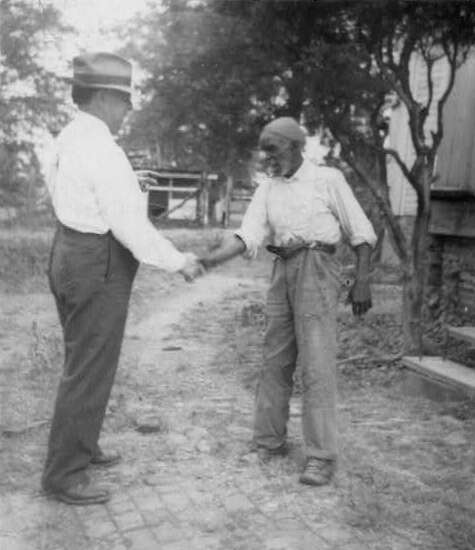
John Lomax met Rich Brown in 1940

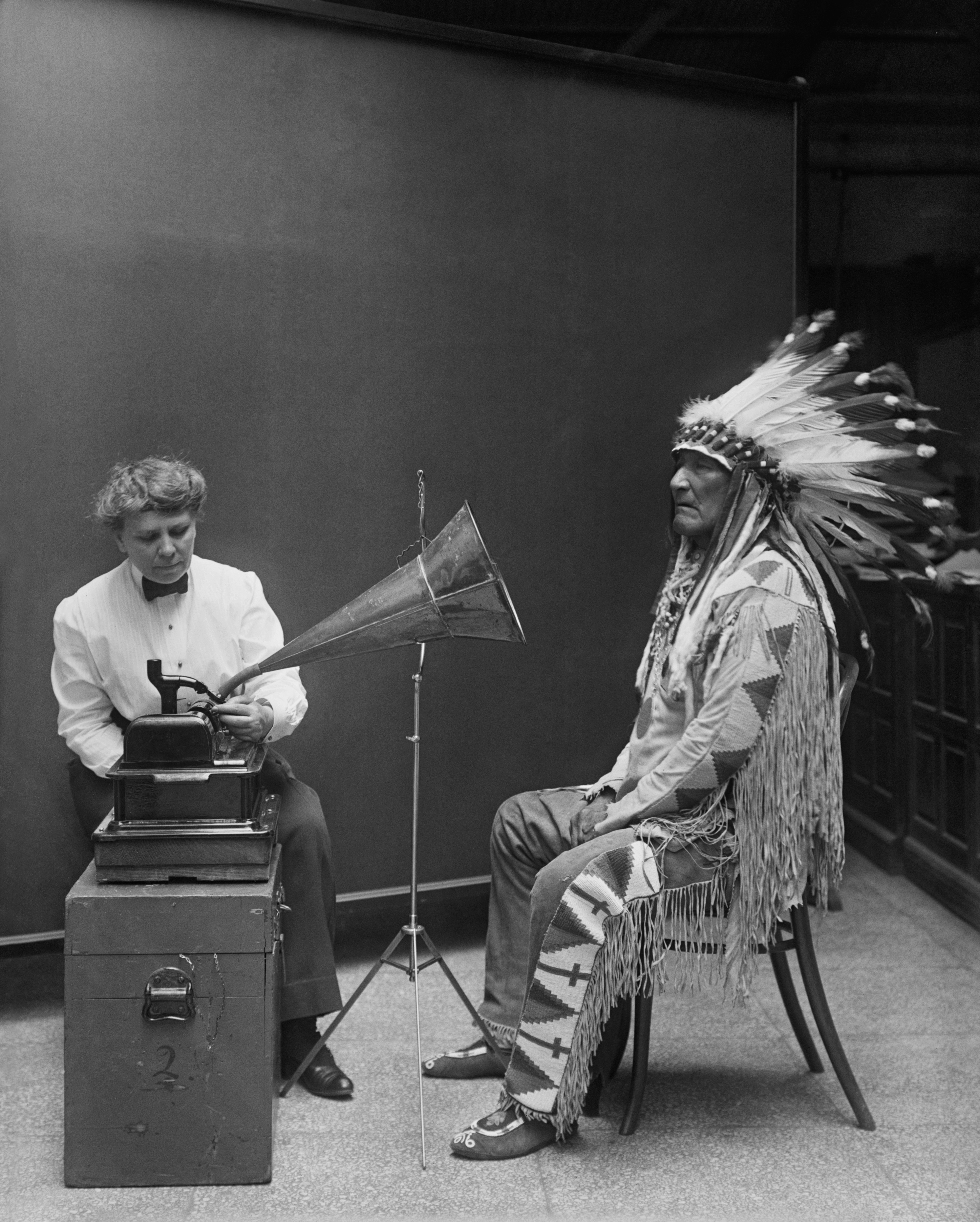
Mountain Chief tijdens opnames door Frances Densmore in 1916

Naast vermaak en zakelijk gebruik, werden al vroeg opnames gemaakt voor cultureel onderzoek. Antropoloog Jesse Walter Fewkes was de eerste die het voor dit doeleinde toepaste toen hij in 1890 de Indianenstam Passamaquoddy opnam in Maine, gevolgd door de Zuni en de Hopi.
Ook Frances Densmore bestudeerde de Indiaanse cultuur en begon in 1907 voor het Bureau of American Ethnology (BAE) van het Smithsonian Institution met opnames van Indiaanse muziek, om in de vijftig jaar daarna duizenden opnames te verzamelen.
John Lomax bouwde met zijn zoon Alan Lomax een collectie van Amerikaanse volksmuziek op dat onderdeel zou worden van het Archive of American Folk Song Library of Congress. Ook dochter Bess Lomax Hawes deed onderzoek naar deze muziek.
Carl Stumpf begon in 1900 het Phonogramm-Archiv nadat hij opnames had gemaakt van een Siamees gezelschap dat Berlijn aandeed. Stumpf legde onder meer de basis van de muziekpsychologie en de psychoakoestiek.
De Oekraïense etnomusicoloog Filaret Kolessa begon vroeg in de twintigste eeuw met het opnemen van traditionele dumy, Oekraïense epen uitgevoerd door een kobzar, een blinde zanger die een kobza bespeelde. De transformatie van de landelijke leefgemeenschap in het midden van de jaren 1930 ten tijde van de Oekraïense SSR onder Stalin betekende het einde van deze muziekvorm, waarmee de opnames van extra waarde werden.
Jaap Kunst deed vergelijkbaar werk in Nederlands-Indië in de jaren 1920 nadat hij gefascineerd was geraakt door gamelan, de Indische volksmuziek.

### Grammofoonplaat

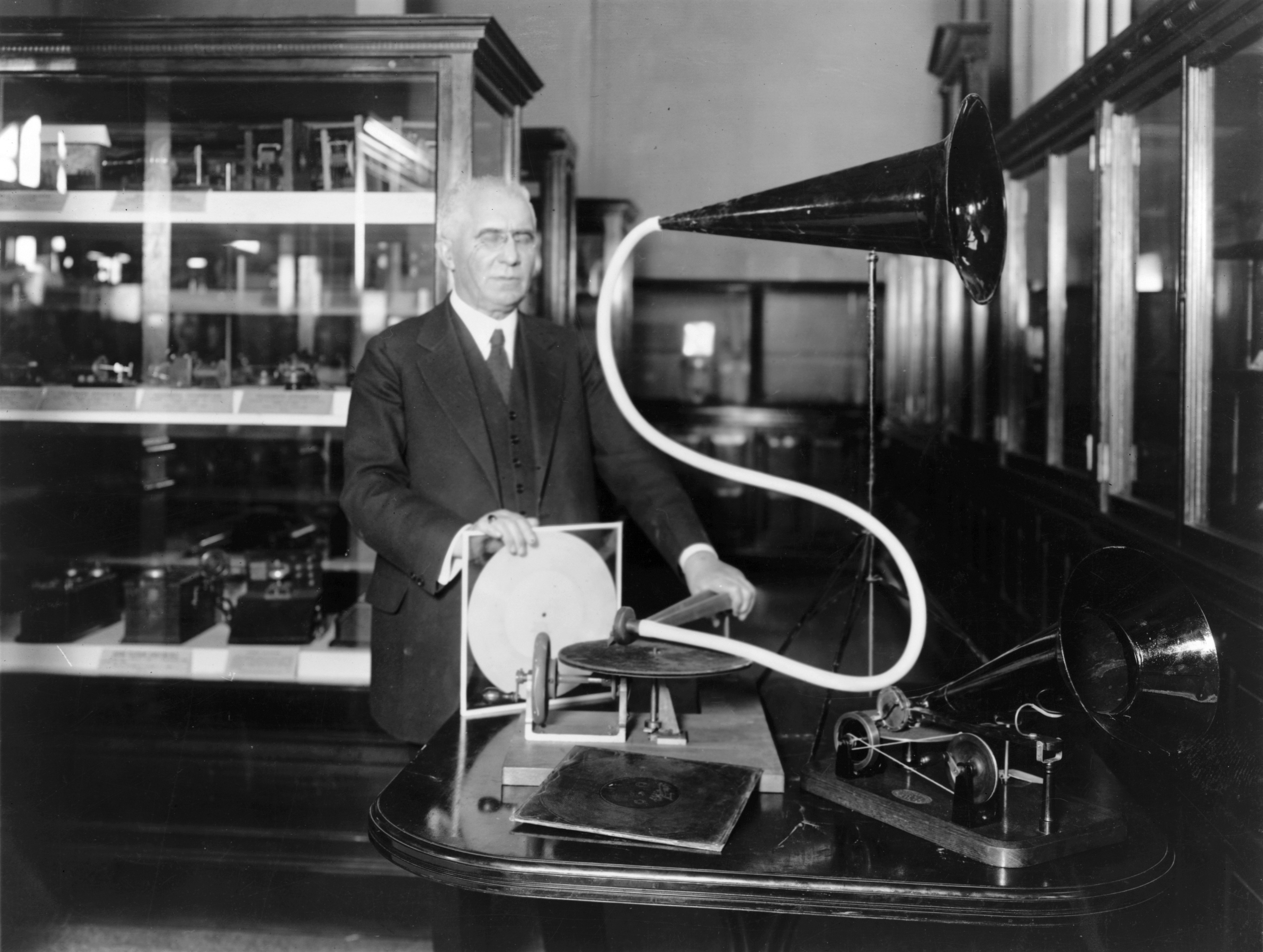
Emile Berliner bij zijn eerste platenspeler

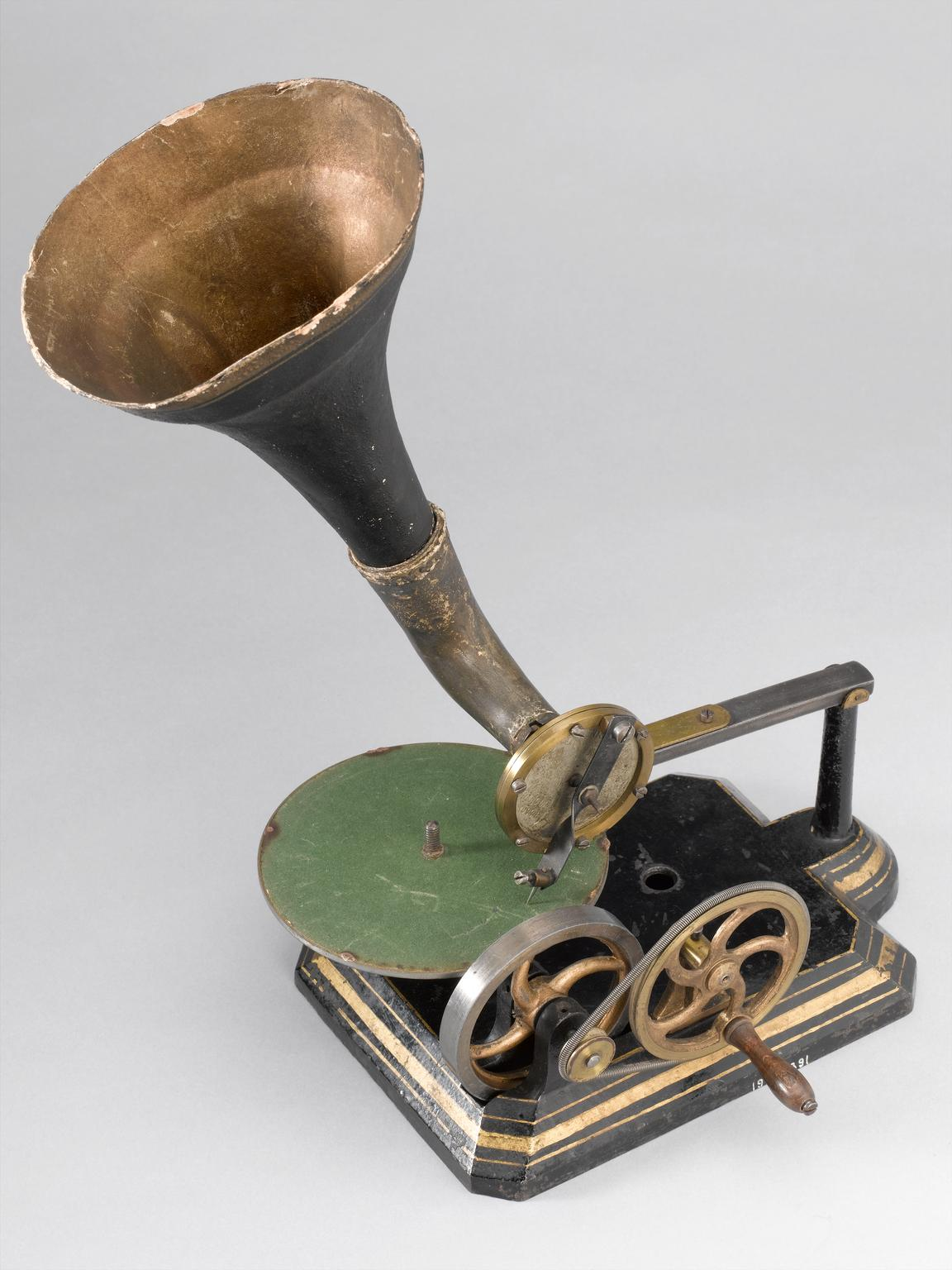
Een speelgoedplatenspeler van Kämmer & Reinhardt, ca. 1890

Al eerder was bedacht dat een geluidsdrager niet beperkt was tot een cilinder, maar ook een platte schijf kon zijn. Bell had al in 1881 een werkend model, maar het was Emile Berliner die met de grammofoonplaat de ontwikkeling doorzette. In 1887 patenteerde hij zijn uitvinding die in Duitsland korte tijd als speelgoed werd gemaakt door Kämmer & Reinhardt.
Waar bij de wasrollen de geluidstrillingen verticaal als heuvel-en-dal werden aangebracht, ging Berliner over op een horizontale zig-zag zoals Léon Scott die al had toegepast. Een nadeel van de plaat was wel dat de snelheid van de stilus niet constant was, zoals bij de cilinder, maar afnam naarmate de stilus het middelpunt nadert, waardoor de geluidskwaliteit afneemt. Ook was de plaat alleen geschikt om af te spelen en kon dus niet dienen als dicteermachine.
Berliner ontwikkelde een methode om zijn platen in massa te produceren, waarmee hij een voorsprong had op de fonograaf waarbij pas later een goede manier werd gevonden om kopieën te maken van de rollen. De opnames vonden daarbij plaats op een met was bedekte zinkplaat. Door het in een zuurbad te dompelen, werd daar waar de was verwijderd was een groef in het zink geëtst. Door deze plaat met elektrodepositie te behandelen ontstond een negatief, een matrijs die gebruikt kon worden om positieve platen te persen. Aanvankelijk gebruikte Berliner hiervoor celluloid, maar dit bleek niet bestand tegen de persdruk. Daarop ging hij in 1893 over op eboniet, gevulkaniseerd rubber. In 1895 kwam hij in contact met de Durinoid Button Company die knopen maakte van schellak. De kwaliteit verbeterde hiermee aanmerkelijk en dit zou lange tijd het materiaal blijven waarvan platen geperst werden.

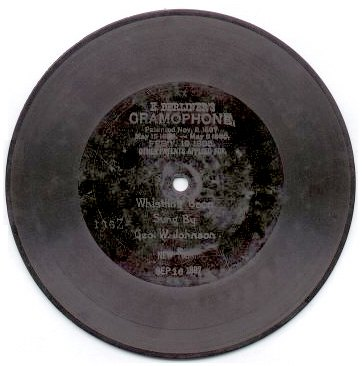
The Whistling Coon van George Johnson, een plaat van Berliner Gramophone uit 1897

In 1895 begon Berliner de United States Gramophone Company, nadat eerder zijn American Gramophone Company niet van de grond was gekomen. De platenspelers van Berliner werden gemaakt door Eldridge R. Johnson die de handaangedreven versie verving door variant met een veermotor.
In Philadelphia vormde een groep zakenlieden de Berliner Gramophone Company, om met een licentie van Berliner zowel zijn platenspelers als zijn platen te verkopen. Frank Seaman werd ingehuurd om in New York de National Gramophone Company op te zetten voor de distributie daar. Om de concurrentie in Europa aan te gaan met Société Pathé Frères werd William Barry Owen van National Gramophone Company door Berliner naar Londen gestuurd om daar met Trevor Williams de Berliner Gramophone Company of London op te zetten. In Londen werd in 1898 op Maiden Lane in Covent Garden een opnamestudio geopend. Joseph Sanders en Fred Gaisberg werden naar Hannover gestuurd om daar Deutsche Grammophon Gesellschaft op te richten, waarna andere grote landen volgden.

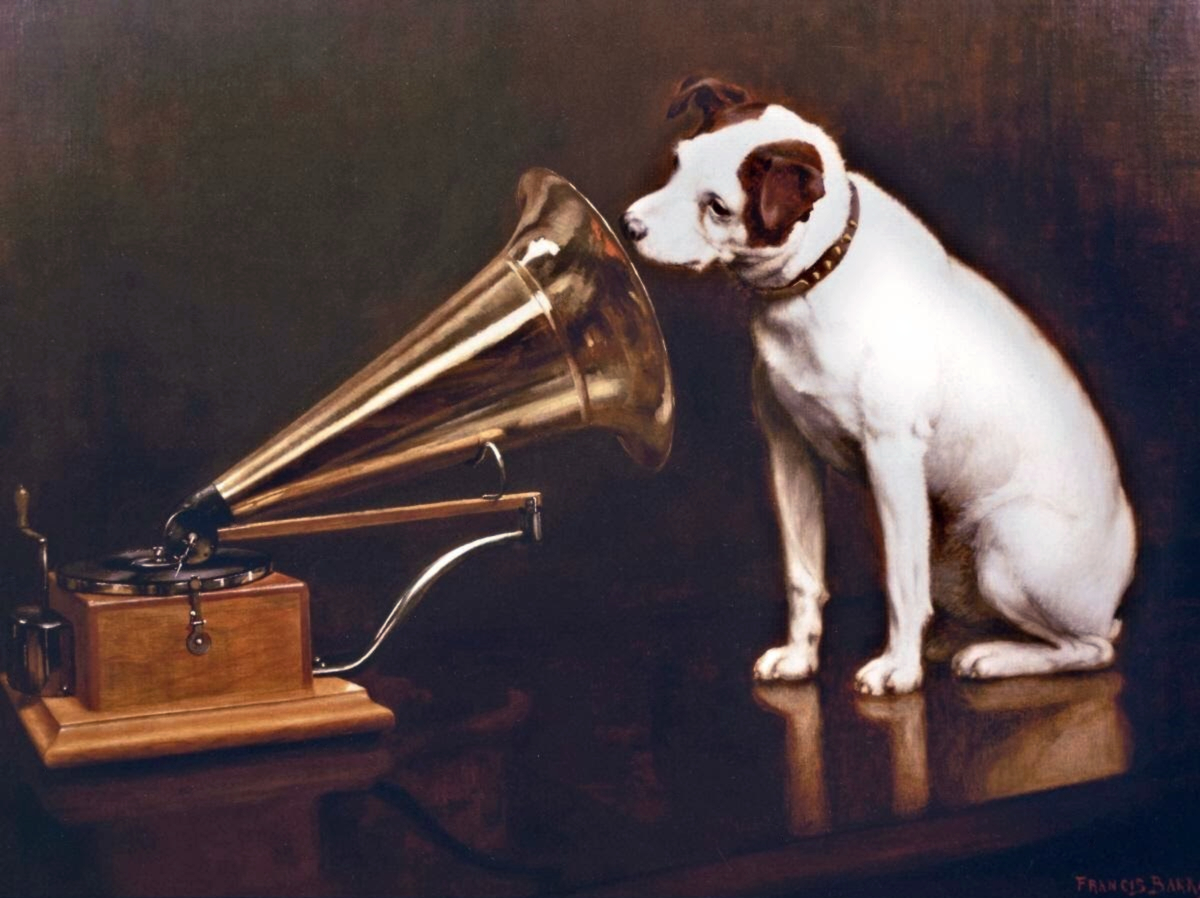
Francis Barraud had aanvankelijk een schilderij gemaakt van zijn broers hond Nipper bij een Edison Bell-fonograaf. Aangepast met een platenspeler werd His Master's Voice het logo van Berliner Gramophone, Victor en de Gramophone Company

Berliner werd echter door Edison aangeklaagd voor octrooi-inbreuk, wat weliswaar uiteindelijk niet werd toegekend, maar wel de financiële ondergang van Berliner betekende. Ook bleek in 1899 dat Frank Seaman met de Zonophone een replica verkocht, waarop Berliner de leveringen aan New York staakte. Hierop werd hij aangeklaagd en in 1900 veroordeeld vanwege contractbreuk. Berliner mocht geen spelers en platen meer verkopen in de Verenigde Staten en mocht daar de naam grammofoon niet meer voeren.
Eldridge Johnson maakte de platenspeler goedkoper en betrouwbaarder en verkreeg tijdens het proces de licentie van Berliner, waartoe Johnson de Consolidated Talking Machine Company oprichtte, met Berliner als aandeelhouder. Johnson verbeterde ook het masterproces, zodat de kwaliteit van de platen verbeterde. Na de vrijspraak van Berliner in 1901 werd dit de Victor Talking Machine Company. Het bouwde een sterk distributiesysteem op door groothandelaren licenties te geven waarmee deze aan bestaande dealers konden verkopen, terwijl Columbia de voorkeur gaf aan eigen winkels. Al snel was het distributienetwerk van Victor tweemaal zo groot als dat van Columbia en tegen 1905 was Victor uitgegroeid tot het grootste label in de Verenigde Staten en had het Zonophone overgenomen.
Een bijzondere toepassing was het gebruik van perslucht om het geluid te versterken. Charles Parsons ontwikkelde in 1904 een persluchtgrammofoon, de Auxetophone. Horace Short zou al in 1898 de Gouraudophone hebben ontwikkeld, genoemd naar zijn financier George Gouraud, maar deze deed zijn octrooi uiteindelijk over aan Parsons. De Auxetophone had voldoende volume om gebruikt te worden in grote zalen, maar werd door de bijgeluiden en hoge prijs geen succes.

### Cilinders vs. platen
Edison ging in 1898 de concurrentie met de plaat aan met de introductie van rollen met een grotere diameter. In plaats van de gangbare 3¾" hadden deze Concert-cilinders een diameter van 5". De prijs lag echter ook aanmerkelijk hoger, in plaats van 35 tot 50 cent kostten deze $4 tot $5. De cilinders namen ook erg veel ruimte in en vereisten een aparte speler, zodat ze nooit een succes werden en in 1904 werd de productie gestopt.

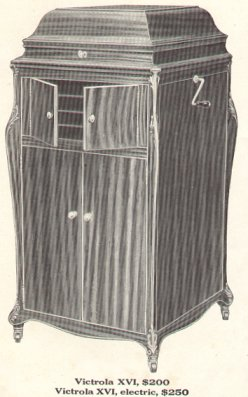
Met de Victrola verdween de hoorn uit het zicht

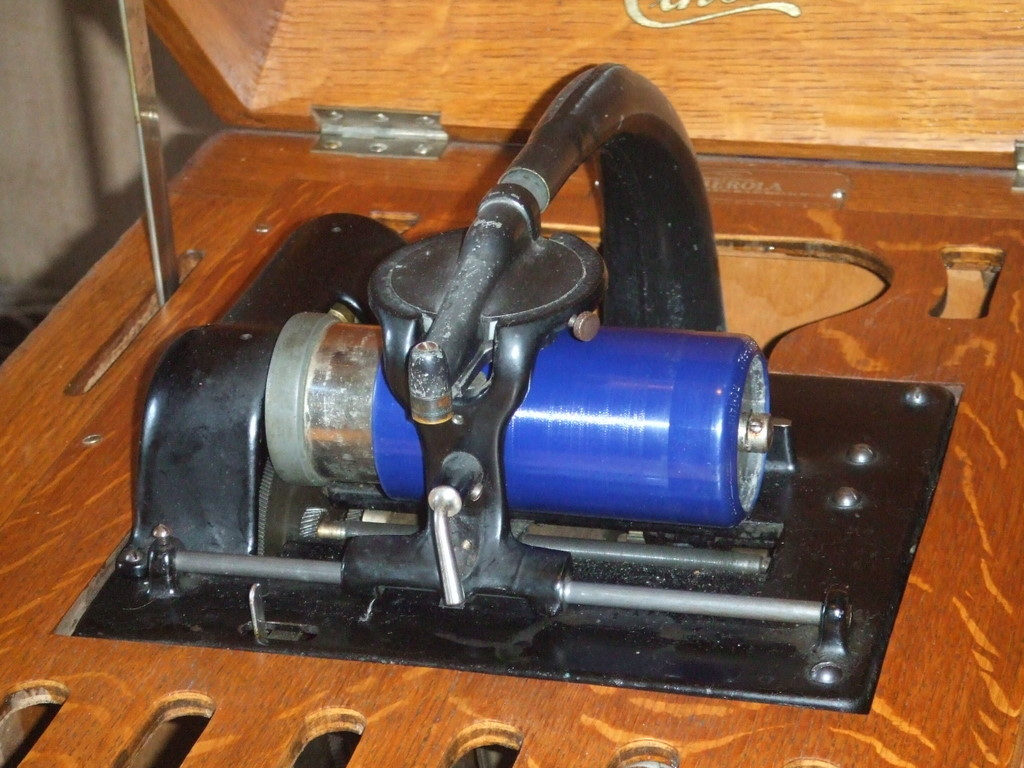
Een cilinder van Blue Amberol Records op een speciaal daarvoor gemaakte speler, de Amberola

In 1900 werd een octrooiaanvraag toegekend aan Thomas B. Lambert voor een methode om wasrollen te kopiëren naar celluloid rollen. Deze kunststof was aanmerkelijk harder en duurzamer dan de eerdere wasrollen. Daarmee kon de naald harder op de rol drukken, zodat de geluidssterkte omhoog kon. De Lambert Company of Chicago begon dat jaar aan de verkoop van de Lambertcilinders. Edison en Columbia volgden in 1902 met gegoten kopieën, waarbij Edison de nieuwe standaard introduceerde van 160 rpm. Lambert verliet dat jaar zijn bedrijf en vertrok naar het Verenigd Koninkrijk waar hij samen ging werken met Edison Bell. Edison zelf volgde in de Verenigde Staten een andere strategie en klaagde de Lambert Company aan vanwege octrooi-inbreuk. Hoewel hier geen sprake van was, brachten de proceskosten de Lambert Company in 1906 tot een faillissement. De Indestructible Record Company zette de productie van celluloid rollen daarna in licentie voort en in 1908 begon Columbia Phonograph deze te verkopen en stopte met de productie van wasrollen. De cilinders van Columbia-Indestructible waren duurzamer, hadden een goede geluidskwaliteit en waren net zo duur als de kwetsbare cilinders van Edison. Edison bracht daarop de Amberol uit met een speelduur van vier minuten, wat in 1909 geëvenaard werd door Columbia-Indestructible. In 1910 stelde Columbia nog Wax cylinders are as out of date as wax candles in het tijdschrift Talking Machine World, maar de naam Edison was in het landelijke gebied waar de cilinder nog domineerde voldoende om weerstand te bieden aan het betere product en nadat Edison in 1912 ook begon met de productie van celluloid cilinders met Blue Amberol Records, stopte Columbia geheel met cilinders.
Berliner bezat belangrijke octrooien voor de platenmarkt, wat het moeilijk maakte om deze te betreden. Joseph Jones had met Berliner gewerkt en was bezig met een veelbelovende octrooiaanvraag, daarbij geholpen door Columbia. Columbia zocht ook samenwerking met de Burt Company die eerder platen had geperst voor Berliner. Burt zette hiertoe de Globe Record Company op dat daarna onder het label Climax platen ging maken die verkocht werden door Columbia. In 1901 bracht Columbia Phonograph dan ook een grammofoonspeler op de markt. De platen van Climax vertoonden een grote gelijkenis met die van Zonophone en veel van dezelfde artiesten werden hierop uitgebracht. Kort daarop werd het octrooi van Jones toegekend, waarna Columbia de platenmarkt in volle kracht kon betreden.
In 1902 werd Globe met Climax echter in een verrassende beweging overgenomen door Victor. Uiteindelijk kwamen Columbia en Victor echter tot een overeenkomst waarbij Globe werd overgekocht door Columbia en waarbij beide bedrijven gebruik mochten maken van elkaars octrooien.
In 1908 begon Columbia platen te produceren die aan beide kanten waren geperst. Het aandeel van platen ten opzichte van cilinders nam gestaag toe en in 1912 bracht ook Edison voor het eerst platen op de markt, de Diamond Disc. Deze werden zo genoemd omdat deze afgespeeld werden met een diamanten naald, in plaats van het tot dan gangbare staal. Om deze te ondersteunen organiseerde Edison tussen 1915 en 1925 duizenden tone tests waarbij het publiek live-optredens van zangers als Marie Rappold en Anna Case moest onderscheiden van de plaat.
De formaatoorlog was daarmee vrijwel besloten, al produceerde Edison met Blue Amberol Records nog tot 1929 cilinders. Voor dicteermachines bleven deze tot in de jaren 1950 in gebruik. De platenmarkt in de Verenigde Staten werd daarna gedomineerd door Victor en Columbia, nadat deze met de nodige rechtszaken over octrooien de concurrentie vrijwel geheel verdreven hadden.
| Vanwege een beveiligingsprobleem met de MediaWiki Graph-software is het momenteel niet mogelijk deze grafiek weer te geven. Zodra de software is bijgewerkt zal de grafiek vanzelf weer zichtbaar worden. | Jaar Cilinders Platen | 1904 21.000.000 4.000.000 | 1909 18.600.000 8.600.000 | 1914 3.900.000 23.300.000 | 1919 5.900.000 101.100.000 | 1921 1.800.000 103.400.000 |

### Akoestische opnametechnieken

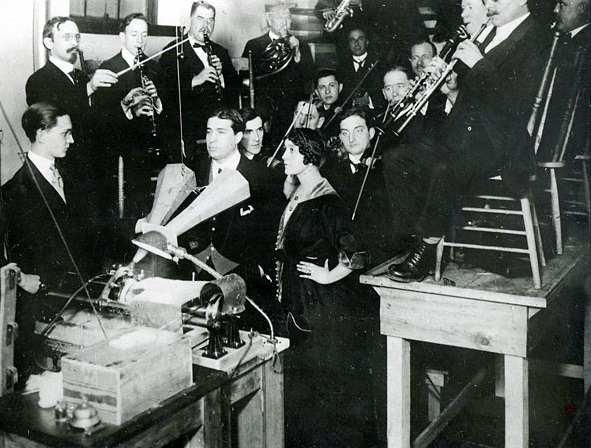
Tenor Lucien Muratore en soprano Lina Cavalieri met een orkest tijdens opnames in Parijs in 1913

De opnametechnieken waren beperkt in de vroege jaren. Zo stelde Thomas John Theobald Noble van Pathé over de plaatsing van zangers en muzikanten ten opzichte van de hoorn:
[...] the recorder places his artiste a few inches in front of the horn. Immediately behind and around are the musicians, arranged as the recorder may desire. In all cases the reed instruments are nearer to the horn than the brass. All instruments have to be carefully focussed to the mouth of the horn, otherwise the result would not be properly balanced. The orchestra now play the introduction, during which the artiste leans away in order to enable the bandsmen to play right into the horn without the vocalist's head obstructing [...]
Ook de keuze van instrumenten – weinig of geen drums om overbelasting te voorkomen – was van belang, evenals de keuze van hoorn en diafragma:
Several tests are made by the recorder of the artiste's voice with separate diaphragms and horns for the purpose of securing the diaphragm and horn which'is most appropriate for the particular artiste. Each horn gives a different tone, and each diaphragm possesses a particular quality. Horns are used which can make a voice sound thin, tubby, or weak; diaphragms, too, appear to have their idiosyncrasies. One may be excellent for an orchestra, but useless for a soprano. Another good for a soprano and bad for a tenor, and so on. This, however, is not the case with the few good experts who are making records. A diaphragm should be made to record all selections, even as the human ear hears all sounds in its.
Ook maakte Noble onderscheid tussen live-artiesten en studiomuzikanten. Niet elke zanger bleek geschikt:
Not all voices are suitable; some of our most popular artistes fail to make a satisfactory commercial record. There are many reasons for this. A voice may be too weak or too nasal and in another the enunciation too bad, and so on [...]
Zoals Noble al stelde, moesten luidere instrumenten verder naar achteren. Lil Hardin Armstrong, de latere vrouw van Louis Armstrong, vertelde over haar toekomstige man die tijdens opnames van de King Oliver's Creole Jazz Band bij Gennett Records in 1923 aanvankelijk naast King Oliver stond. De hoorn van Oliver werd echter overstemd door de trompet van de jonge Armstrong, zodat:
[...] they put Louis about fifteen feet over in the corner, looking all sad.

### Dicteermachines

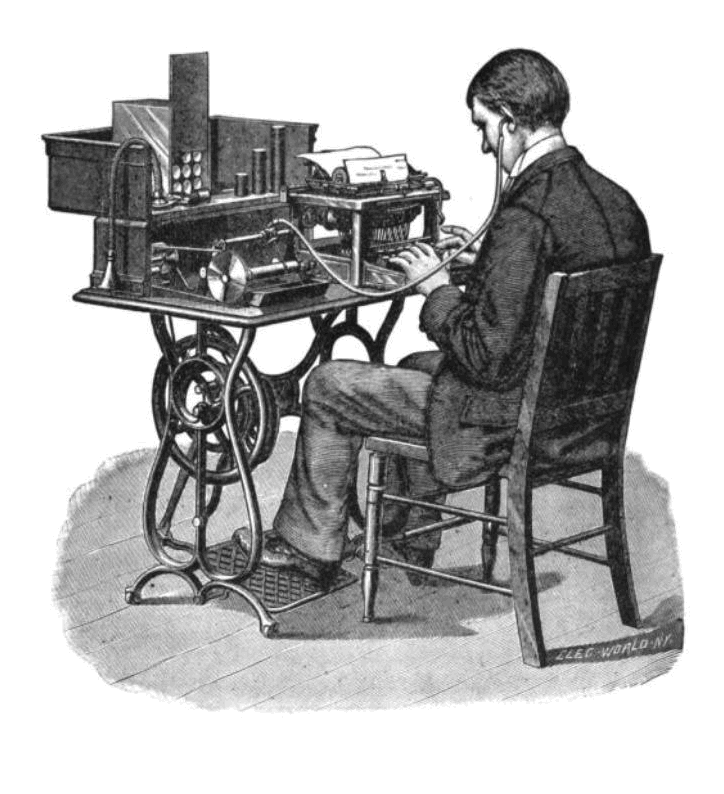
Transcriptie met een fonograaf

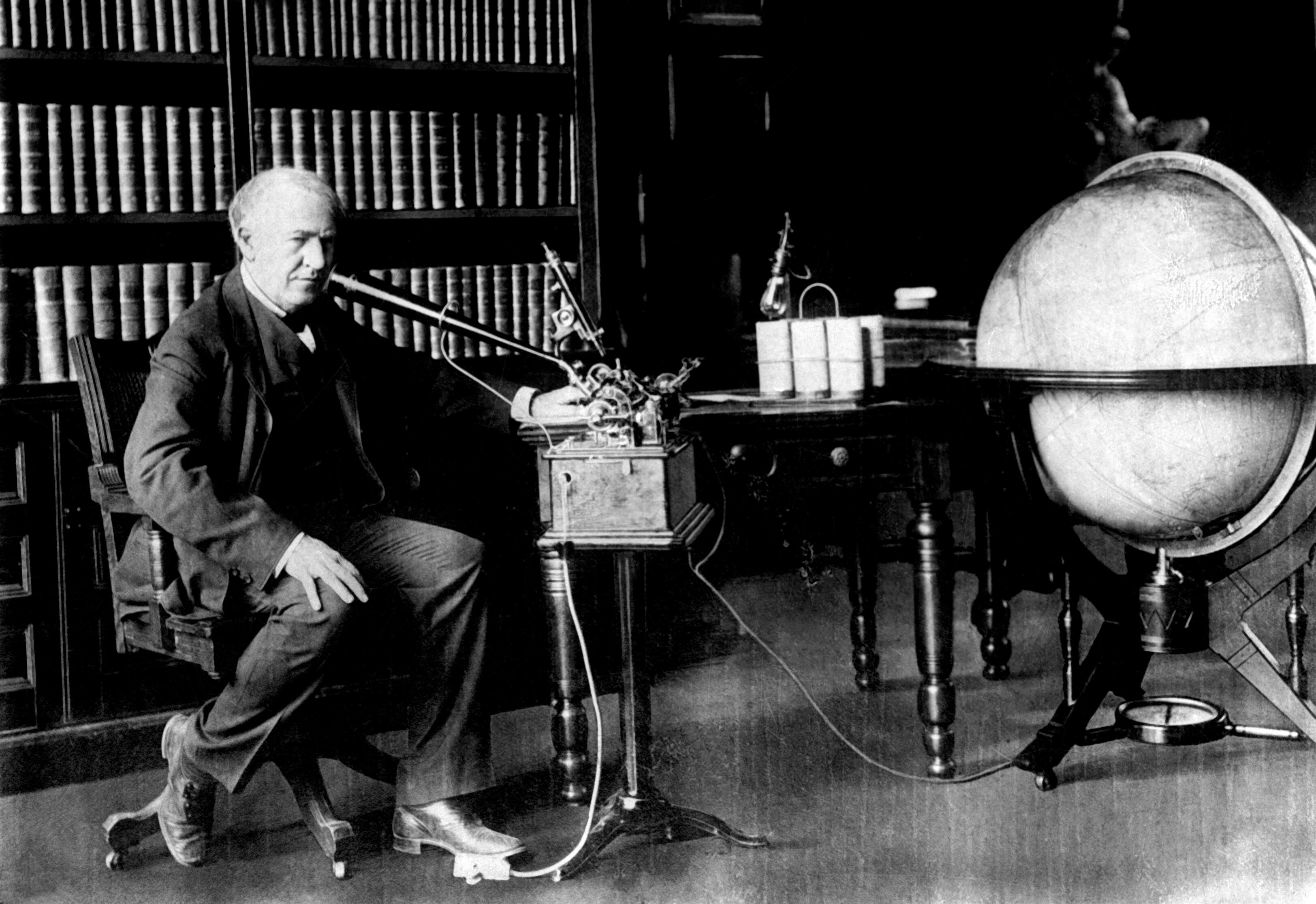
Thomas Edison in 1907 met zijn dicteermachine

Door technische gebreken werd de dicteermachine aanvankelijk geen succes en verdween grotendeels gedurende de jaren 1890. Met technische verbeteringen veranderde dit en in 1905 bracht Edison via National Phonograph opnieuw een dicteermachine uit, later Ediphone genoemd. Ook Columbia bracht rond die tijd opnieuw een dicteermachine uit, later Dictaphone genoemd. Veranderingen in officemanagement rond die tijd speelden daarbij een aanjagende rol, waarbij de wetenschappelijke bedrijfsvoering van Frederick Taylor ook van invloed werd op kantoor als scientific office management. Terwijl de platenspeler aan zijn opmars begon in de amusementsindustrie, bleef hier de fonograaf met wasrol in gebruik tot 1950. Er waren aparte modellen voor opname en weergave (dictators) en voor alleen weergave (transcribers). Vanaf de jaren 1930 werden de dictators uitgerust met elektrische microfoons, terwijl de transcribers lange tijd gebruik maakten van hoortrompetten.
Hoewel de marges behoorlijk waren, bleef de markt bescheiden en National Phonograph en Columbia bleven lange tijd de enige aanbieders. In 1945 kwamen de SoundScriber en de Gray Audograph op de markt die niet opnamen op een wasrol, maar op een vinylplaat. Dictaphone – in 1923 afgesplitst van Columbia – reageerde in 1947 met de Dictabelt die gebruikmaakte van een riem van vinyl. Vergelijkbaar was de Walkie-Recordall Sonaband die lange opnames kon maken. Rond 1950 volgde de Edison Voicewriter die op vinylplaat opnam, waarna deze afgespeeld konden worden met een gewone platenspeler. Ondanks de opkomst van magnetische bandrecorders bleven enkele van dit type dicteermachines nog geruime tijd in productie.

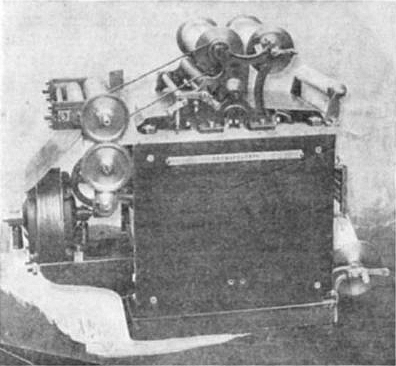
Een kromarograaf

Een aparte uitvinding was de kromarograaf in 1900 door Laurenz Kromar. Hiermee werd elke aanslag op een piano omgezet in bladmuziek. Eerder zou al een vergelijkbare musicograaf gebruikt te zijn door Pietro Mascagni.

### Internationale opnames
Vanaf het begin van de twintigste eeuw werden ook buiten Amerika en Europa opnames gemaakt om daar de markten te ontsluiten. Voor de Gramophone Company ging Fred Gaisberg in 1902 naar India waar hij een jaar later vertrok met 1700 opnames van Indiase, Birmese, Siamese, Maleise, Javaanse, Chinese en Japanse muziek. Niet dat al die muziek naar zijn smaak was: Japanese music is simply too horrible.
De Gramophone Company en Victor Talking Machine sloten in augustus 1904 een wereldwijd concurrentiebeding. De Gramophone Company verkreeg daarin Europa, het Britse Rijk afgezien van Canada, Rusland, Japan en Korea, terwijl Victor de rest van de wereld kreeg, afgezien van Canada. De Europese koloniën werden daarbij als Europees beschouwd.
Henry L. Marker deed tussen 1905 en 1907 voor Columbia opnames in China, Japan, Siam en Singapore. In 1908 vertrok hij naar Brazilië en Mexico, om in 1909-10 en 1911-12 weer op te nemen in Azië. Het Duitse Beka Records (Bumb & Konig) adverteerde in 1907 in Die Sprechmaschine met een repertoire bestaand uit werken in het Duits, Frans, Engels, Spaans, Portugees, Russisch, Deens, Oostenrijks, Hongaars, Italiaans, Nederlands, Arabisch, Turks, Hindoestaans, Maleis, Birmees, Tamil, Chinees en Japans. Heinrich Bumb had in 1905-1906 een groot deel van die opnames gemaakt, wat hij beschreef in Unsere Reise um die Erde in Phonographische Zeitschrift.
Franz Hampe trok in 1909 voor de Gramophone Company naar Rusland om opnames te maken. T.J. Theobald Noble begon voor Pathé in 1910 met opnames in India. Hij maakte daar zo'n 850 opnames om het jaar daarop naar Rusland te vertrekken. Die reis bracht hem ook in Armenië, Georgië, Azerbeidzjan, Turkmenistan en Oezbekistan.
Zo werd de wereldmarkt veroverd door een handvol bedrijven, met Victor, Columbia en Edison in de Verenigde Staten, de Gramophone Company in het Verenigd Koninkrijk, Pathé in Frankrijk, en in Duitsland Beka, Lyrophon en de International Talking Machine Company met als label Odeon Records. Odeon bracht in 1909 De notenkraker van Tsjaikovski uit op vier dubbelzijdige platen in een album. De term zou in gebruik blijven, ook nadat de speelduur van een plaat voldoende was. Tussen 1910 en 1913 nam Carl Lindström – dat zelf al het label Parlophon was begonnen – Odeon, Beka en Lyrophon over.
Gedurende de jaren 1910 liepen echter de nodige octrooien af, wat weer ruimte gaf aan kleinere onafhankelijke labels als Vocalion, Brunswick, Black Swan, Gennett en OKeh in de Verenigde Staten. Die brachten veelal een niche als jazz of blues die de grote maatschappijen lieten liggen. Zodra zij daarmee succesvol werden, volgden de grote labels echter, waardoor de kleinere labels overgenomen werden of verdwenen. In Duitsland werd in 1925 Electrola opgericht door de Gramophone Company als concurrent voor Deutsche Gramophone en dat jaar werd ook Ultraphon opgezet.

### Proto-geluidsfilms

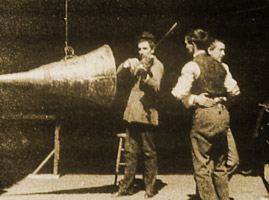
Fragment uit Dickson Experimental Sound Film

William Kennedy Dickson maakte in 1894-95 Dickson Experimental Sound Film. Deze werd afgespeeld op de door Dickson en Edison ontwikkelde kinetoscoop en kinetofoon. De kinetofoon was niets meer dan de fonograaf van Edison, die echter niet gesynchroniseerd was met het beeld. Veelal betrof het stomme films waarbij een cilinder werd gezocht met toepasselijke muziek. De kinetoscoop was een soort kijkdoos en slechts geschikt om individueel bekeken en via een koptelefoon beluisterd te worden en moest het afleggen toen de ontwikkeling van het projectiescherm doorzette. In 1913 deed Edison nog een poging met een gesynchroniseerde en voor het grote scherm aangepaste kinetofoon, maar ook deze bleek onvoldoende werkbaar.

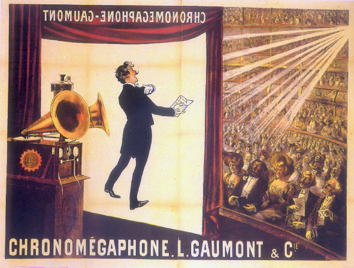
Een advertentie uit 1902 van Gaumont van de chronomégaphone

Léon Gaumont ontwikkelde in 1902 de chronofoon waarmee hij de cinematograaf synchroniseerde met een fonograaf. Hiermee toonde hij phonoscènes, voorlopers van de huidige muziekvideos. Vier jaar later introduceerde hij de Elgéphone, waarbij hij gebruikmaakte van een persluchtgrammofoon. Gaumont slaagde er echter onvoldoende in om te voldoen aan de drie voorwaarden voor een volwaardige geluidsfilm: synchronisatie van beeld en geluid, voldoende versterking van het geluid voor grote zalen en een afdoende geluidskwaliteit. Dit laatste was voor het merendeel van de films moeilijk te bereiken met de hoorn als opname-instrument.

## Elektrische tijdperk
Grotendeels buiten de platenmaatschappijen om ontwikkelde zich de radio en daarmee op elektriciteit gebaseerde opnamemethodes. Een belangrijk onderdeel daarbij was de microfoon. De koolmicrofoon was effectief en de geluidskwaliteit voldoende voor de telefoon, maar de klank-trouwheid (fidelity) was onvoldoende om muziek op te nemen. Daarnaast waren verbeteringen nodig in de versterking van het elektrische signaal en ook de luidspreker moest verbeteren.
Concurrentie door de radio, maar vooral de crisis van de jaren 30 maakten dat de platenverkoop in de Verenigde Staten volledig in elkaar zakte, van $46.000.000 in 1927 naar $4.869.000 in 1931. Hoewel de verkoop in Europa nooit zo sterk daalde, droeg het in 1931 in het Verenigd Koninkrijk bij aan de fusie van de Gramophone Company en Columbia Graphophone, beide ondertussen zelfstandig van hun Amerikaanse moederbedrijven, tot Electric and Musical Industries (EMI). Met Deutsche Grammophon en Decca zou EMI daarna lange tijd de Europese markt domineren.

### Telefonie

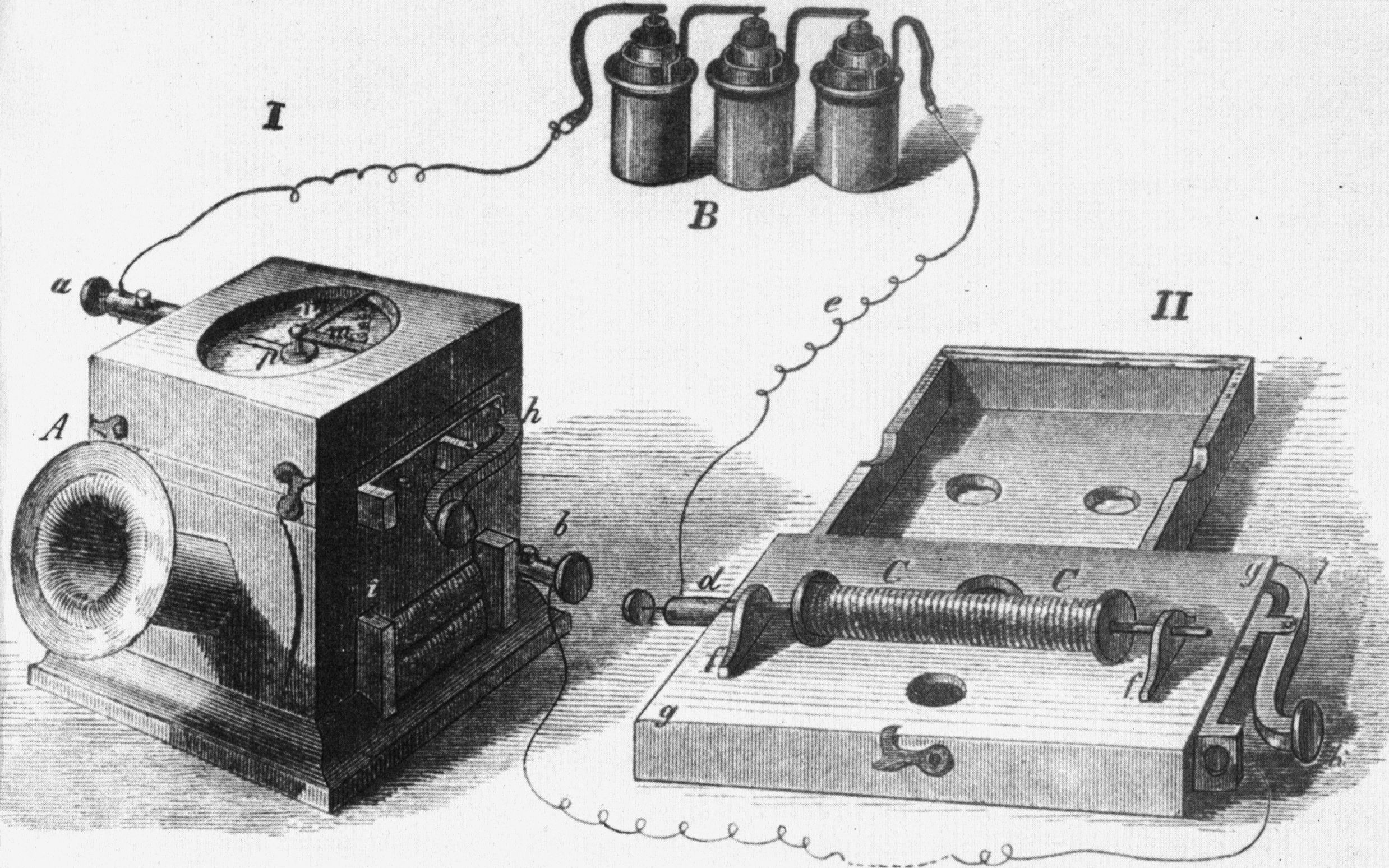
De reis-telefoon

Na eerder werk van Charles Bourseul, Innocenzo Manzetti en Antonio Meucci wist Philipp Reis in 1861 de eerste werkende telefoon te bouwen met de bedoeling hiermee muziek uit te zenden. Hij was begonnen met het nabootsen van het menselijke oor, waarbij hij gebruik maakte van een perkamenten diafragma. Dit was dusdanig verbonden met contacten dat de trillingen ervoor zorgden dat de elektrische weerstand tussen de contacten varieerde. Zelf noemde hij dit overigens een maak/verbreekcontact, wat problematisch zou blijken in een later octrooigeschil. Het hiermee verkregen elektrische signaal zette Reis met behulp van magnetostrictie weer om in geluid. Dit deed hij met een spoel rond een breinaald die door de wisselende elektrische stroom in trilling werd gebracht, wat versterkt werd via het klankgat van een viool. Om terug te kunnen praten was een tweede toestel nodig. Reis zou de zin Das Pferd frisst keinen Gurkensalat over hebben gebracht, maar wist de telefoon niet verder te ontwikkelen.
Bell was al vroeg gefascineerd door het reproduceren van de menselijke stem nadat hij de automaton van Wheatstone had gezien. Nadat hij in aanraking was gekomen met Die Lehre von den Tonempfindungen van Hermann von Helmholtz richtte Bell zich onder meer op de elektrische overdracht van geluid en specifiek muziek. Hij experimenteerde met de fonautograaf die hij zag in de verbeterde versie van Charles Morey, een student van de Amerikaanse professor Charles R. Cross van het Massachusetts Institute of Technology. Bell had ook demonstraties gezien van de manometrische vlam en was geïntrigeerd door de verschillen in de visualisaties van de geluidspatronen in vergelijking met die van de fonautograaf. Dat had hem het idee gegeven dat beide apparaten het geluid niet volledig wisten te vangen. In plaats van een hoorn maakte Bell gebruik van een oor van een kadaver dat hij prepareerde met glycerine en water.
Bell droeg ook bij aan de ontwikkeling van de akoestische telegrafie, de sound-powered telefoon – waarbij de spraak echter niet duidelijk te onderscheiden was – en uiteindelijk in 1876 de telefonie. Daarbij wist hij een staafje in trilling te brengen met een geluidssignaal en dit met een elektromagneet om te zetten in een elektrische wisselstroom. Dit elektrische signaal werd daarna opnieuw omgezet naar geluid met een luidspreker.
Clément Ader had in 1881 al de théâtrophone ontwikkeld waarmee opera's over twee telefoonkanalen konden worden afgeluisterd, met de electrophone als Britse variant. De opkomst van radio betekende echter de ondergang van beide systemen. George Owen Squier had in 1910 multiplexing ontwikkeld voor radiosignalen over een telefoonlijn. In 1920 zette hij zo een systeem op waarbij muziek over het elektriciteitsnet werd verzonden naar huishoudens. De octrooien werden in 1922 overgenomen door North American Company die hiervoor Wired Radio oprichtte. Met de opkomst van radio verdween deze markt ook voor Wired Radio, waarna Squier zich richtte op bedrijfsmuziek. Op basis van de bedachte naam Kodak kwam Squier met een nieuwe naam voor het bedrijf, Muzak. Muzak begon daarna zelf artiesten en orkesten op te nemen om de arbeidsproductiviteit op te voeren. In 1941 waren er schattingen dat deze door muziek tot 25% toe zou nemen.

### Radio

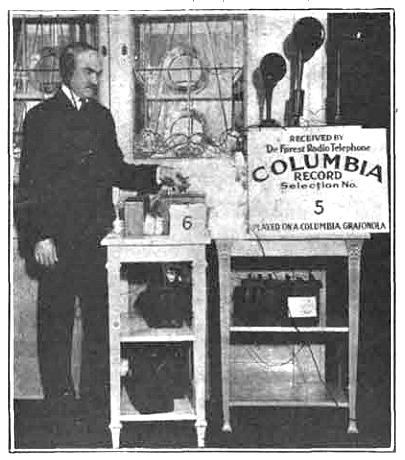
Lee De Forest in 1916 tijdens uitzendingen van Columbia-platen op 2XG

In 1906 verkreeg Lee De Forest een octrooi op zijn elektronenbuis, de Audion radiolamp. Dit was het begin van de ontwikkeling van de buizenversterker. De Forest bagaf zich daarna in de radiotelefonie en wist in 1907 voor het eerst een radioboodschap van een schip naar de wal te zenden. Amusementsuitzendingen volgden, waaronder in 1910 voorstellingen met onder meer Caruso en Mariette Mazarin. Hieruit bleek echter dat er nog de nodige technische tekortkomingen waren en het zou tot 1916 duren voordat hij de volgende experimenten deed.
In 1912 ontwikkelde Edwin Armstrong de regeneratieve ontvanger, die het mogelijk maakte om met weinig onderdelen een zeer gevoelige en selectieve radio-ontvanger te maken. Het octrooi werd betwist door De Forest.
Om het geluid goed weer te kunnen geven was ook de ontwikkeling van de luidspreker essentieel, aangezien de geluidskwaliteit van de elektromagnetische luidspreker te wensen overliet. In 1898 vond Oliver Lodge de elektrodynamische luidspreker uit, maar voor de uitvinding van elektronische versterking was deze te zwak om toe te passen. In 1915 bouwden Peter L. Jensen en Edwin Pridham de eerste praktisch toepasbare versie. Ze wisten hiervoor echter de telefoonmaatschappijen niet te interesseren en zetten in 1917 Magnavox op, waarmee zij zich richten op radio's en public address-systemen. Omdat betaalbare permanente magneten aanvankelijk nog nauwelijks beschikbaar waren, werd gebruikgemaakt van spoelen om een magnetisch veld op te wekken. Met gelijkrichters werd wisselspanning daarbij omgezet in gelijkspanning. De overblijvende spanningsrimpel gaf echter een hoorbare brom (hum). Afvlakking daarvan werd op meerdere manieren bereikt, waaronder met de hum-bucking coil die Magnavox in 1929 introduceerde. Jensen kwam in 1930 wel met een luidspreker met een permanente magneet, maar het zou tot na de Tweede Wereldoorlog duren voordat dit algemene ingang vond met het lichtgewicht alnico. Albert L. Thuras van Bell Labs kwam in 1932 met het basreflexsysteem.

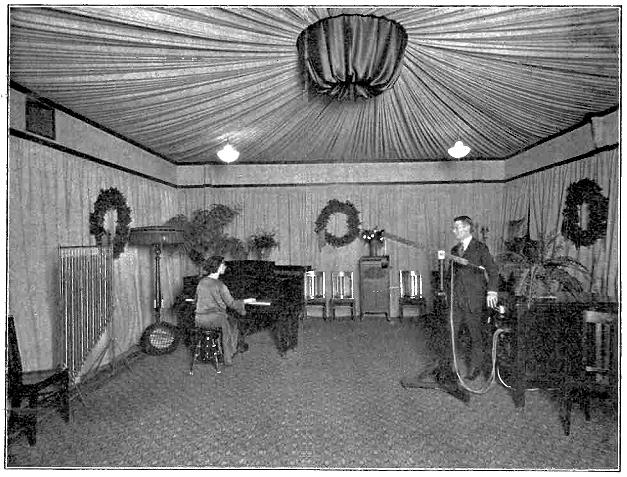
De opnamestudio van KDKA in 1922

In 1920 begon het eerste commerciële radiostation KDKA met uitzendingen. Aanvankelijk zond het station van Westinghouse Electric het verkiezingsresultaten uit, later aangevuld met muziek tussen de uitslagen. Aanvankelijk waren de muzikanten veelal werknemers van Westinghouse. Nadat het warenhuis Joseph Horne adverteerde met radio-ontvangers die KDKA konden ontvangen, begon Westinghouse zelf radiotoestellen te verkopen. En om deze beter te kunnen verkopen, moesten de uitzendingen aantrekkelijker worden en werden deze uitgebreid. Tijdens muziekvoorstellingen bleek de microfoon zo gevoelig dat deze echo's van de muren oppikte, wat zware vervorming tot gevolg had. Door buiten te spelen werden echo's voorkomen en zo traden de artiesten enige tijd op in een tent op het dak van het gebouw. Nadat een storm de tent wegblies, werd deze binnen opgezet. Dit was de aanzet tot het moderne studio-ontwerp met geluidsabsorberend materiaal. Andere radiostations volgden het voorbeeld van KDKA, waaronder het in 1919 door General Electric opgerichte Radio Corporation of America (RCA). In de jaren daarna begon de radio met zijn hogere kwaliteit en gratis muziek te concurreren met platenspelers.

### Microfoons

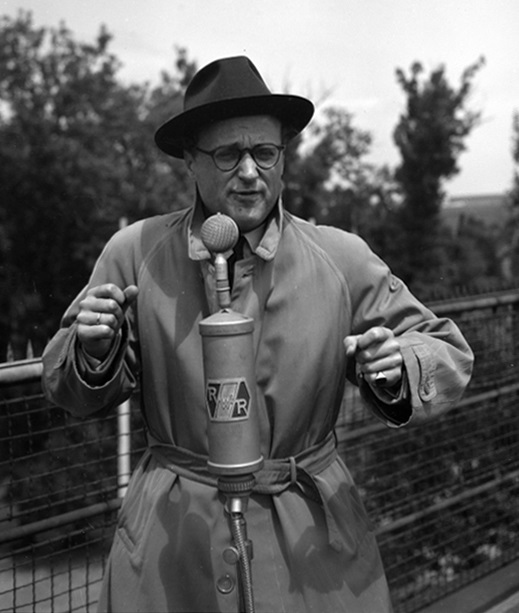
Heribert Meisel bij een CMV 3

In 1917 ontwikkelde E.C. Wente voor Western Electric de condensatormicrofoon die een sterke verbetering was. Het duurde echter tot 1928 voordat deze commercieel toepasbaar werd. Dit gebeurde met de CMV 3 van Georg Neumann. Deze werd bekend als de flesmicrofoon en werd wereldwijd verkocht door Telefunken als Ela M 301/1. De CMV 3 werd geleverd met verschillende capsules waarbij de M 7 unidirectioneel of cardioïde (niervormig) was, de M 8 bidirectioneel (achtvormig) en de M 9 omnidirectioneel. Een belangrijke rol in de ontwikkeling van microfoons speelde ook Harry F. Olson van RCA. Zo ontwikkelde hij in 1932 de eerste cardioïde ribbonmicrofoon met in plaats van een permanente magneet een veldspoel als elektromagneet.
Elektrotechnicus Orlando R. Marsh wist in 1923 diverse technieken waaronder de microfoon bij elkaar te brengen en zo platen elektrisch op te nemen. Western Electric kwam daarna ook met een methode om platen elektrisch op te nemen, waarna Columbia en Victor vanaf 1925 ook deze platen en spelers uit begonnen te brengen.
AKG kwam in 1953 met de C12, een grootmembraan-condensatormicrofoon naar ontwerp van Konrad Wolf, en de D12, een dynamische microfoon ontworpen door Rudolf Goerike. De C24 uit 1959 was een stereo-versie van de C12. In 1969 werd het modular capacitor microphone system (CMS) geïntroduceerd, waaronder de C451.

### Stereo

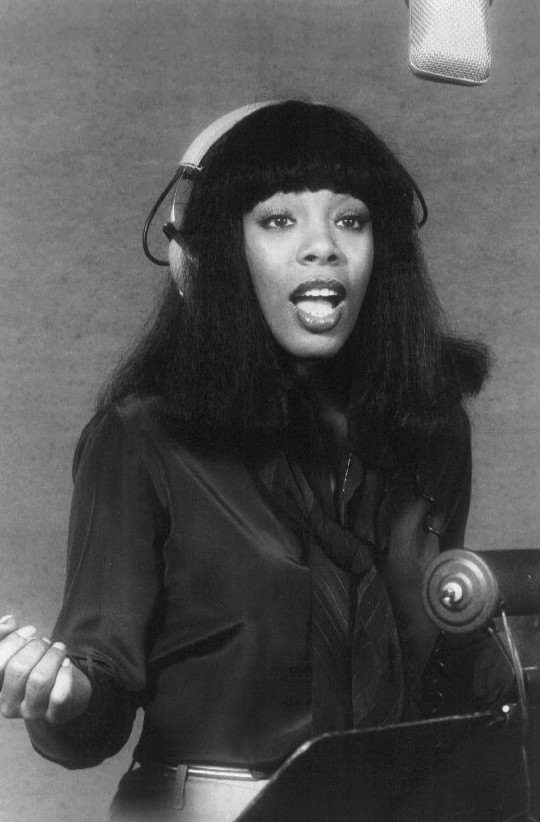
Donna Summer in 1977 met hoofdtelefoon tijdens opnames

EMI opende in 1931 net na de oprichting de EMI Studios op Abbey Road in Londen, toen de grootste opnamestudio in de wereld. Alan Blumlein installeerde hier het elektrische opnamesysteem. Een bioscoopbezoek waarbij hij zich stoorde aan het onbeweeglijke mono-geluid terwijl de acteurs over het doek bewogen, inspireerde hem om een systeem te ontwikkelen waarbij het geluid de acteurs volgde. Hij bereikte dit door gebruik te maken van twee microfoons, wat hij binauraal opnemen noemde, bekend geworden als stereo. Blumlein maakte aanvankelijk gebruik van omnidirectionele microfoons, maar kreeg later de beschikking over bidirectionele microfoons waarna hij tot de Blumlein-opstelling kwam, waarbij de microfoons 90° ten opzichte van elkaar gedraaid staan. Hij ontwikkelde ook een snijnaald waarmee platen stereo konden worden opgenomen, maar deze was niet geschikt voor massaproductie, zodat het nog ruim twee decennia duurde voordat stereo commercieel werd. In 1952 kwam Cook Record van Emory Cook met de eerste stereo-lp's, waarbij gebruik werd gemaakt van twee naalden. In 1958 werden de eerste stereo-lp's verkocht naar de principes van Blumlein. Quadrafonie volgde in 1971, maar werd nooit een succes door technische problemen en verschillende formats.
In 1958 kwam John C. Koss met de eerste stereo-hoofdtelefoon, waarna AKG in 1959 volgde met de K50. Door het gebruik van hoofdtelefoons kon de zang geïsoleerd van de overige instrumenten opgenomen worden. Bill Putnam begon met het gebruik van een zangcabine, een aparte geluidscabine in de studio waar zangers afgezonderd opgenomen konden worden.

### Optisch geluid
In 1880 hadden Graham Bell en Tainter de fotofoon uitgevonden waarmee geluid draadloos verzonden kon worden met behulp van lichtstralen. De geluidsgolven brengen hierbij een spiegel gemaakt van flexibel materiaal in trilling, waardoor de intensiteit van het licht gemoduleerd wordt. Bell gebruikte aanvankelijk onder meer lampenzwart als ontvanger dat via het fotoakoestisch effect het licht weer omzette in geluid. Uiteindelijk gebruikte hij een fotodetector van seleen waarvan de elektrische weerstand varieerde met de lichtintensiteit, waarmee dit gebruikt kon worden als elektrisch signaal voor een luidspreker. De toepassingen waren door het beperkte bereik echter beperkt.
Ernst Ruhmer deed in 1900 onderzoek naar de fotofoon waarbij hij het licht niet direct weer uitzond, maar opnam op een fotografische film. Zo ontwikkelde hij de fotografofoon en correspondeerde daarover met Eugene Lauste. Lauste had eerder bij Edison met Dickson meegewerkt aan de kinetoscoop en had zelf de eidoloscoop met -loop ontwikkeld. In 1908 kocht Lauste een fotografofoon van Ruhmer om deze door te ontwikkelen tot een commercieel product, maar uiteindelijk zette hij dit project niet door. Zo ontwikkelden Eric Tigerstedt en Dénes Mihály vergelijkbare systemen die niet aansloegen bij filmmakers.

Twee methodes om geluid op film te zetten: links variabele dichtheid en rechts variabele dikte

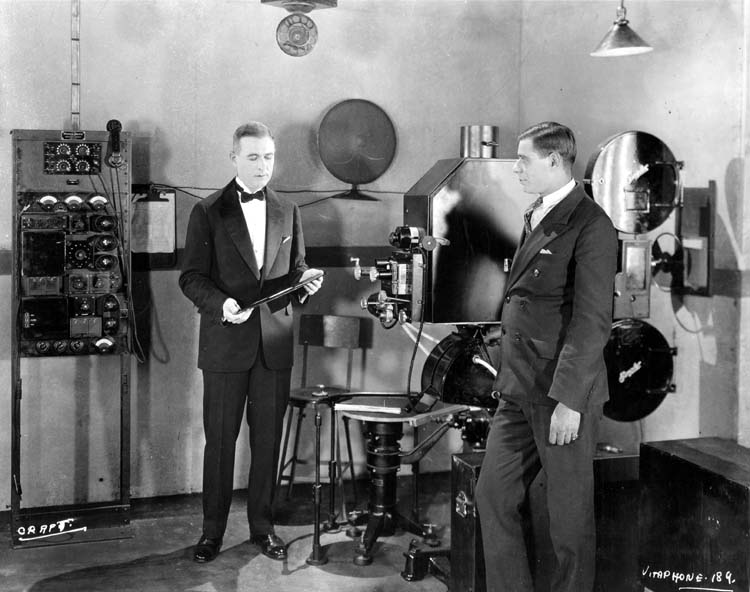
Links E.B. Craft van Western Electric met een Vitaphone-plaat

Theodore Case zette in 1914 het Case Research Lab op om onderzoek te doen naar de mogelijkheden van gemoduleerd licht om spraak te verzenden en op te slaan. Hij ontwikkelde de Thallofide, een lichtgevoelige elektronenbuis, waarmee de Amerikaanse marine in 1917 succesvolle testen deed. Met zijn assistent Earl Sponable werkte Case daarna samen met Lee De Forest om het systeem toe te passen bij geluidsfilm. Dit resulteerde in Phonofilm, dat vooral gebruikt werd in New York, maar in Hollywood geen voet aan de grond kreeg. Dit werkte volgens het principe van variabele dichtheid. Omdat De Forest alle eer voor zichzelf opeiste, vertrokken Case en Sponable in 1925. Het jaar daarop koos Warner Bros. voor het door Western Electric ontwikkelde sound-on-disc-systeem Vitaphone en kort daarop ging Phonofilm failliet. Don Juan uit 1926 was de eerste grote film met Vitaphone, al was ook deze opgenomen als stomme film waarbij de soundtrack later toegevoegde effecten en muziek bevatte. In Europa had het Duitse Tri-Ergon vanaf 1919 ook een sound-on-film met variabele dichtheid ontwikkeld en zou daar gedurende de jaren 1920 uitgroeien tot het dominante geluidssysteem. Aanvankelijk was sound-on-disc goedkoper en had het een betere geluidskwaliteit, maar toen de kwaliteit van sound-on-film verbeterde, verloor de plaat de strijd door de problematische synchronisatie en de hoge slijtage waardoor de platen na twintig afspeelbeurten vervangen moesten worden. Wat betreft synchronisatie maakte de filmklapper het mogelijk om geluid en beeld met elkaar gelijk te laten lopen in de montage.
In die periode werkte Charles A. Hoxie van General Electric aan de Pallophotophone. Hierbij werd het licht opgeslagen op een zwart-wit fotografische film. Hiermee konden meersporenopnames gemaakt worden en met de steun van General Electric werden hiermee tot begin jaren 1930 meer dan duizend opnames gemaakt om uitgezonden te worden op radiostation WGY in Schenectady (New York). In 1927 bracht General Electric via RCA een variant uit voor sound-on-film, de RCA Photophone. Dit werkte volgens het principe van variabele dikte.
Case en Sponable werkten daarna met Fox Film aan Movietone, wat een doorontwikkeling was van Phonofilm en de Amerikaanse rechten van Tri-Ergon beheerde. Net als Vitaphone speelde Movietone 24 beelden per seconde af. Fox gebruikte Movietone voor films tot ze in 1931 overgingen op een doorontwikkeling van de RCA Photophone door Western Electric. Het Movietone News filmjournaal werd nog tot 1939 met de Movietone gemaakt. In Europa verkreeg het Duits-Nederlandse Tobis de octrooien van Tri-Ergon en bracht in 1929 als eerste film Ich küsse Ihre Hand, Madame met Marlene Dietrich uit. Het fuseerde daarna met concurrent Klangfilm tot Tobis-Klangfilm en klaagde Amerikaanse filmstudio's aan die in Europa geluidsfilms uitbrachten. Dit werd doorbroken toen General Electric een deelbelang nam in AEG, een van de bedrijven achter Klangfilm.
Buiten geluidsfilms werd na de Pallophotophone nauwelijks gebruik gemaakt van optisch geluid tot Walt Disney in 1940 Fantasia uitbracht, waarbij de muziek werd ingespeeld door het Philadelphia Orchestra. Hiervoor werd Fantasound ontwikkeld waarbij 33 microfoons naar acht sporen werden gebracht, terwijl een negende spoor een click track bevatte voor de animators. De negen sporen werden daarna gemixt naar drie sporen voor muziek, spraak en speciale effecten, terwijl een vierde spoor diende om het volume te bedienen van de drie andere sporen. De theaters waar de film werd afgespeeld, moesten hiertoe een aangepast geluidssysteem installeren. De film werd echter geen succes.
In synthesizers is ook wel gebruik gemaakt van optisch geluid, zoals in de Optigan (optical organ) van Mattel. De Orchestron was de verbeterde professionele versie hiervan.

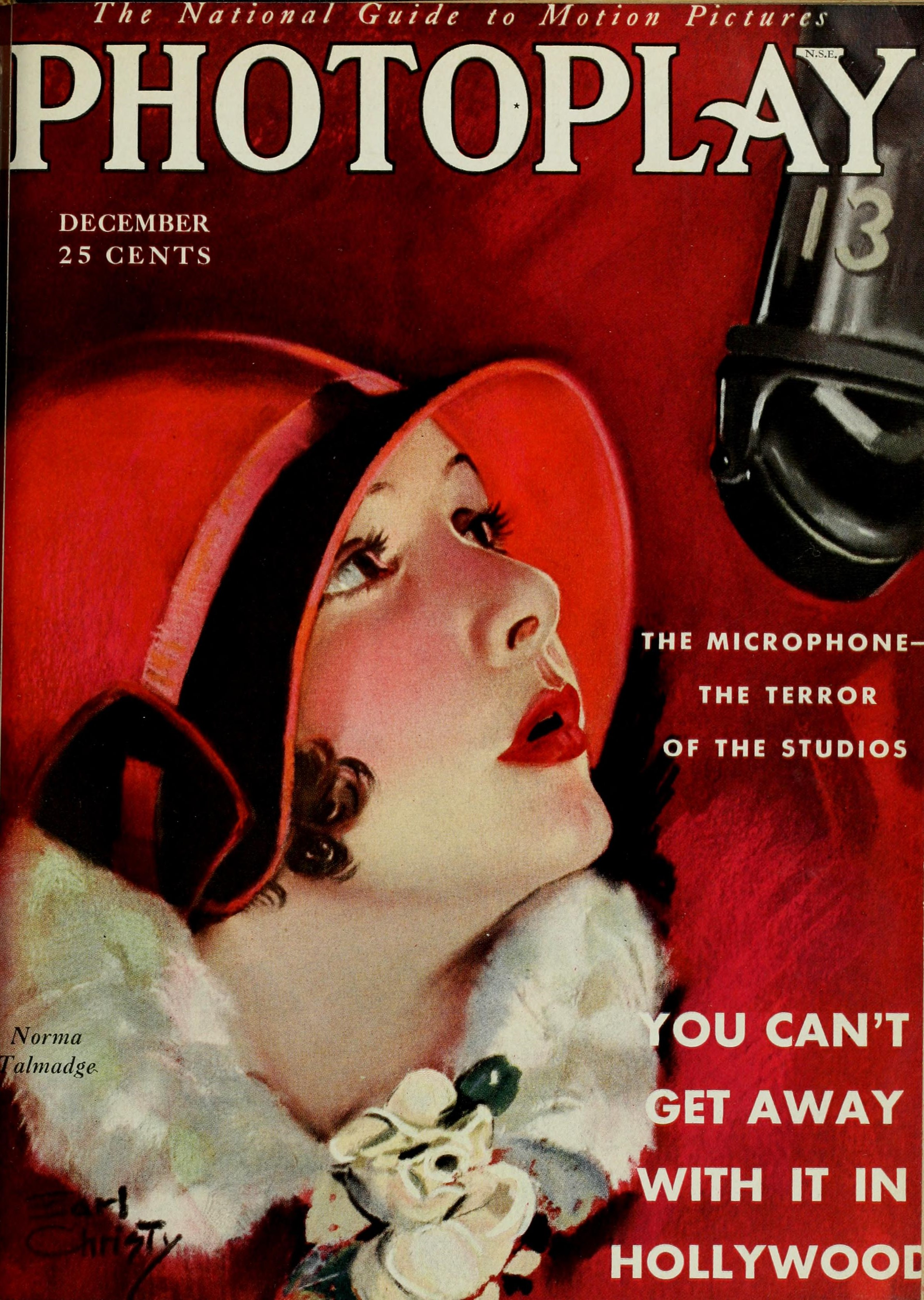
Norma Talmadge werd afgebrand in de Photoplay van december 1929 vanwege haar stem

Het toevoegen van geluid aan films betekende een behoorlijke omslag. Niet elke acteur bleef daarbij overeind. Daaronder de zeer populaire Norma Talmadge van wie de stem volgens sommige critici niet zou voldoen, al was de serieuzere pers er wel over te spreken. De gevierde Emil Jannings keerde terug naar Duitsland en ook van John Gilbert vond men dat zijn stem niet overeen kwam met zijn uiterlijk. Ook acteurs als Harold Lloyd, Lillian Gish en het bekendste paar van Hollywood, Douglas Fairbanks en Mary Pickford, overleefden de geluidsfilm niet. De geluidsfilm betekende ook het einde van de bioscooporkesten. In de Verenigde Staten hadden tegen 1930 zo'n 22.000 musici hun baan zo verloren. Commercieel bleek de geluidsfilm echter een groot succes. Hoewel Warner Bros. sterk bijdroeg aan de ontwikkeling van de geluidsfilm, geloofde Jack L. Warner daar niet in. Nog in 1926 stelde hij na Don Juan dat de geluidsfilm geen succes zou worden: They fail to take into account the international language of the silent pictures, and the unconscious share of each onlooker in creating the play, the action, the plot, and the imagined dialogue for himself. Daarnaast voorzag hij problemen op de wereldmarkt met de Engelse taal, iets wat veel minder speelde bij de stomme film. Desondanks bracht de studio in 1927 The Jazz Singer uit met Al Jolson waarin deze naast zang ook enkele zinnen sprak. De winst van Warner Bros. steeg van $2 miljoen in 1928 naar $14 miljoen in 1929, terwijl in die periode de winst van Paramount met $7 miljoen steeg, die van Fox met $3,5 miljoen en die van Loew's/MGM met $3 miljoen. Heel even leek de geluidsfilm Hollywood immuun te maken voor de Grote Depressie tot deze in 1930 ook hier van invloed werd.

Essentieel was de geluidsfilm in India, waar het toevoegen van muziek een groot succes bleek. In 1931 was Alam Ara daar de eerste geluidsfilm en tien jaar later was zo'n 90% van de in India vertoonde films uit eigen land afkomstig, zo de basis leggend voor de groei van onder meer Tollywood en Bollywood.

### 78 toerenplaten
Rond 1925 werd 78 toeren de standaard. Victor bracht de akoestische Orthophonic Victrola op de markt die elektrisch opgenomen platen af kon spelen en de elektrische Electrola, die evenwel zoveel duurder was dat deze aanmerkelijk minder verkocht.
De nieuwe opnametechniek had een breder frequentiespectrum en kon zowel subtielere als luidere geluiden oppikken. Ook hoefden de muzikanten niet meer dicht op elkaar gepakt voor een hoorn te staan, maar konden elk achter een eigen microfoon staan. Het bredere frequentiespectrum was vooral voor klassieke muziek een aanwinst, terwijl de nodige liefhebbers van populaire muziek nog lange tijd de voorkeur gaven aan akoestische spelers.
De nieuwe techniek betekende ook dat er andere muzieksoorten binnen bereik kwamen. De akoestisch opgenomen platen gaven vooral middentonen weer, waarvoor de marsmuziek van John Philip Sousa en de opera's van Caruso geschikt waren. Met de microfoon konden ook zachtere stemmen worden opgenomen en werden crooners als Bing Crosby populair.

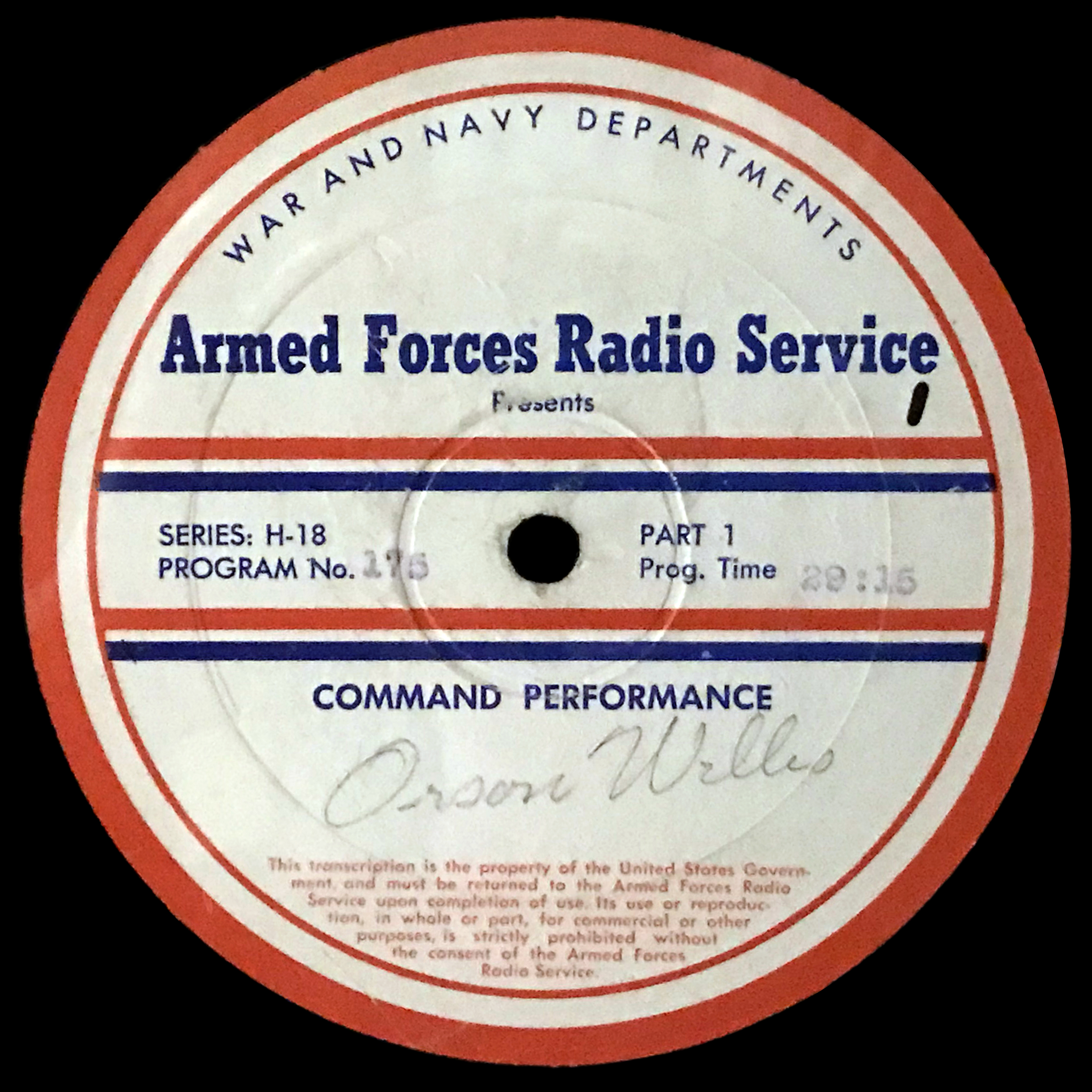
Een aflevering van Command Performance van de AFRS met Orson Welles op plaat

Radio zag platen nog lang als inferieur ten opzichte van live-optredens. Er waren echter wel radiostations die gebruikmaakten van platen. Freeman Gosden en Charles Correll waren de eersten die hun show Amos 'n' Andy bij Marsh Laboratories opnamen op transcriptieplaten, zodat ook andere stations dan het eigen WMAQ deze uit konden zenden, een vroege vorm van radiosyndicatie. De kwaliteit hiervan was veelal beter dan die van consumentenplaten en er werd ook wel op 33⅓ opgenomen, zodat er een langere speelduur was. Tijdens de Tweede Wereldoorlog liet de Armed Forces Radio Service (AFRS) in 1943 met het label V-Disc op grote schaal Victory-platen persen als vermaak voor de troepen en gebruikte ook transcriptieplaten in radio-uitzendingen. Dit was tijdens de grote muzikantenstaking van de American Federation of Musicians (AFM) onder James Petrillo om hogere royalty's. De AFM gaf speciaal toestemming, zolang de platen buiten de Verenigde Staten bleven.
Na de oorlog werden er zo in toenemende mate platen gedraaid op de radio door diskjockeys. Dat was al begonnen in 1935 bij WNEW door Martin Block met zijn Make Believe Ballroom, die daarmee tegen de verwachtingen in zo succesvol werd dat hij aan het einde van de oorlog $22.000 per week verdiende. Dit leidde tot hitparades waarbij Todd Storz begin jaren 1950 bij KOWH in Omaha het radioformat Top 40 zou zijn begonnen. Billboard publiceerde al vanaf 1914 lijstjes als Popular Songs Heard in Vaudeville Theaters Last Week, The Billboard's Song Hints en Songs by American Composers. Dit evolueerde naar onder meer de Billboard Hot 100 in 1958. Platenmaatschappijen maakten daarbij gebruik van payola waarbij dj's geld kregen om bepaalde artiesten te draaien. In toenemende mate kwam dit echter onder vuur te liggen en in 1959 kwam het tot de Congressional Payola Investigations waarna het jaar daarop payola illegaal werd. Beschuldigingen van payola betekenden onder meer het einde van de carrière van dj Alan Freed. Om de suggestie van payola te voorkomen, draaiden radiostations nauwelijks nog nummers van hetzelfde label na elkaar, waarop platenmaatschappijen meerdere labels op gingen zetten.

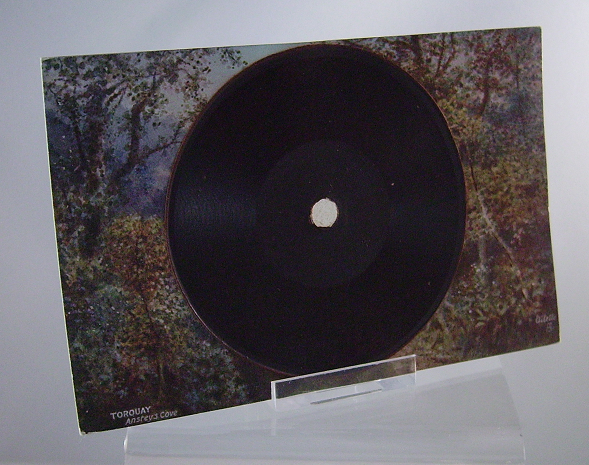
Een grammofoonbriefkaart

De grote platenmaatschappijen – op dat moment Decca, het in 1929 gevormde RCA Victor en Columbia, in 1938 overgenomen door CBS – werden enigszins geholpen door de Victory-platen, aangezien zij deze persten. De staking betekende echter een kans voor kleinere labels die al snel overeenkomsten sluiten met de AFM. De grote labels brachten in de tussentijd veel a capella uit, aangezien zangers bij een andere bond zaten. Mogelijk droeg dit bij aan de afnemende populariteit van bigbands. Waar zangers eerder ondergeschikt waren aan de orkestleiders, kregen ze nu in toenemende mate een sterrenstatus. Decca ging in 1943 een overeenkomst aan met de AFM, maar CBS en RCA volgden pas een jaar later. Daarna was het met de meeste kleine labels snel afgelopen, afgezien van Capitol Records dat uit zou groeien tot de vierde grote platenmaatschappij. Een ander probleem tijdens de oorlog was het tekort van het uit Indië afkomstige schellak, waardoor de platenproductie beperkt werd.
Een niche waren de grammofoonbriefkaarten. Deze werden het eerst genoemd in Duitsland in 1903, maar het was de Raphael Tuck Company die hier het meest succesvol in was en deze in 1929 uit begon te geven.

### Draadrecorders

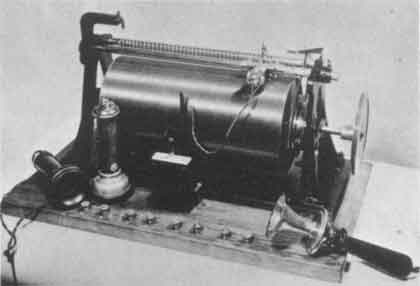
De telegrafoon uit 1898

Valdemar Poulsen ontwikkelde in 1898 de telegrafoon, het eerste magnetische opnametoestel, zich mogelijk baserend op eerder werk van Oberlin Smith. De van een microfoon afkomstige elektrische spreekstroom werd hierbij naar een elektromagneet gevoerd en via elektromagnetische inductie magnetiseerde deze een op een roterende rol gewikkelde staaldraad, waarmee de informatie vastgelegd werd. In een omgekeerd proces kon het geluid daarna worden afgespeeld. Hiermee werd tijdens de wereldtentoonstelling van 1900 in Parijs de stem van de Oostenrijkse keizer Franz Joseph opgenomen. De uitvinding van Poulsen ging in tegen de toen heersende theorie dat magnetisatie van een materiaal uniform verdeeld was, omdat lokale magnetisatie zich door het materiaal zou verspreiden. Bij harde magnetische materialen bleek dit niet het geval. In 1903 werd de American Telegraphone Company opgericht om de uitvinding op de markt te brengen als dictafoon. De beursgang was een succes, waarbij investeerders hoopten vroeg in te stappen in een nieuwe technologie die de platenspeler kon vervangen. De technische ontwikkeling verliep echter moeizaam en het zou tot 1912 duren voordat de eerste goed werkende exemplaren geproduceerd werden. De verkoop bleef echter sterk achter bij de verwachtingen en rond 1920 sloot het bedrijf de deuren.
De publieke belangstelling voor de draadrecorder verdween, maar de ontwikkelingen stonden niet geheel stil. Zo bedacht Leonard F. Fuller in 1918 een methode om magnetische gegevens te wissen met hoogfrequente wisselstroom. In 1921 kwamen W.L. Carlson en G.W. Capenter van de Amerikaanse marine met het gebruik van AC bias, voormagnetisatie waarmee de vervorming van het geluidssignaal sterk verminderd kon worden. Lee De Forest stelde in 1924 voor om versterkers te maken met zijn Audion om muziek op te kunnen nemen op de telegrafoon. Henry C. Bullis kwam in 1925 met een methode om gesynchroniseerde magnetische recorders te gebruiken voor filmgeluid. Max Krohl maakte gebruik van elektronische versterking en bedacht een metalen schijf als opslagmedium.
Kurt Stille was sinds 1903 bezig met het verbeteren van magnetische geluidsopnames. In 1920 bracht hij een verbeterde versie van American Telegraphone op de markt in Duitsland. In april 1922 vroeg hij octrooi aan om in plaats van staaldraad een stalen buisje als opslagmedium te gebruiken. Daarnaast ontwikkelde hij een getande stalen band die het mogelijk maakte om het geluid bij een film te synchroniseren. De stalen band was echter nog zwaar en moeilijk te repareren na een breuk. Stille zette het Telegraphie-Patent-Syndikat op om zijn eigen octrooien en die van anderen op dit vlak onder te brengen. Met licentiehouder Karl Bauer liet Stille ook een versie met een dunnere draad en betere kwaliteit ontwikkelen door Semi Joseph Begun. Deze werd vanaf 1930 door Echophon van Bauer op de markt gebracht als Dailygraph. International Telephone and Telegraph (ITT) nam dat jaar een meerderheidsbelang in Echophon en de betrokken bedrijven Ferdinand Schuchardt AG en C. Lorenz AG en bracht alle activiteiten op het vlak van magnetische opnames onder bij Lorenz. Vanaf 1933 bracht Lorenz de Textophon op de markt die direct vanaf een telefoonlijn op kon nemen.

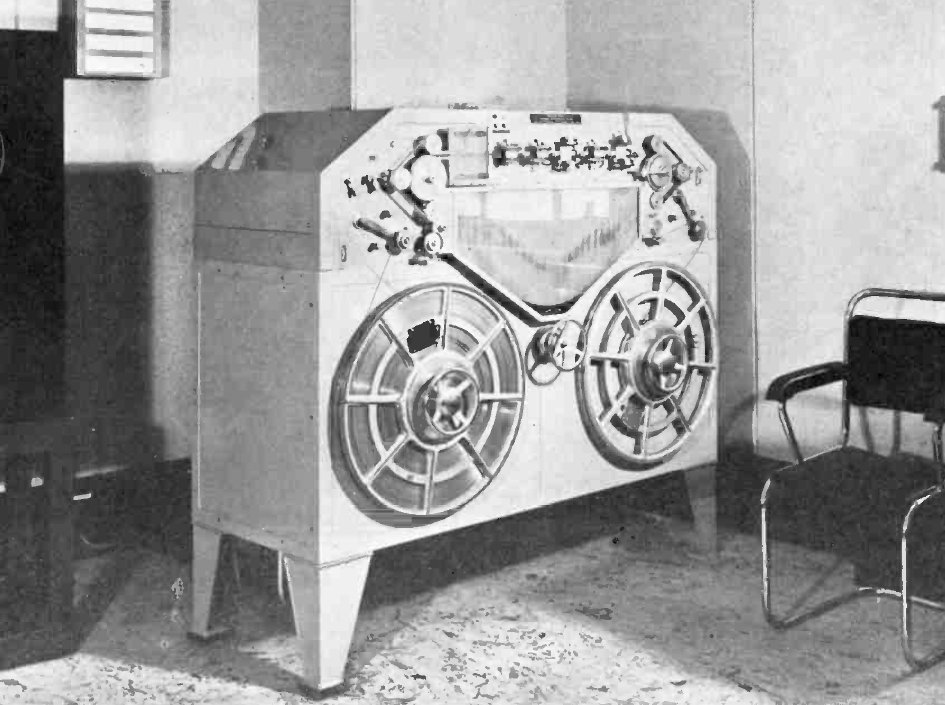
Een Blattnerphone van de BBC in 1937

Filmproducent Ludwig Blattner was een andere licentiehouder van de octrooien van Stille en hij ontwikkelde de Blattnerphone met een stalen band als opslagmedium waarmee hij vanaf 1928 demonstraties gaf in het Verenigd Koninkrijk. Het sloeg niet aan in de filmindustrie, maar de BBC huurde vanaf 1931 een machine van de British Blattnerphone Company voor de BBC Empire Service, in 1932 gevolgd door een tweede. In 1933 kocht Marconi's Wireless Telegraph Company de rechten op en bracht daarna de Marconi-Stille-recorder op de markt.
In de Verenigde Staten stond de ontwikkeling van de draadrecorder stil tot de Brush Development Company van Charles F. Brush in 1937 de Soundmirror op de markt, waarbij de in 1935 uit nazi-Duitsland geëmigreerde Semi Joseph Begun een cruciale rol speelde. De recorder werd ook voor militaire doeleinden gebruikt en niet alleen om geluid op te nemen. Zo werden tijdens de Tweede Wereldoorlog ook radarbeelden opgenomen. Lockheed experimenteerde met de Planetest Magnagraph gebouwd door Heller Magnagraph om vluchtdata op te nemen. Na de oorlog werden machines van Brush gebruikt om data op te nemen met stalen rollen voor vroege computers en was daarmee een voorloper van de latere disk drive.
Ook kwam AT&T terug op de eerdere afwijzing en liet Bell Labs vanaf begin jaren 1930 onderzoek doen naar magnetische opnames. Bell maakte gebruik van het materiaal vicalloy voor de tape en AT&T wist daarna met twee tapes een stereo-machine te bouwen. Western Electric, onderdeel van AT&T, bracht in 1939 de Mirrorphone op de markt.
De Armour Research Foundation, onderdeel van het Armour Institute huurde in 1939 Marvin Camras in om een draagbare draadrecorder te bouwen. Het Army Signal Corps gebruikte deze om mee te geven aan oorlogsverslaggevers, waarbij al snel duidelijk werd dat het in deze omstandigheden vele malen praktischer was dan andere recorders. Zo had een journalist een recorder om tijdens een parachutesprong met paratroopers en beschreef zo tijdens de sprong zijn ervaringen. Een andere toepassing was die door het Ghost Army dat de vijand moest misleiden door te doen alsof er een legereenheid vlakbij was. Dat deden ze met onder meer neptanks, valse radioberichten en geluidswagens. De 3132 Signal Service Company en de Signal Company Special hielden zich daarbij bezig met het geluidsbedrog.

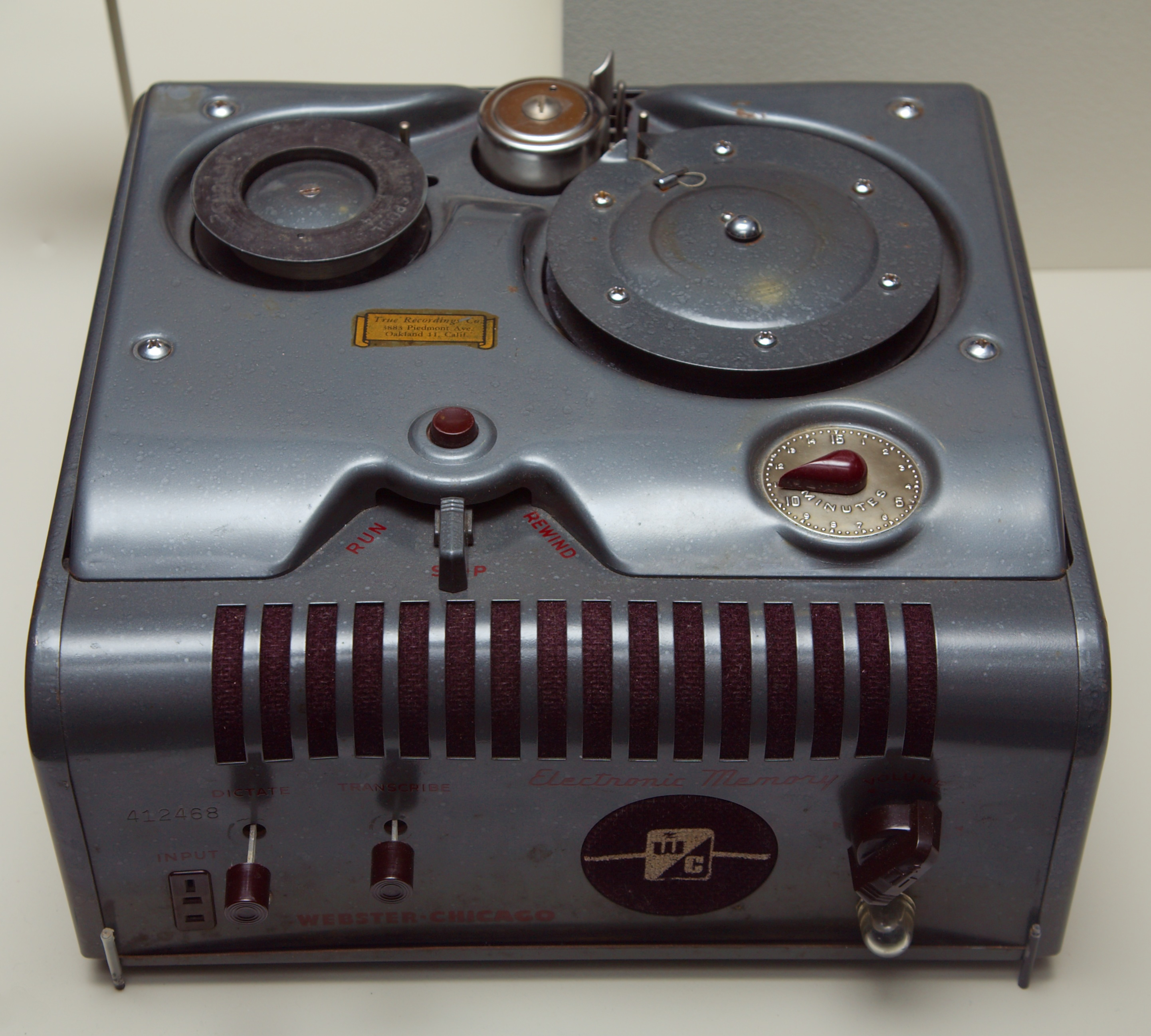
De Webster-Chicago 228-1 draadrecorder uit 1951

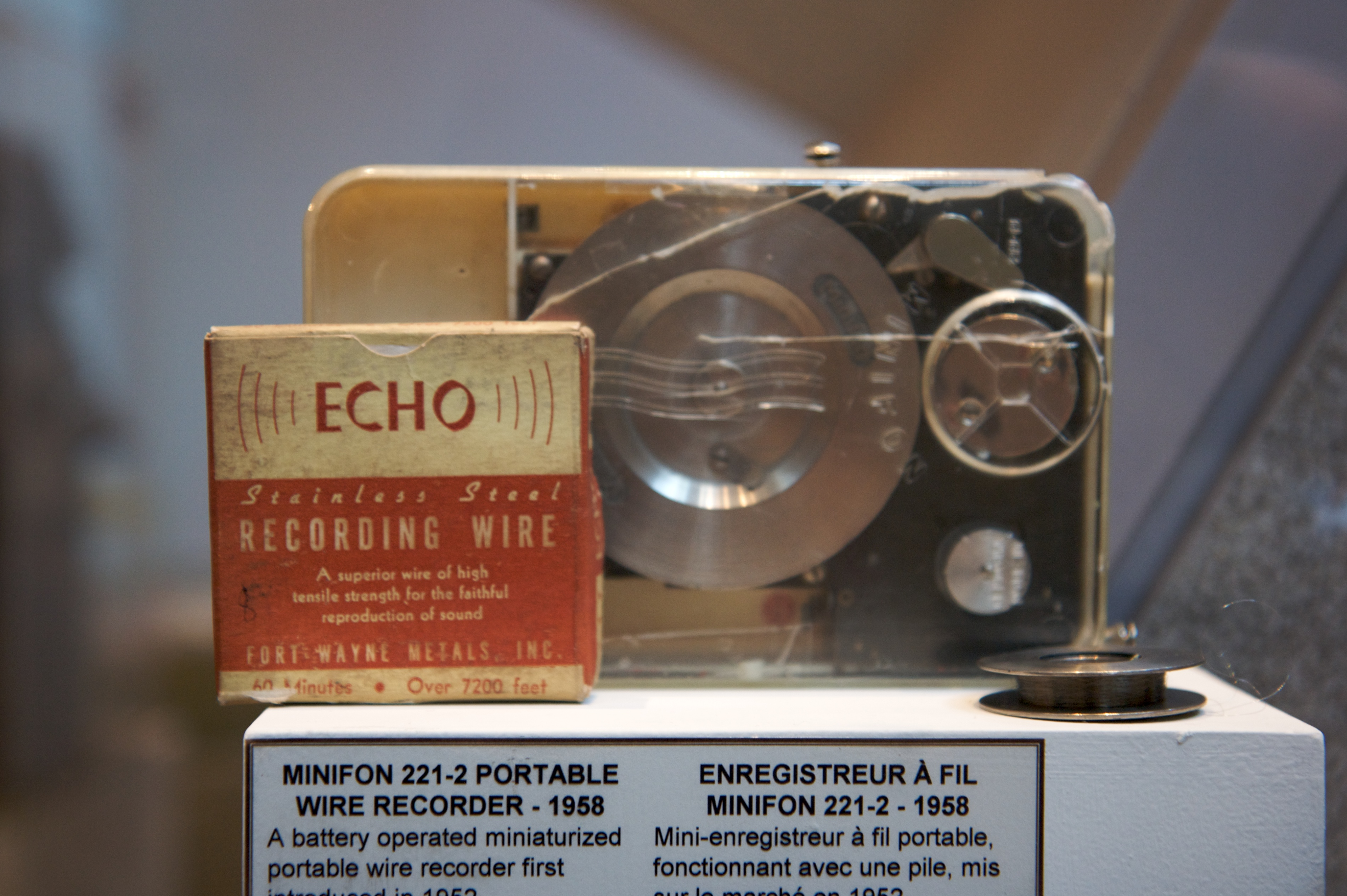
Minifon 221-2

Vroege draadrecorders waren kwalitatief onvoldoende om muziek af te spelen, maar de Egyptische componist Halim El-Dabh gebruikte het als een muziekinstrument met opnames van een zār-ritueel die bewerkt werden met nagalm, echo, spanningsregeling en heropnames. In 1944 kwam The Expression of Zaar uit en was daarmee een vroege vorm van musique concrète en elektronische muziek.
Na de oorlog begon de opmars van de taperecorder, maar in de Verenigde Staten bleef de draadrecorder nog enige tijd populair. Webster-Chicago (Webcor) nam de rechten over van Armour en groeide uit tot de grootste fabrikant van draadrecorders. Andere fabrikanten waren St. George Recording Equipment Corporation, Wilcox-Gay, Pierce en Air King. Door een mindere geluidskwaliteit en een draad die regelmatig brak, verloren deze gedurende de jaren 1950 uiteindelijk toch de concurrentie met de taperecorders of begonnen deze zelf te produceren.
Nog enige tijd werden draadrecorders gebruikt voor minirecorder Minifon van Protona – door het kleine formaat ook gebruikt voor spionage – en de daarop gebaseerde vluchtrecorders van Dave Warren.

### Taperecorders
Fritz Pfleumer ontwikkelde een proces om metalen banen aan te brengen op papier als alternatief voor de ijzerdraad in de telegrafoon. In 1927, na veel geëxperimenteer met verscheidene materialen wist hij de beste resultaten te verkrijgen door stroken papier te voorzien van ijzeroxide. Ook bouwde hij de eerste bandrecorder, die voornamelijk als demonstratiemodel geschikt was. Nadeel hierbij was dat het papier snel scheurde, hoewel het met lijm eenvoudig gerepareerd kon worden. In 1932 nam AEG de octrooirechten over om in 1935 met de Magnetophon K1 op de markt te komen. Hierbij ontwikkelde IG Farben een duurzamere magneetband op basis van de kunststof celluloseacetaat in plaats van papier.

Hysteresecurve

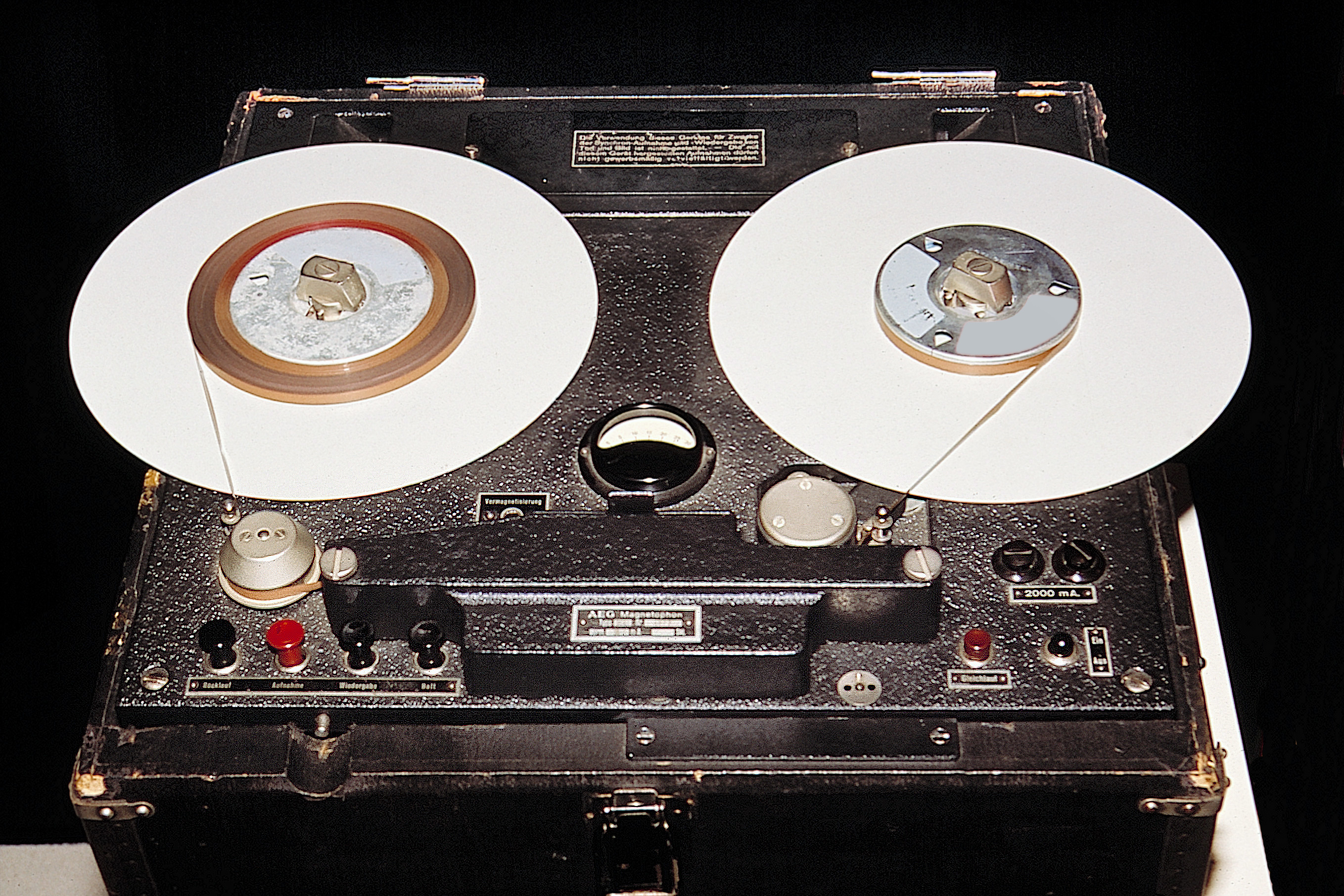
De Magnetophon K4 uit 1939

Hoewel de geluidskwaliteit aanvankelijk dusdanig was, dat de Magnetophon slechts als dictafoon op de markt werd gebracht, werd in 1936 met een K2 toch een opname gemaakt van het London Philharmonic Orchestra tijdens een controversiële toer door nazi-Duitsland. De geluidskwaliteit liet te wensen over doordat de magnetiseringscurve van ferromagnetisch materiaal niet-lineair verloopt. Door DC bias toe te passen, werd de tape binnen het lineaire gebied gebracht, maar de voormagnetisatie resulteerde nog in aanmerkelijke ruis. Walter Weber, werkend voor Hans-Joachim von Braunmühl voor het Reichs-Rundfunk-Gesellschaft, herontdekte per ongeluk de eerder uitgevonden, maar tot dan ongebruikte AC bias in 1940. In 1943 werd dit toegepast in de K7 die veelvuldig gebruikt werd in radio-uitzendingen in nazi-Duitsland. Het resulteerde in een ruisonderdrukking van 10 dB, een toename van de frequentierespons tot 10 kHz, een toename van het dynamisch bereik tot 60 dB en een verminderde oversturing van 1,5% bij 1 kHz.
Na de oorlog bracht Jack Mullin twee Magnetophons mee terug naar de Verenigde Staten, waar hij met Bing Crosby een drijvende kracht werd achter de verdere ontwikkeling. Tot dan toe werden radioshows live gebracht vanwege de ondermaatse kwaliteit van platen en Crosby zag dit als een kans om zijn Bing Crosby Show door het hele land op dezelfde lokale tijd uit te kunnen zenden. Crosby investeerde in Ampex dat in 1947 de Model 200 op de markt bracht en zich daarna ontwikkelde tot een belangrijke fabrikant van taperecorders, terwijl 3M de tape fabriceerde. Magnecord was een andere vroege fabrikant en bracht in 1948 de PT-6 uit.
Met een aanmerkelijk betere opnamekwaliteit, veel langere opnameduur, de mogelijkheid om banden te wissen en het geluid te bewerken, maakten dat de taperecorder al snel aan een opmars begon in opnamestudio's. Het betekende een grote ommekeer nu postproductie als editing en mastering mogelijk werd. Les Paul, een goede vriend van Crosby, was al sinds 1930 aan het experimenteren met overdubbing met aangepaste snijnaalden om zo mee te kunnen spelen met een eerder opgenomen nummer. In 1949 kreeg Les Paul van Crosby een Ampex Model 200A ter beschikking en plaatste daar een extra afspeelkop op om op een vergelijkbare wijze opnames te kunnen maken. Tijdens dit proces dat hij sound on sound noemde, werd de originele opname gewist. Door gebruik te maken van een tweede machine hoefde de originele opname niet meer gewist te worden. Ross Snyder van Ampex ontwikkelde in 1955 Sel-Sync (Selective Synchronous), waarbij de opnamekop dienst doet als afspeelknop om eerder opgenomen materiaal te synchroniseren met nieuwe opnames.

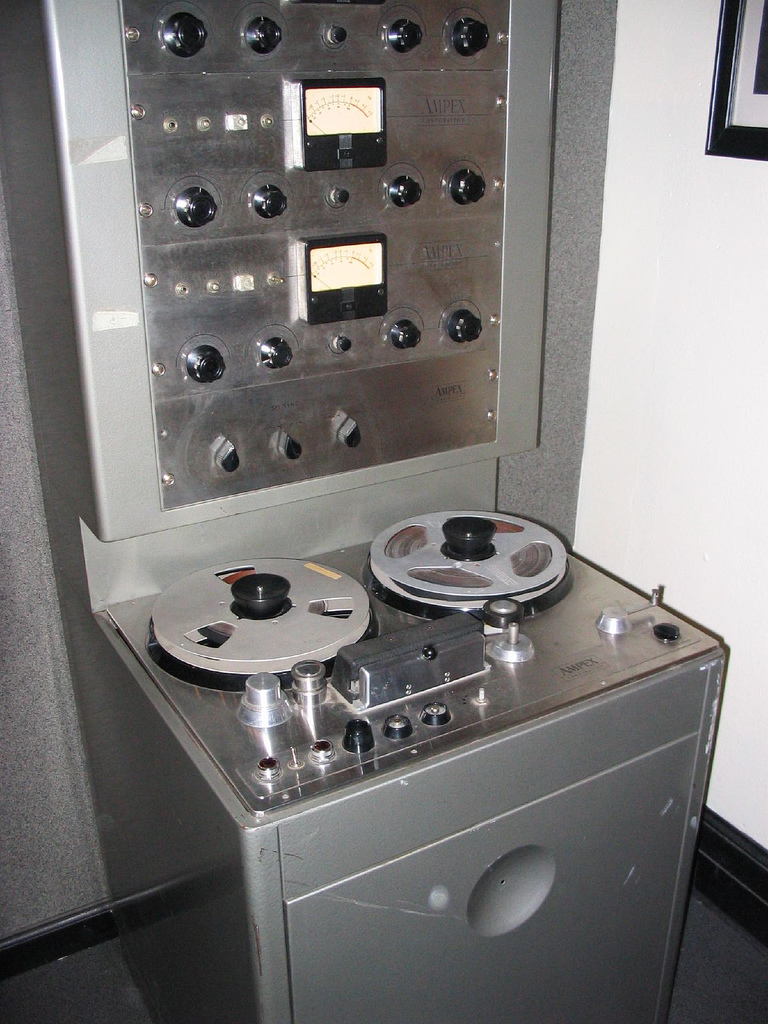
Ampex Model 300 ½" driesporenrecorder van Sun Studio

De Magnetophon K7 beschikte al over de mogelijkheid om stereo op te nemen en ook de Ampex Model 200 kon tweesporig geleverd worden. Meersporenopname breidde daarna uit met driesporenrecorders, waarvan een van de eerste geleverd werden aan Capitol Records. Deze recorders werden op verschillende manieren gebruikt, met het derde spoor wel gebruikt voor overdubbing, maar ook wel voor de zang of een specifiek instrument. Zo verkocht David Sarser van Ampex er enkele aan Bill Miltenberg van RCA omdat:
[...] Heifetz swings back and forth when he plays and would pop from the right to the left speaker.
wat opgelost kon worden met een driesporenrecorder:
[...] a single mic on the center track so the problem could be solved in the final mix to 2 track.
In samenwerking met Les Paul ontwikkelde Snyder daarna een achtsporenrecorder. De eerste werd geplaatst in de huisstudio van Les Paul, zodat hij meerdere gitaarpartijen in kon spelen, terwijl zijn vrouw, zangeres Mary Ford, alle zangpartijen voor haar rekening nam. Het was voor Les Paul niet zozeer een manier om artiesten uit te sparen, als wel een creatieve methode waarbij hij de snelheid van zijn partijen met de recorder kon variëren en ook andere effecten toe kon voegen die live onmogelijk waren. Geluidstechnicus Tom Dowd bij Atlantic Records kreeg de beschikking over het tweede exemplaar van dit Model 5258. Met het grotere aantal sporen werden de tot dan gebruikelijke ronde knoppen op de mengtafel onpraktisch en Dowd verving deze door lineaire schuifknoppen. Daarnaast gaf hij de mengtafel hier ook equalizers en limiters. Dat betekende niet dat dit gelijk gemeengoed werd. Zo nam Phil Spector zijn Wall of Sound-hits aan het begin van de jaren 1960 op in de Gold Star Studios met Ampex 350 driesporenrecorders. Tijdens een tour met een aantal artiesten van Stax Records door Engeland en Frankrijk in 1967 kwam Dowd in contact met The Beatles. Waar hijzelf al bijna tien jaar de beschikking had over achtsporenrecorders, werkte producer George Martin tot zijn verbazing nog met een viersporenrecorder en had ook het gecompliceerde Sgt. Pepper's Lonely Hearts Club Band daarmee gemixt, gebruik makend van meerdere machines. Dat album was geïnspireerd door Pet Sounds van The Beach Boys waar Brian Wilson echter wel gebruik had gemaakt van een achtsporenrecorder.

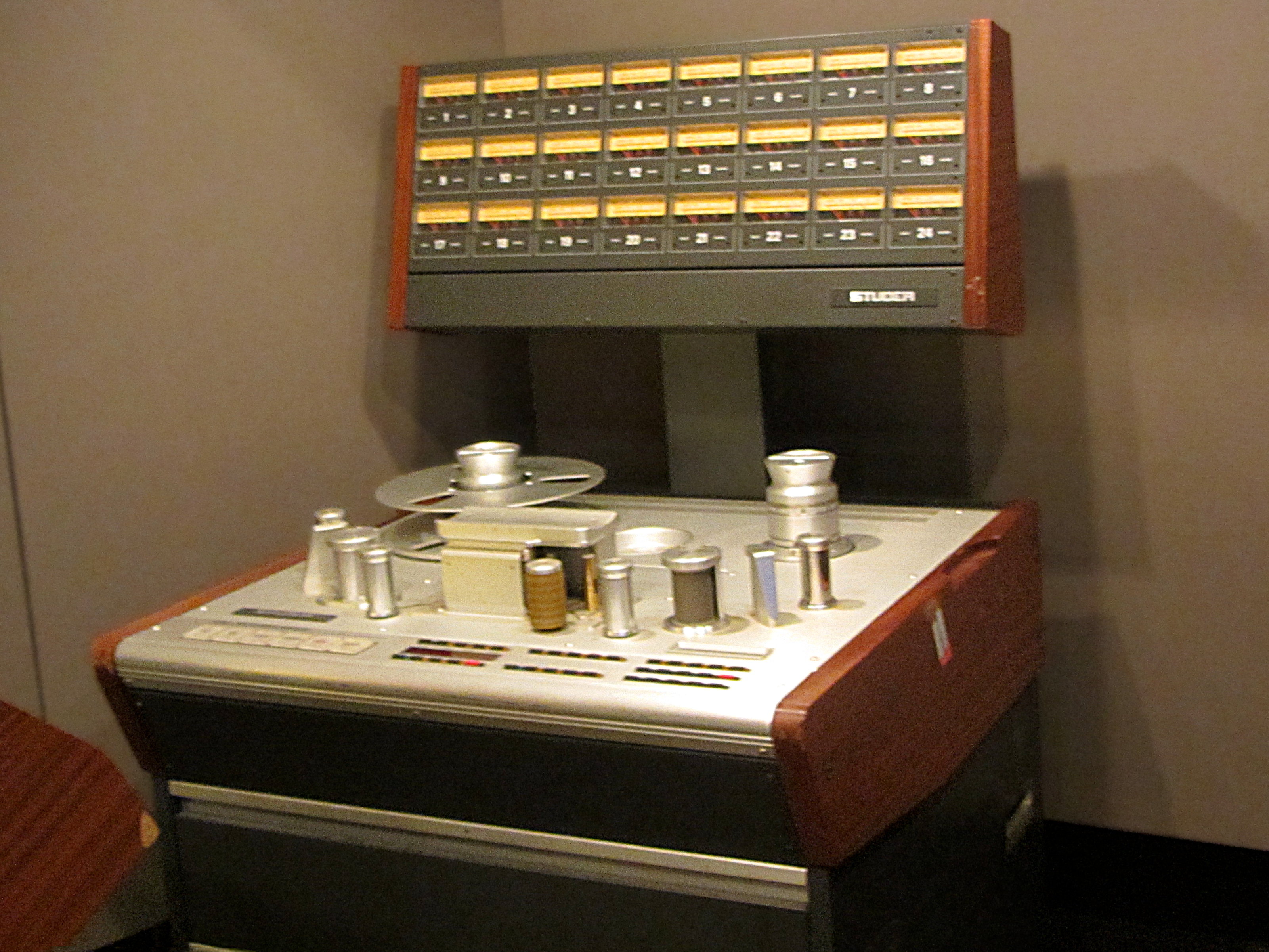
Studer A827 2" 24-sporenrecorder

In Europa begon Studer in 1950 met de bouw van taperecorder. Na de Dynavox volgde de Revox en in 1964 de J37, de eerste viersporenrecorder van Studer, onder meer gebruikt voor Sgt. Pepper's Lonely Hearts Club Band. De industrie zette daarna in op steeds meer sporen en van de achtsporenrecorder met een tape van een duim werd daarna de overstap gemaakt naar een zestiensporenrecorder met een tweeduimstape en al snel daarna naar vierentwintig sporen. Bij die laatste stap bleef de tape twee duim, zodat de geluidskwaliteit hier achteruitging, hoewel nieuwe technieken als Dolby-ruisonderdrukking dit ten dele compenseerden. Ray Dolby had voordat hij in 1965 Dolby Laboratories begon bij Ampex gewerkt. In 1971 begon David Blackmer zijn bedrijf dbx, naar decibel expansion, dat dbx-ruisonderdrukking zou ontwikkelen. Op de professionele markt werd het veelgebruikt, maar op de consumentenmarkt brak het niet door, mede doordat het door de zware compressie slecht klonk als het zonder dbx werd afgespeeld terwijl dit bij Dolby veel minder het geval was en dit ook al wijdverbreid gebruikt werd toen dbx op de markt kwam.
Een nadeel van tape was wel dat de kwaliteit achteruitging door de slijtage van de koppen, terwijl bepaalde soorten tape last hadden van sticky shed. Zo kreeg Fleetwood Mac bij Rumours uit 1977 te maken met een sterke achteruitgang van de drums die opgenomen waren bij Record Plant in Sausalito. De drums werden daarna van een tweede mastertape gehaald en gemixt met het al overgedubte materiaal.
Tape maakte opnemen aanmerkelijk goedkoper en stimuleerde de opkomst van kleinere labels. Dit was eerder gebeurd, maar de grote maatschappijen hadden deze uiteindelijk opgekocht. Nu ontstonden er labels die een niche opzochten die de grote labels lieten liggen. Zo richtte Atlantic Records zich op race records, later rhythm-and-blues genoemd. Veel kleinere studio's namen alles op, zoals de Memphis Recording Service in Memphis van Sam Phillips, het latere Sun Studio: We Record Anything, Anywhere, Anytime. Zo nam Phillips in 1951 ook Rocket 88 op van Jackie Brenston met de band van Ike Turner, wat wel beschouwd wordt als het eerste rock-'n-roll-nummer. In 1953 nam Elvis Presley hier een nummer op, wat uitgebracht werd op Sun Records van Phillips.
De toename van de kleinere labels was te zien in de hitparades. De top 10 in 1950 werd gedomineerd door elf labels in handen van tien platenmaatschappijen, terwijl er in 1960 vijfenveertig labels van negenendertig platenmaatschappijen in stonden.
Mobiele muziek was al sinds de jaren 1930 mogelijk met autoradio's en in 1954 kwam met de Regency TR-1 ook een draagbare transistorradio op de markt. Eigen muziek kon echter nog niet afgespeeld worden. Platenspelers voor in de auto zoals de Highway Hi-Fi van Columbia werden geen succes. In 1958 werd de RCA-cassette geïntroduceerd, maar deze sloeg nooit aan en verdween in 1964 weer. In 1962 werd de Stereo-Pak geïntroduceerd, een 4-track tape-cartridge gebaseerd op de eindeloze tape van Bernard Cousino, en de Fidelipac van George Eash die gebruikt werd voor jingles. Bill Lear werkte het principe in 1964 verder uit tot de 8-track die een groot succes werd. De Sabamobil uit 1964 van SABA was te duur en verdween l snel van de markt. Dat jaar kwam ook de Sanyo Micro Pack 35 uit, een recorder waarvan de geluidskwaliteit echter te wensen overliet. De PlayTape uit 1966 van Frank Stanton had enig succes, maar opvolger HiPac van Pioneer verdween in 1973 na twee jaar al van de markt.

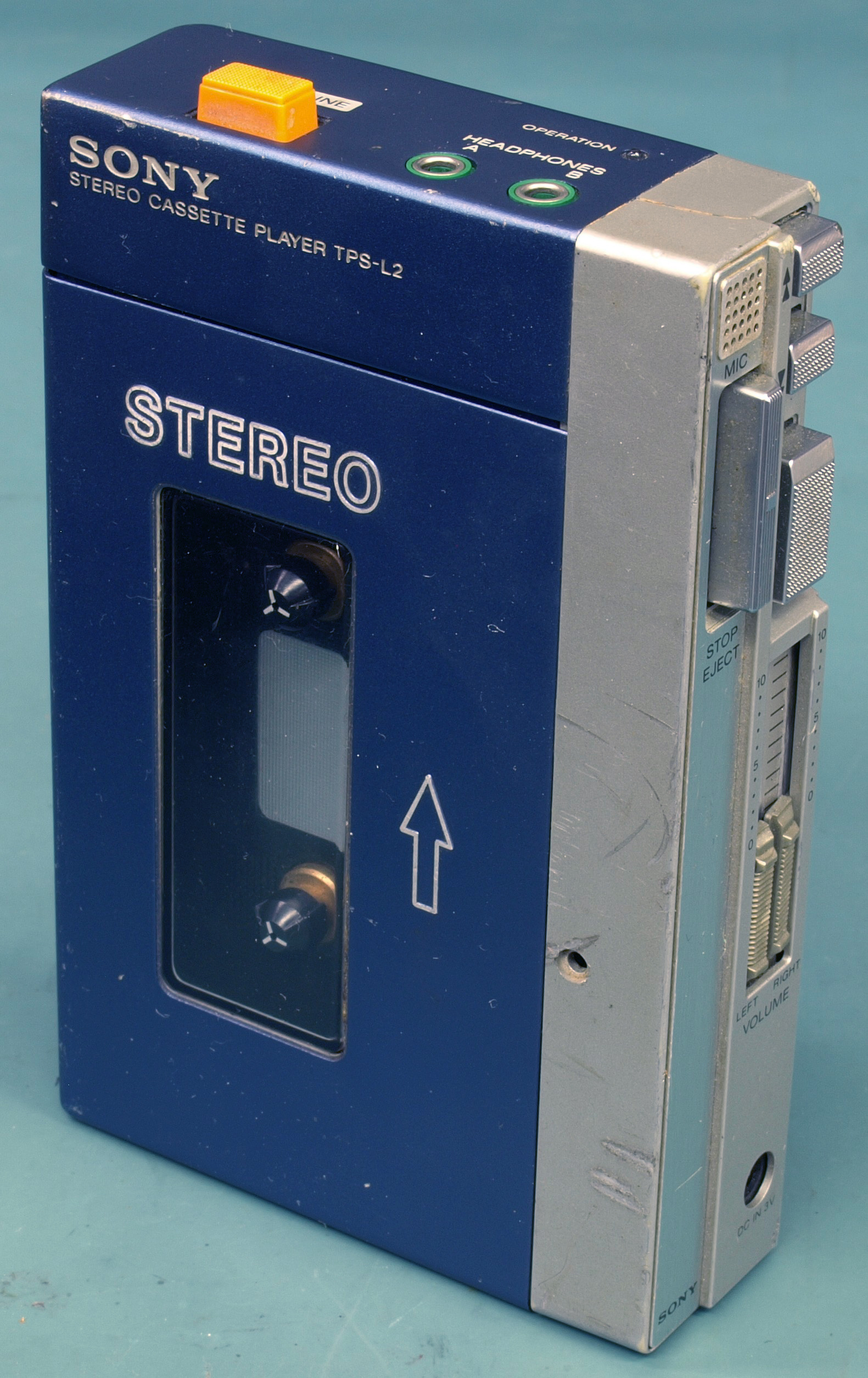
De Sony Walkman TPS-L2

Al deze formats moesten uiteindelijk echter het onderspit delven tegen de compact cassette. Philips introduceerde de compact cassette in 1962 aanvankelijk voor gebruik in dictafoons. De cassette leek op de RCA-cassette, maar was half zo groot. Door verbeteringen in de kwaliteit van de tape – in de eerste versie Fe2O3, daarna CrO2 (Chrome) en Fe (Metal) – en ruisonderdrukking nam de geluidskwaliteit toe en zou de muziekcassette uiteindelijk de 8-track vervangen en zelfs de strijd aangaan met lp's en later cd's. Hoewel de geluidskwaliteit minder was dan die van de lp, was de mobiliteit een groot voordeel, zeker nadat Sony in 1979 de Walkman introduceerde. Vanaf 1983 werden er zo meer muziekcassettes van artiesten verkocht dan lp's. Met lege cassettes konden consumenten ook eenvoudig zelf opnames maken, of mixtapes samenstellen met hun favoriete muziek. Niet langer gebonden aan door radiostations bepaalde playlists kon muziek in vrijwel elke omgeving gepersonaliseerd worden. Shuhei Hosokawa stelde dat gebruikers zo los werden gekoppeld van de wereld om hen heen, het Walkmaneffect. De Walkman werd direct populair bij lichaamsbeweging.
Philips kwam in 1967 met de aanmerkelijk kleinere minicassette voor gebruik met dictafoons. In 1969 volgde Olympus met de vergelijkbare microcassette en in 1985 kwam Dictaphone met de picocassette. Sony introduceerde in 1992 de digitale NT-cassette, maar deze dure en fragiele recorder werd geen succes.

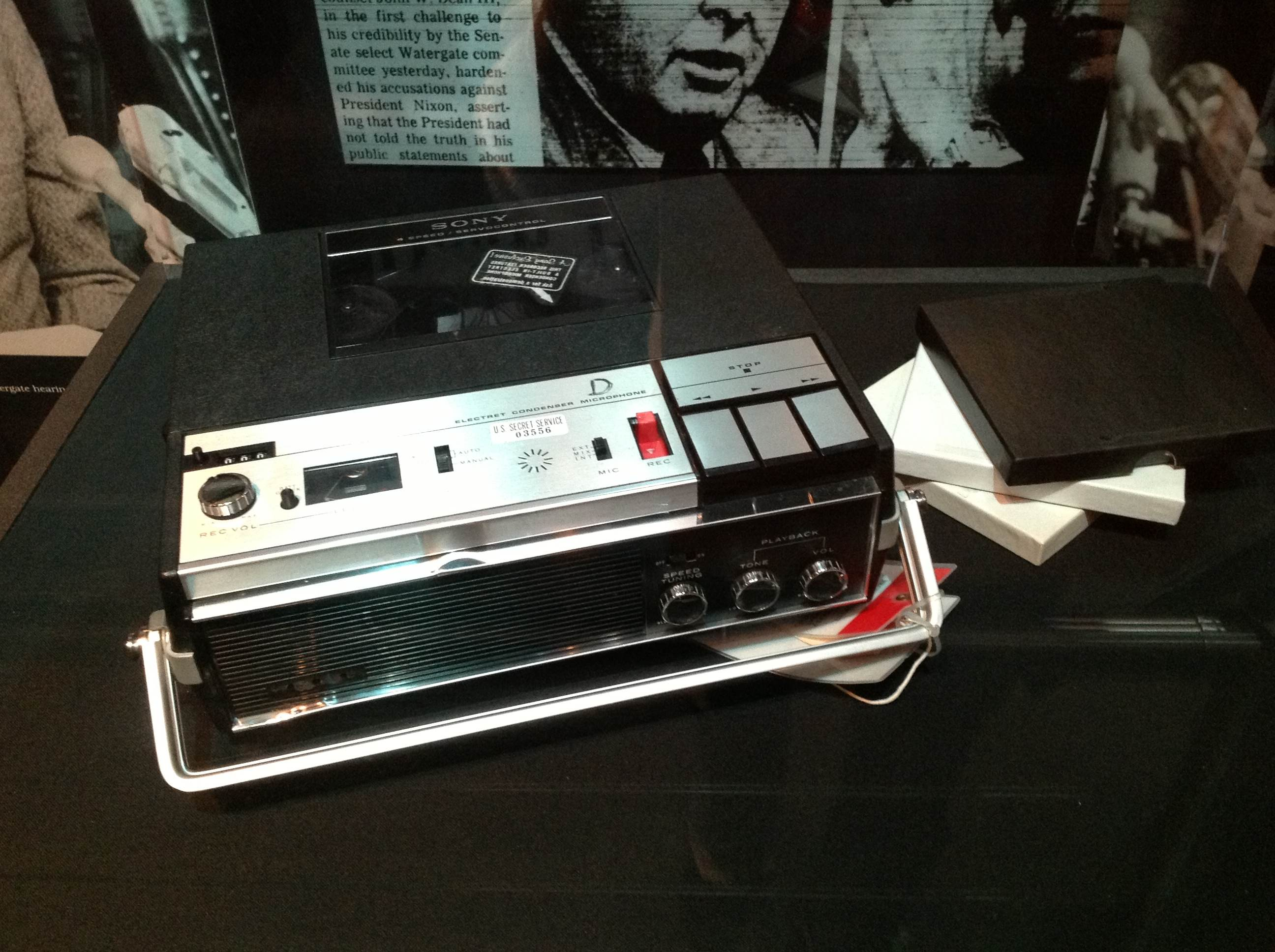
Een van de Sony TC-800B's die de Nixon-tapes opnamen

In 1976 brachten Panasonic, Sony en Teac de Elcaset als opvolger van de compact cassette. Het formaat was vergelijkbaar met de RCA-cassette en het moest een betere geluidskwaliteit brengen. De spelers waren echter duur, de cassettes groot, terwijl de kwaliteit van de compact cassette ondertussen verbeterd was, zodat Elcaset nooit aansloeg en in 1980 weer verdween.
Een opmerkelijke rol kregen negen Sony TC-800B's die gebruikt werden in het Oval Office van president Nixon. Het bestaan van de Nixon-tapes kwam aan het licht tijdens de Watergate-hoorzittingen en de weigering van Nixon om deze openbaar te maken na het Watergateschandaal, was aanleiding om zijn afzetting in gang te zetten, waarna hij uiteindelijk aftrad.

### Microgroefplaat: lp's en singles

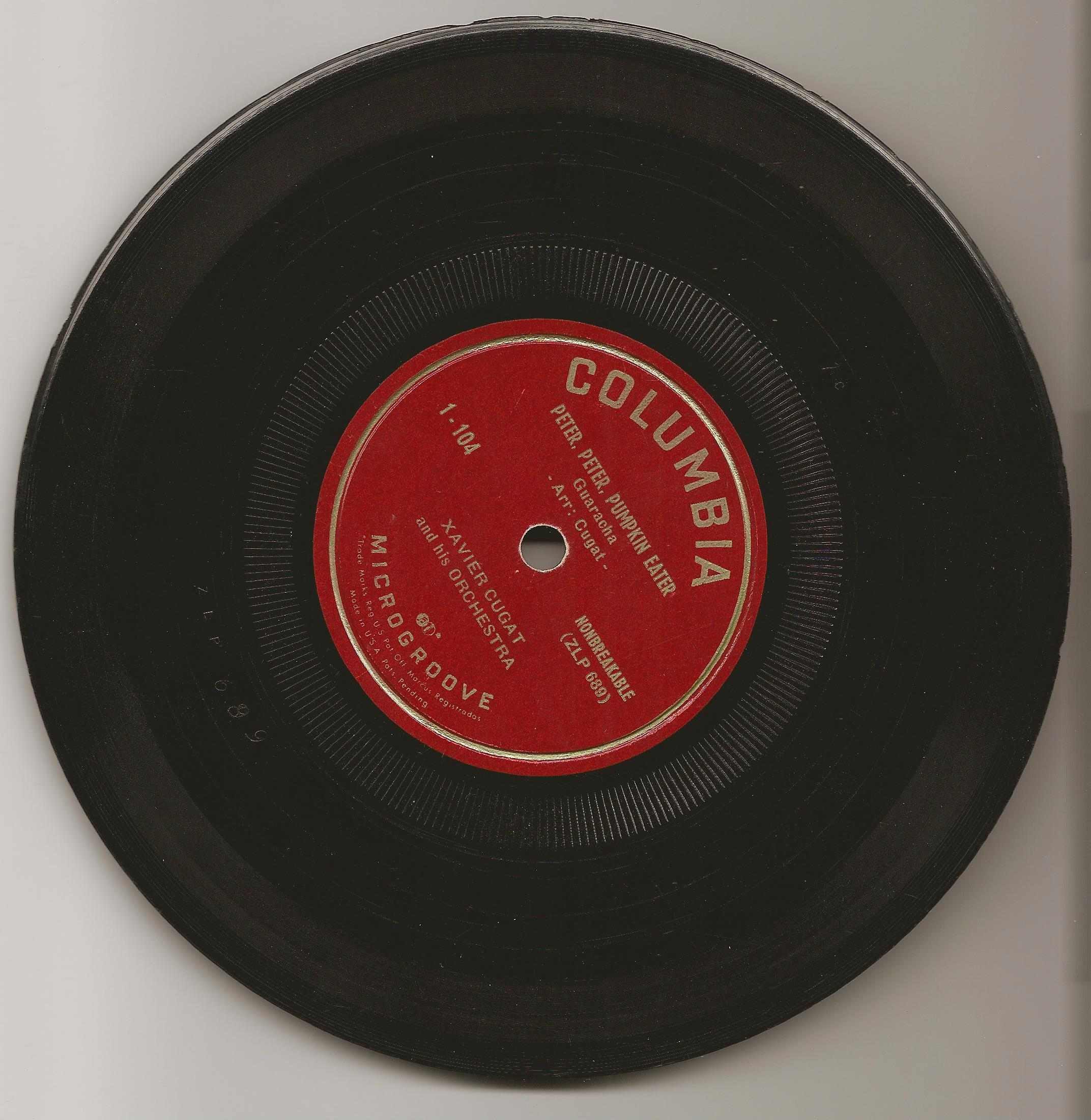
Columbia maakte korte tijd ook 33⅓ rpm 7" ZLP's tot de 45 rpm singles van RCA Victor op de markt kwamen

Met tape konden aanmerkelijk langere opnames gemaakt worden dan de 4-5 minuten van de 78 toerenplaten, maar de consument profiteerde daar niet van en ook niet van de betere geluidskwaliteit. RCA Victor had in 1931 al een plaat op de markt gebracht met een speelduur van 10 minuten, maar een gebrek aan spelers en de crisis maakten dat dit geen succes werd. Andere pogingen volgden, maar het was Columbia dat in 1948 de langspeelplaat (lp) met een toerental van 33⅓ en een formaat van 12" op de markt bracht met een microgroef. Philco maakte hiervoor de spelers. Een team onder leiding van Peter Carl Goldmark had de microgroef ontwikkeld en deze platen waren gemaakt van het minder breekbare vinyl in plaats van schellak. De speelduur van zo'n 22 minuten was een aanmerkelijke verbetering en ook de geluidskwaliteit was aanmerkelijk beter. De 78 toerenplaat had een frequentiebereik van 100-12.000 HZ, terwijl de lp dit optrok naar 30-16.000 kHz. De signaal-ruisverhouding (S/R) verbeterde van 32–40 dB naar 45–60 dB.

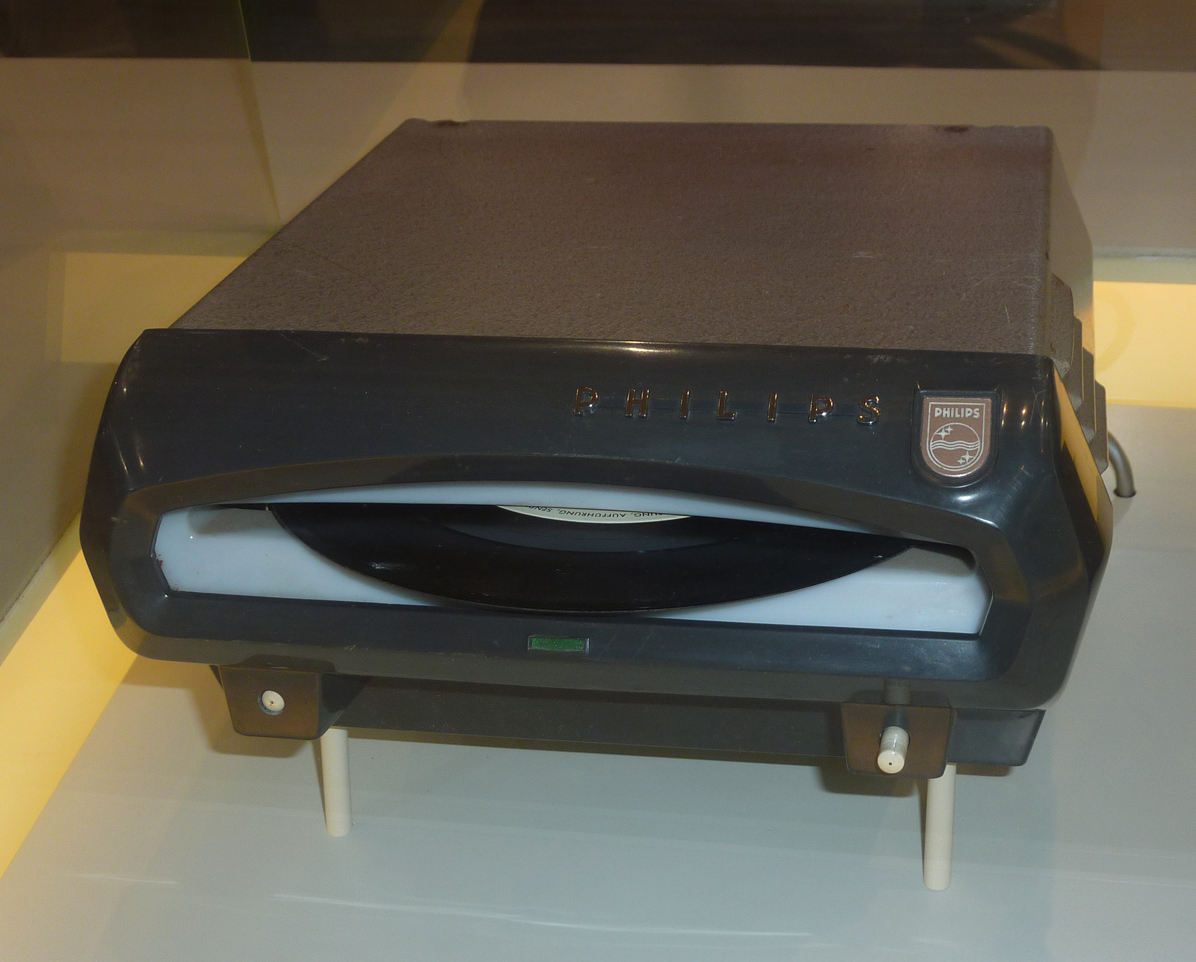
De Auto Mignon van Philips

RCA Victor wilde de lp niet in licentie produceren en ontwikkelde in 1949 zelf een 7"-plaat op 45 toeren. Deze single hadden een groter gat in het midden voor gebruik door platenwisselaars. Uiteindelijk verkochten zowel Columbia als RCA Victor beide formaten en kwamen er spelers op de markt met drie snelheden. Het door Goldmark ontwikkelde Highway Hi-Fi uit 1955 werd door Chrysler geleverd, maar hierop waren alleen een eigen type platen beschikbaar die moeilijk te verkrijgen waren en in 1959 stopte Chrysler om in 1960 de door RCA ontwikkelde Auto Victrola in te bouwen goedkoper was en 14 singles kon herbergen. Deze werd echter ook slechts twee jaar geleverd. Ook de Auto Mignon van Philips uit 1957 speelde singles af, in de Verenigde Staten op de markt gebracht via Norelco. Platenspelers in de auto bleven echter problemen geven en met de opkomst van de cassette werd dit het systeem voor in de auto naast de radio. Philco ontwikkelde nog wel de Hip Pocket Records voor moederbedrijf Ford, terwijl Americom de vergelijkbare maar goedkopere PocketDisc op de markt bracht, maar ook deze verdwenen met de komst van de cassette.
De microgroef maakte een einde aan de beperking van de speelduur van nummers van 4-5 minuten, zodat nummers langer konden worden. In plaats van alleen singles uit te brengen, konden artiesten nu ook thematischer te werk gaan en meerdere nummers achter elkaar als album uitbrengen. Pet Sounds van The Beach Boys uit 1966, Revolver uit 1966 en Sgt. Pepper's Lonely Hearts Club Band uit 1967 van The Beatles, Tommy van The Who uit 1969 en The Dark Side of the Moon van Pink Floyd zijn vroege en invloedrijke conceptalbums.

### Elektrische opnametechnieken

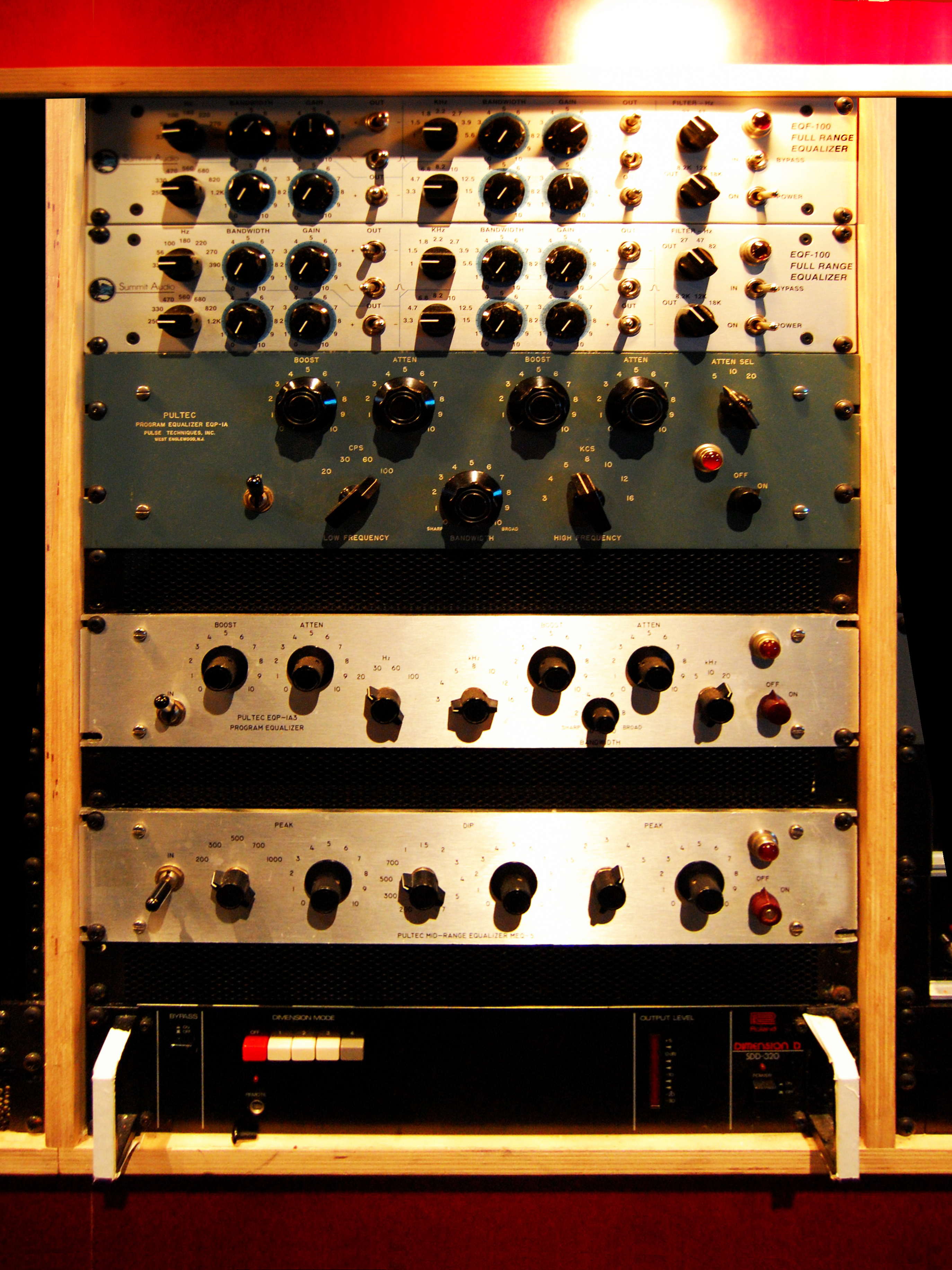
Een Summit Audio EQF-100, een Pultec EQP-1A, tweemaal een Pultec EQP-1A3 en een Roland SDD-320 Dimension D

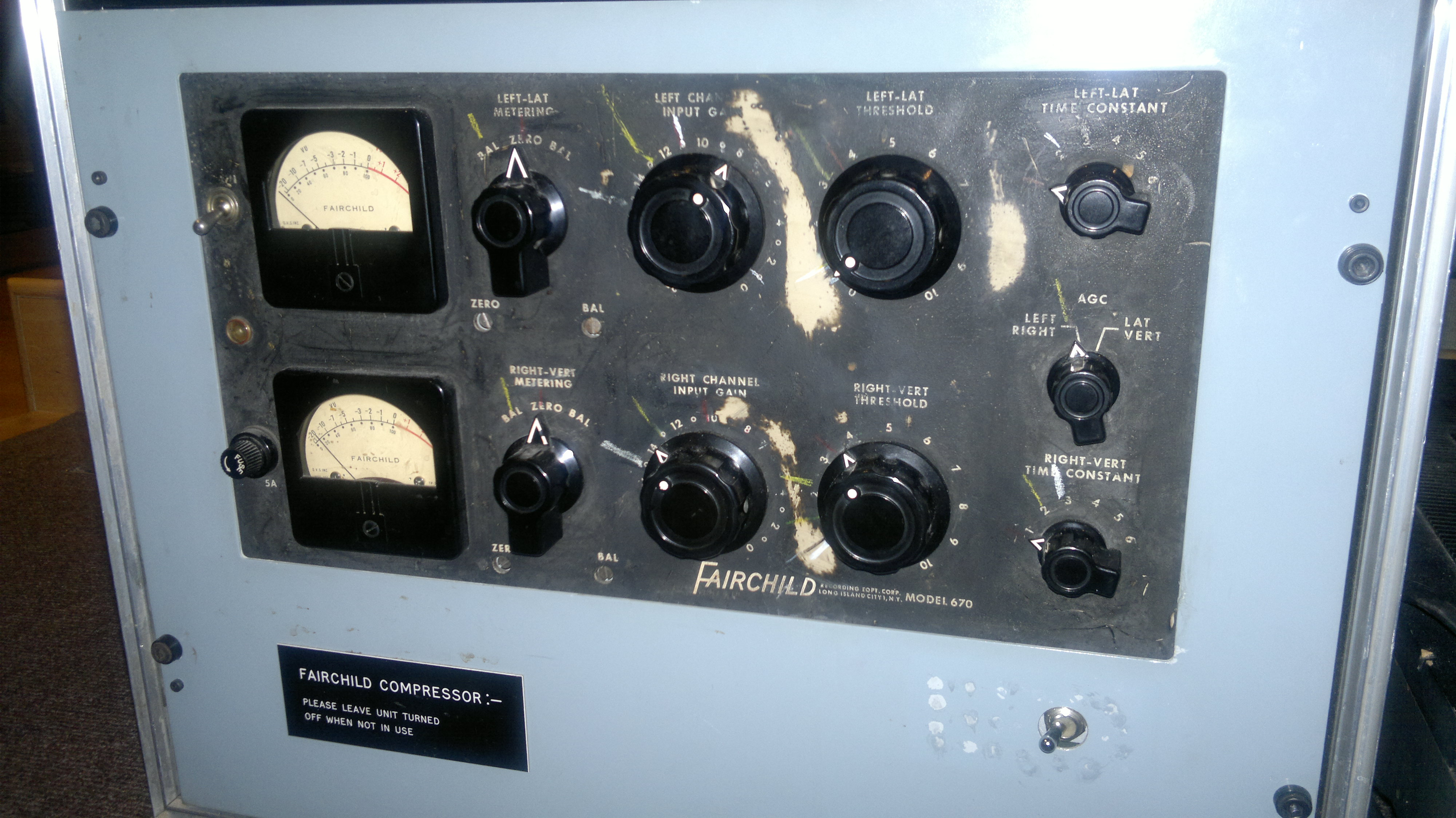
Een Fairchild 670

In de jaren 1950 kwamen er belangrijke technieken bij elkaar die de opnamestudio een grote plek zouden geven in het creatieve proces. Al in 1945 had LEAK de Point One op de markt gebracht, een versterker waarvan de naam refereerde aan de totale harmonische vervorming van 0,1% bij 1 kHz in plaats van de toen gebruikelijke 2%. Het frequentiebereik liep daarbij van 20 Hz tot 20 kHz. De Unity One van McIntosh had later vergelijkbare waardes bij een hoger vermogen. De Williamson-versterker naar ontwerp van D.T.N. Williamson werd na een publicatie in Wireless World in 1947 veel zelfgebouwd en werd een standaard. Transformatoren met weinig vervorming waren daarbij essentieel was om hifi-kwaliteit te leveren. Partridge Transformers van Norman Partridge was daarbij een bekende fabrikant.
De Duplex 604 van Altec Lansing was in 1944 de eerste serieuze studiomonitor. James Bullough Lansing richtte in 1946 Lansing Sound op, wat JBL zou worden en uit zou groeien tot een belangrijke producent van monitors.
In 1951 introduceerde Pulse Techniques van Ollie Summerland en Gene Shank de Pultec EQP-1, de eerste passieve equalizer. De meersporenrecorders maakten overdubbing mogelijk en voor de achtsporenrecorder van Les Paul maakte Rein Narma een mengpaneel met compressor waarvan Sherman Fairchild een licentie kocht om deze als Fairchild 660 en Fairchild 670 – mono en stereo – op de markt te brengen. Peter Baxandall introduceerde in 1952 zijn toonregeling voor lage en hoge tonen.

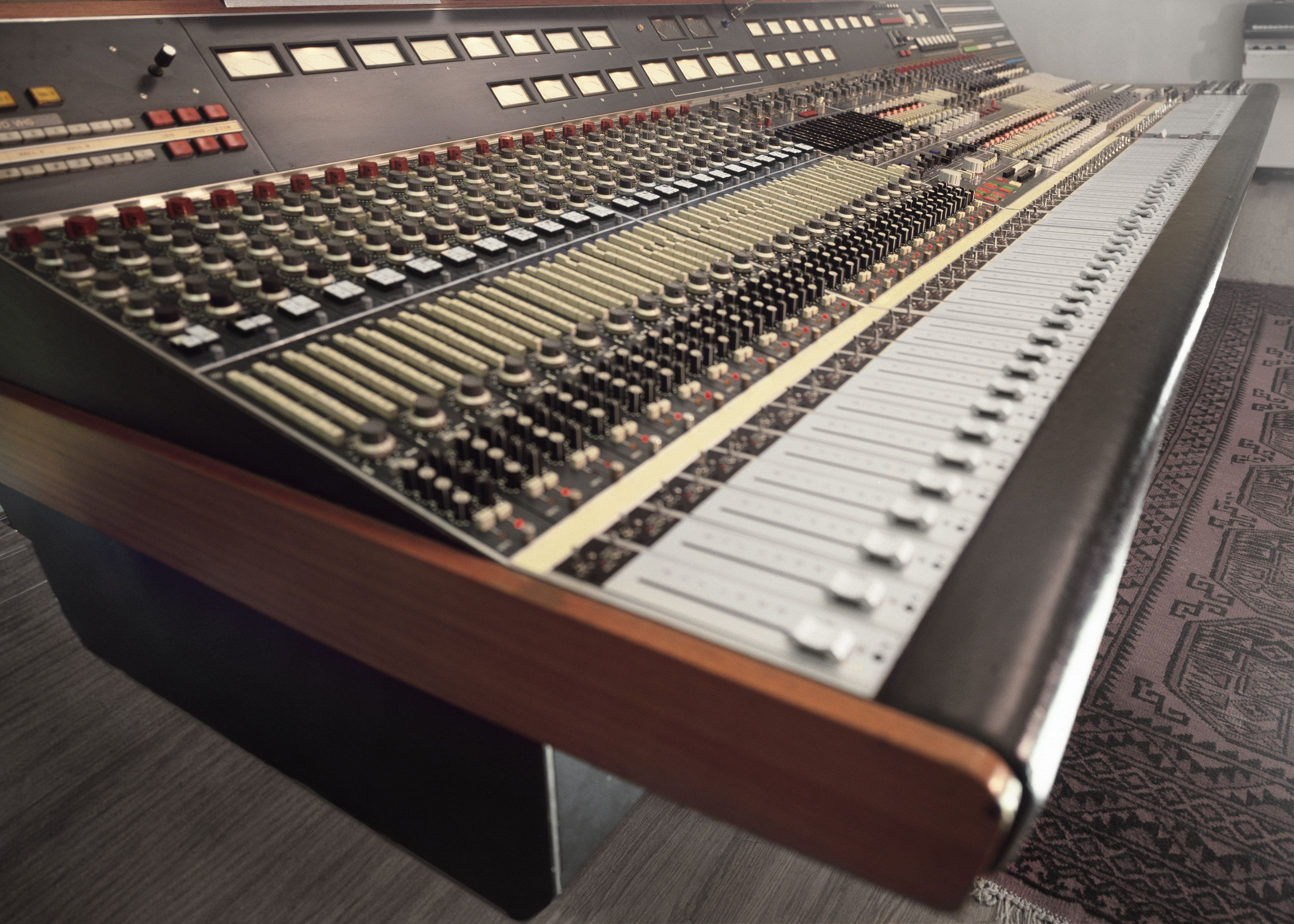
Een Neve 8048

Een belangrijke rol hierin speelde Bill Putnam die wel the father of modern recording as we know it today is genoemd. Putnam was in 1946 Universal Recording begonnen en introduceerde met Peg o' My Heart van The Harmonicats voor het eerst kunstmatige galm, waarmee het een grote hit werd. Ook ontwikkelde Putnam de opzet van de moderne mengtafel met onder meer de Universal Audio 610 en andere apparatuur zoals in 1977 de UREI 813 studiomonitor. Verbeteringen aan de veldeffecttransistor (FET) opende nieuwe mogelijkheden, zoals in 1967 met de Universal Audio 1176 FET limiter. Met Duane H. Cooper werd de Cooper Time Cube ontwikkeld, een bijzonder delay-systeem dat gebruikmaakte van tuinslangen. Sommige bewerkingen werden bij toeval gevonden, zoals de begrensde galm of gated reverb van de drums van Phil Collins die voor het eerst te horen was op Intruder van Peter Gabriel en daarna veel werd toegepast.
Ook Rupert Neve leverde een belangrijke bijdrage aan de ontwikkeling van de mengtafel. Hij begon in 1961 Neve Electronics en bouwde daarmee veel mengtafels op bestelling. De eerste was voor Desmond Leslie en twee andere voor Leo Pollini van Recorded Sound. In 1964 installeerde hij de eerste mengtafel met transistors in de studio van Philips Records in Londen. Moederbedrijf Philips bouwde ook consoles, net als API en Studer. Voor Wessex Studios bouwde Neve in 1970 de Wessex A88-console en deze kreeg een 1073 microfoonvoorversterker die zeer populair zou worden.
EMT bracht in 1957 de EMT 140 uit, een plaatgalm ontwikkeld door Walter Kuhl, waarbij een transducer trillingen in een metalen plaat opwekt. Het apparaat werd een groot succes en werd onder meer gebruikt door The Beatles en op The Dark Side of the Moon van Pink Floyd. Deze plaatgalm zou als basis dienen van veel digitale emulaties.
Paul C. Burr van Allison Research ontwikkelde in 1973 een automatische mixer met spanningsgestuurde versterkers (VCA's), wat met het toenemend aantal sporen een uitkomst was. De informatie over de posities van de faders werd op twee van de sporen opgeslagen. In 1977 kwam Neve met NECAM (Neve computer assisted mixdown) met gemotoriseerde of moving faders, wat doorontwikkeld werd tot in 1988 het Flying Faders-systeem nieuw uitkwam. George Massenburg met zijn George Massenburg Labs (GML) droeg ook belangrijk bij op dit vlak. Solid State Logic (SSL) introduceerde in 1981 de 4000E met Total Recall, waarbij posities op werden geslagen op een computer. Al deze apparatuur was zeer prijzig en alleen binnen het bereik van de grootste studio's. Zo opende ABBA in 1978 in Stockholm de Polar Studios die de modernste studio van die tijd moest zijn.
Dit alles resulteerde in tot dan ongekende mogelijkheden om nummers te bewerken en een heel nieuw geluid te geven. Pet Sounds was in 1966 het eerste populaire album waarbij dit volledig werd doorgevoerd en was dan ook niet live te spelen. Op het vlak daarna uitgebrachte Revolver maakten The Beatles gebruik van tape-loops in het nummer Tomorrow Never Knows. Op verzoek van The Beatles werd door Ken Townsend van Abbey Road Studios automatic double tracking ontwikkeld waarmee taperecorders met delay aan elkaar gekoppeld werden, zodat zangpartijen dubbel ingezongen leken.
In de klassieke muziek gaf John Culshaw de voorkeur aan opnames in de studio boven die in het theater waar de uitvoeringen normaal plaatsvonden. In de studio beschikte hij over veel meer mogelijkheden om de intentie van de componist te volgen, zoals bij zijn opnames voor Decca van Der Ring des Nibelungen van Richard Wagner waar 18 aambeelden in het theater nooit waren gebruikt. Arthur Haddy en Kenneth Wilkinson hadden tijdens de Tweede Wereldoorlog om U-boten op te sporen het frequentiebereik van platensnijders verdubbeld tot 15.000 kHz en pasten dit bij Decca toe als full frequency range recording (ffrr). In combinatie met versterkers als de Point One en goede luidsprekers bracht dit de geluidskwaliteit tot het niveau van high fidelity (hifi). Haddy en Wilkinson ontwikkelden ook de Decca tree, een microfoonopstelling met drie omnidirectionele microfoons om grote orkesten mee op te nemen.

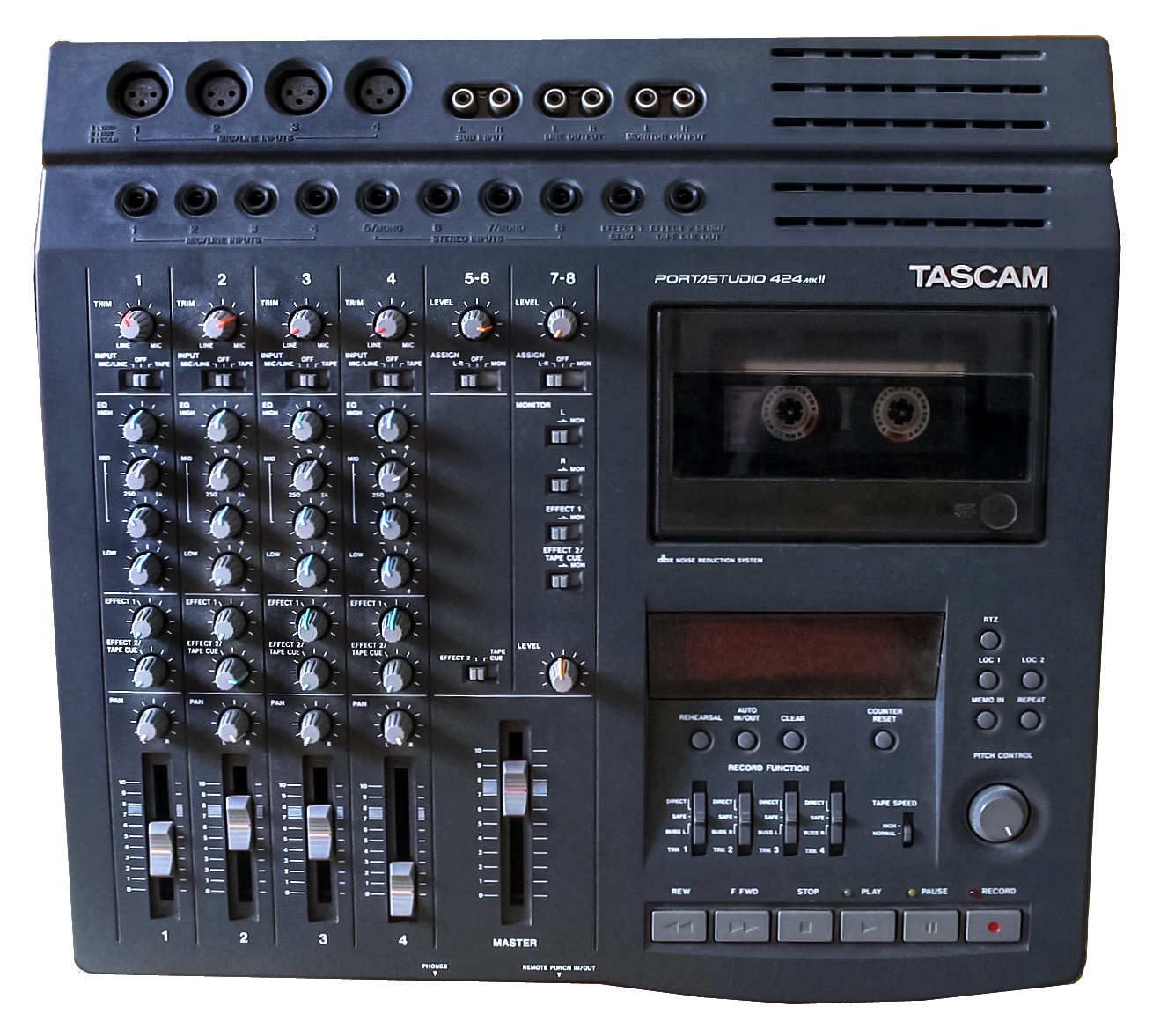
Een Tascam PortaStudio 424 MKII

De grote mengtafels en professionele meersporenrecorders waren voor veel muzikanten te duur. Een belangrijke machine die thuisstudio's bereikbaarder maakte voor die artiesten, was de Tascam Portastudio uit 1979. Dit was een viersporenrecorder die gebruikmaakte van een gewone compact cassette. Waar deze normaal twee stereosporen per kant heeft, werden bij de Portastudio vier sporen in een richting gebruikt. Fabrikanten als Fostex, Akai, Yamaha, Sansui en Marantz maakten vergelijkbare machines, soms met zes of acht sporen. Gezien de lofi geluidskwaliteit werden deze recorders vooral gebruikt om demo's op te nemen.

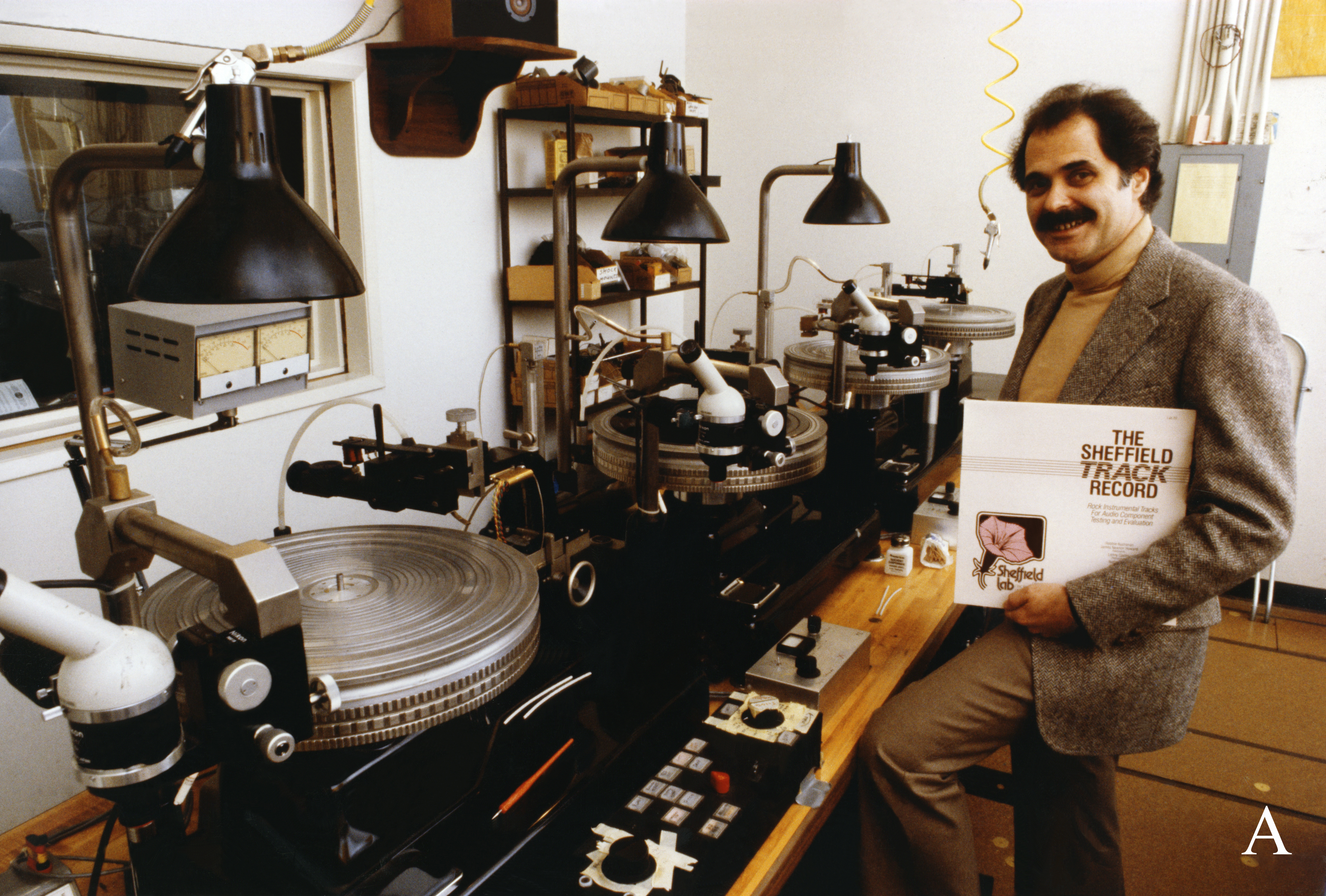
Doug Sax bij vier platensnijders

Van de opnames werd met een platensnijder zoals van Scully of Neumann een master gemaakt. Met onder meer de Remco Babytone uit 1936 en de Wilcox-Gay Recordio uit 1941 konden thuis platen opgenomen worden. Hoewel de meeste masters opgenomen werden op tape, werden er voor de audiofielen direct-to-disc-opnames gemaakt. Zo begon masteringtechnicus Doug Sax het label Sheffield Lab Recordings dat met deze techniek veel jazz en klassiek werk uitbracht.

### Nieuw vermaak
De mogelijkheden namen in het elektrische tijdperk dusdanig toe dat de mengtafel zelf als instrument kon dienen. In Jamaica maakte Osbourne Ruddock, beter bekend als King Tubby, zo geheel nieuwe creaties van bestaande nummers. Anderen begonnen ook dergelijke remixes te maken en zo groeide dit uit tot het genre dub, wat een grote invloed zou hebben op elektronische muziek, maar ook op andere genres als rock, pop en hiphop. In deze periode experimenteerde de Britse Joe Meek met hoe hij zijn huisstudio als instrument kon gebruiken.

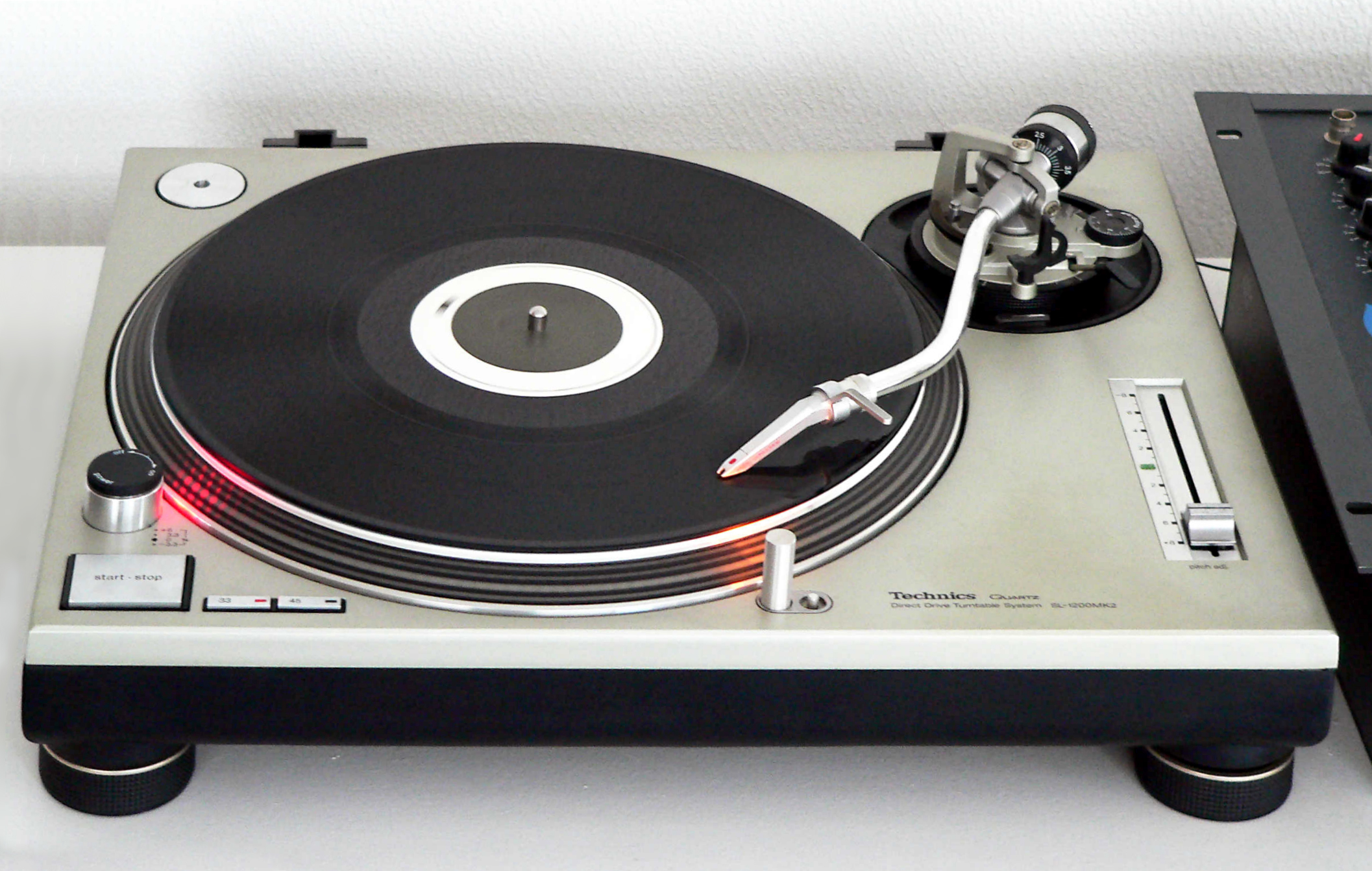
Een Technics SL-1200 Mk2

Ook de draaitafel werd een instrument met turntablism waarbij met meerdere spelers en een dj-mixer platen gemixt worden met loops, scratchen en andere geluidseffecten. Op Jamaica was sound system hier een vroege vorm van, wat weer van invloed was op hiphop, wat begon met artiesten als DJ Kool Herc – opgegroeid op Jamaica en gemigreerd naar de Verenigde Staten – Afrika Bambaataa, Grandmaster Flash en Grand Wizzard Theodore, maar ook in andere genres. Hierbij werd de voorkeur gegeven aan de snel startende en niet slippende direct aangedreven platenspelers, waarbij vooral de Technics SL-1200 populair werd.
In vroege nachtclubs als Webster Hall in New York werd vooral live-muziek gespeeld. Discotheken gingen over tot het spelen van muziek vanaf plaat, waarbij de naam afkomstig lijkt te zijn van de in 1941 geopende La Discothèque aan Rue de la Huchette in Parijs. Hiervoor werd aanvankelijk een enkele draaitafel gebruikt, tot sock-hop-dj Bob Casey in 1955 een door zijn vader gebouwde dubbele draaitafel begon te gebruiken. Terry Noel zou de eerste dj zijn die platen ging mixen in Arthur, de club in New York van Sybil Christopher. In deze clubs werden platen gedraaid die niet op de radio waren te horen en zo ontstonden nieuwe genres dansmuziek als disco. Waar radio een voorkeur heeft voor kortere nummers, was voor clubs juist een langere speelduur gewenst. Na Disco Demolition Night op 12 juli 1979 – the day disco died – brachten platenmaatschappijen nog nauwelijks disco uit, zodat de dj's in clubs bestaande platen begonnen te mixen tot nieuwe creaties. Frankie Knuckles combineerde in de club Warehouse in Chicago disco met onder meer Hi-NRG en stond zo aan het begin van de house. Larry Levan, een goede vriend van Knuckles, stond in New York in de club Paradise Garage waar hij aan de wieg stond van garage en The Belleville Three stonden aan de basis van Detroit techno.
Terwijl er voor film als sinds 1927 de Academy of Motion Picture Arts and Sciences was en voor televisie sinds 1946 de Academy of Television Arts and Sciences ontbrak een equivalent voor de muziekindustrie. Na de vraag om bij te dragen aan de Hollywood Walk of Fame werd in 1957 de National Academy of Recording Arts and Sciences opgericht. Aangezien veel muzikanten en producers niet in aanmerking kwamen voor een ster op de Hollywood Boulevard werd in 1959 de Grammy Award ingesteld.

### Elektrische instrumenten

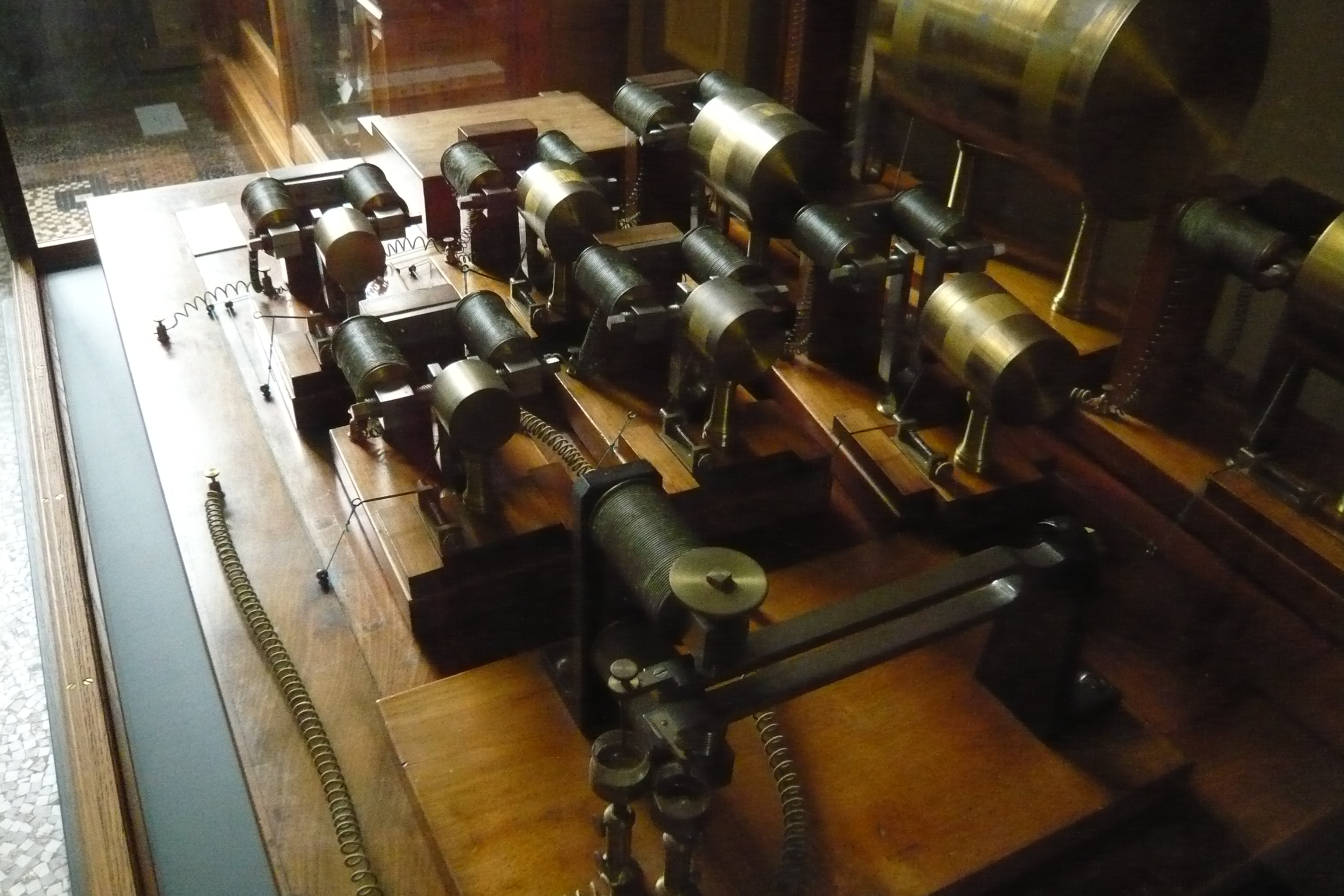
Een elektrische klankmenger van Rudolph Koenig naar Helmholtz

Een van de eerste elektrische instrumenten was de synthesizer en de voorlopers daarvan. Rudolph Koenig bouwde in 1865 een elektrische klankmenger naar ontwerp van Hermann von Helmholtz. Elisha Gray bouwde in 1876 de Musical Telegraph. In 1897 ontwikkelde Thaddeus Cahill de Telharmonium, terwijl William Duddell in 1899 de singing arc bouwde. Dit waren die eerste instrumenten die geen akoestisch signaal produceerden, maar een elektrisch signaal dat daarna omgezet moest worden in geluid.

Met de ontwikkeling van de elektronenbuis in 1906 en betere luidsprekers als die van Magnavox in 1915 werd dit mogelijk. Léon Theremin bouwde in 1918 de ætherphone, bekend geworden als de theremin. Andere instrumenten waren de pianorad uit 1926 van Hugo Gernsback en de Orgue des Ondes van Armand Givelet en Eduard Eloi Coupleaux uit 1929. Om de matige kwaliteit van de toenmalige microfoons te omzeilen, had Givelet het jaar daarvoor al wat hij noemde stil opnemen ontwikkeld, tegenwoordig bekend als direct injection of direct input. Hiermee werd het elektrische signaal direct opgenomen, zodat er geen akoestische vervorming optreedt en de verliezen beperkt zijn.
De ondes-Martenot uit 1928 van Maurice Martenot was het eerste elektrische toetsinstrument dat in groten getale werd geproduceerd. Laurens Hammond vroeg in 1934 octrooi aan voor zijn Hammondorgel.

De synthesizers van die tijd werden echter op bestelling of door muzikanten zelf gemaakt en de oplages bleven beperkt. Zo bouwde Raymond Scott in 1950 de Clavivox en later de Electronium. Andere pioniers waren Bebe en Louis Barron, waarbij Bebe opgeleid was in muziekcompositie en Louis in elektronica. Zij trouwden in 1947 en kregen van een neef van Louis die bij 3M werkte een taperecorder als huwelijkscadeau. Zij verhuisden daarna naar New York en openden daar een opnamestudio, waarmee zij voor een tijd de enige studio in de stad waren met een taperecorder. Op basis van het boek Cybernetics uit 1948 van Norbert Wiener bouwde Louis zijn eigen schakelingen, waaronder een ringmodulator. Door deze over te belasten, creëerde deze geluid, wat moeilijk exact te herhalen was en daarom werd opgenomen. Bebe zocht daarna naar delen die ze kon gebruiken om daar composities van te maken. Zo maakten zij voor de film Forbidden Planet uit 1956 de soundtrack, waarmee dit de eerste film werd met volledig elektronische muziek.

Het jaar daarop werd de RCA Mark II Sound Synthesizer gebouwd, de eerste programmeerbare synthesizer. Waar eerdere synthesizers met de hand bespeeld moesten worden, werd hier een sequencer voor ontwikkeld op basis van ponsband. Uiteindelijk zou er echter nauwelijks muziek mee worden gemaakt.

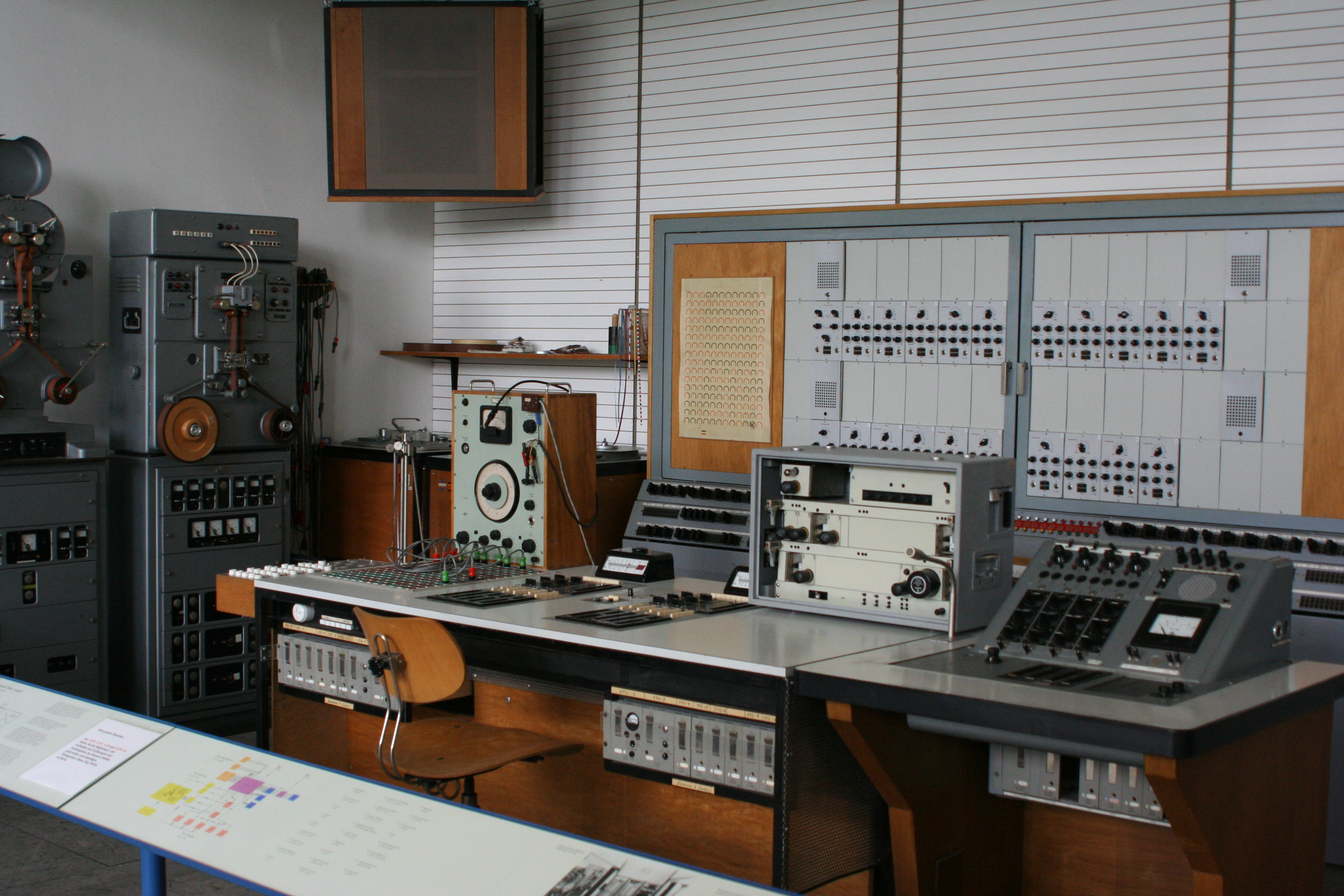
De Siemens Studio met de Siemens Synthesiser

In 1956 werd door Helmut Klein en W. Schaaf begonnen met de ontwikkeling van de Siemens Synthesiser, vergelijkbaar met de synthesizer van RCA. In 1959 werd deze gebouwd, waarbij later ook een vocoder en galm werden toegevoegd. Met de vocoder wordt de menselijke stem gesynthetiseerd.

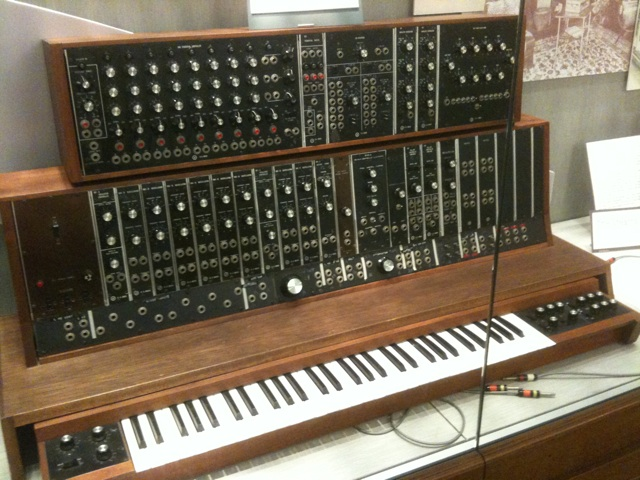
De eerste commerciële Moog-synthesizer uit 1964

Robert Moog begon in de jaren 1950 met de bouw van theremins, maar begon in 1963 met Herbert Deutsch aan een eigen ontwerp van synthesizers. De ontwikkeling van de transistor maakte het mogelijk om aanmerkelijk kleinere instrumenten te bouwen. Moog ontwikkelde onder meer een spanningsgestuurde oscillator (VCO) en kwam in 1964 met een spanningsgestuurde subtractieve synthesizer met toetsen om deze te bedienen. Voor de Moog-synthesizer stelde Moog voor om te standaardiseren naar 1 volt per octaaf. Dit werd overgenomen door andere fabrikanten als Roland, Oberheim, ARP en Sequential Circuits. Fabrikanten als Yamaha en Korg kozen echter een andere standaard.

De ADSR-envelope

Componist Vladimir Ussachevsky stelde als hoofd van het Columbia-Princeton Electronic Music Center in 1965 de standaard voor de ADSR-envelope op, het verloop van de geluidssterkte van een muzikale toon van aanzet tot wegsterven – attack, decay, sustain en release. Dit natuurlijke verloop bij veel instrumenten was bij vroege synthesizers niet goed gedefinieerd, waardoor deze veelal onnatuurlijk klonken. Op verzoek van Ussachevsky bouwde Moog een envelope-generator die voldeed aan zijn standaard. Vroege envelope-generators hadden nog wel moeite met de snelle aanzet.
De Mellotron werd in 1963 ontwikkeld uit de Chamberlin en was een toetseninstrument, waarbij het geluid geproduceerd werd door middel van op magneetbanden opgenomen geluidsfragmenten. Op deze manier konden analoge samples afgespeeld worden.
In 1968 ontwikkelde Moog de eerste solid state-vocoder. In 1970 bouwde hij een volgende vocoder met Walter Carlos, later Wendy Carlos, die deze in 1971 het eerst toepaste op March from A Clockwork Orange (Ninth Symphony, Fourth Movement, Abridged) op A Clockwork Orange. Kraftwerk gebruikte in 1973 een speciaal gebouwde vocoder op Ralf und Florian en in 1975 werd de EMI Vocoder gebruikt door The Alan Parsons Project op The Raven. Electronic Music Studios begon in 1969 met een goedkoper alternatief voor de Minimoog, de EMS VCS 3.

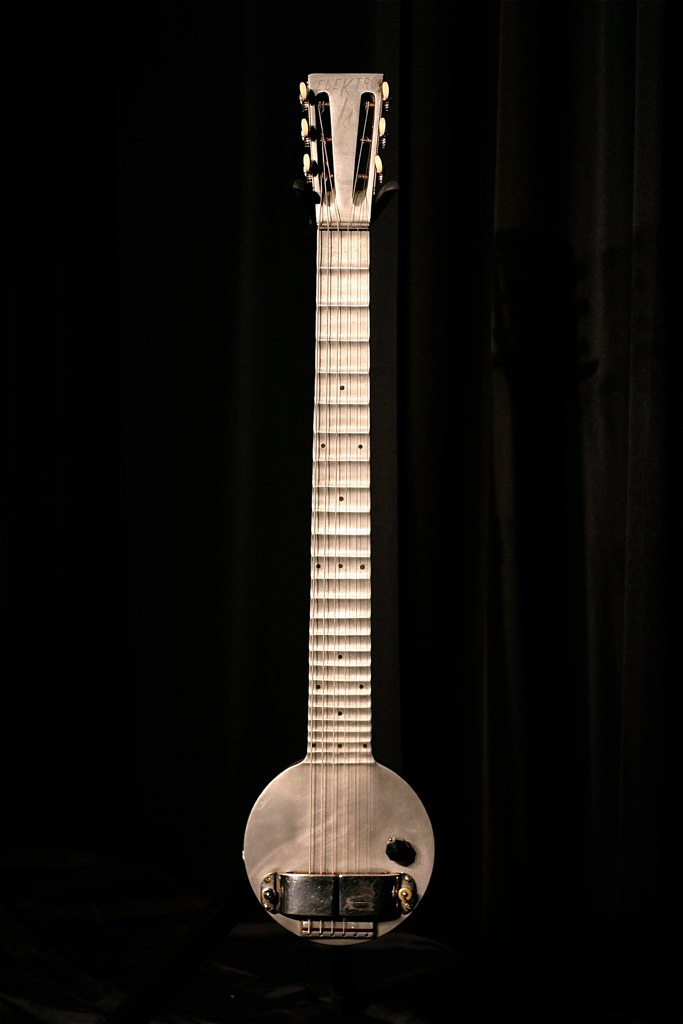
Ro-Pat-In Electric Hawaiian Frying Pan

Bij bestaande instrumenten werd aanvankelijk vooral gepoogd om elektrisch meer volume te verkrijgen tijdens optredens. Al snel ontwikkelden deze instrumenten echter hun eigen geluid. Zo waren er verscheidene pogingen om een gitaar elektrisch te versterken, die niet allemaal even goed gedocumenteerd zijn. Stromberg-Voisinet zou al in 1928 de Stromberg Electro op de markt hebben gebracht, wat de voorloper van de eerste elektrische gitaar zou zijn. George Beauchamp ontwikkelde in 1931 een gitaarelement dat onderdeel zou worden van wat bekend werd als de Frying Pan. Met Adolph Rickenbacher zette hij daarna de Ro-Pat-In Corporation op. De naam veranderde daarna in Electro String Instruments en later Rickenbacker. Roy Van Nest bouwde aanvankelijk de gitaarversterkers voor deze gitaren en later Ralph Robertson. Leo Fender had een eigen zaak waar hij PA-systemen bouwde en radio's en versterkers repareerde en zo ook die van Robertson. Hij begon daarna zelf ook versterkers te bouwen en zette daarvoor een bedrijf op dat uiteindelijk Fender Musical Instruments zou worden. In 1948 bracht hij ook een gitaar op de markt, de Broadcaster, vanaf 1950 Telecaster geheten. Paul Tutmarc ontwikkelde in 1935 de eerste basgitaar, de Model 736 Bass Fiddle. In 1947 verkocht zijn zoon een vergelijkbaar model als Serenader. De verkopen bleven echter achter en de basgitaar zou pas doorbreken met de Fender Precision Bass uit 1951.
Waar in de Verenigde Staten de versterkers van Fender een belangrijke invloed hadden op rock-'n-roll, gold dit in het Verenigd Koninkrijk voor beatmuziek van de British Invasion voor Vox-versterkers van Jennings Musical Instruments, het bedrijf van Tom Jennings. De Britse rockbands maakten vooral gebruik van Marshall-versterkers van Jim Marshall.
De elektrische piano werd ontwikkeld vanaf eind jaren 1920 met de Neo-Bechstein in 1929, de Vierlang-Forster in 1937 en de RCA Storytone in 1939. Harold Rhodes begon na de Tweede Wereldoorlog de Rhodes Piano Corporation en ontwikkelde de Rhodes-piano die in verschillende versies uitgebracht zou worden, vanaf 1959 met Fender waarna de Fender Rhodes Piano Bass werd uitgebracht. Vanaf 1955 verkocht de Rudolph Wurlitzer Company de Wurlitzer die Sun Ra in 1956 gebruikte op Angels and Demons at Play.

## Digitale tijdperk

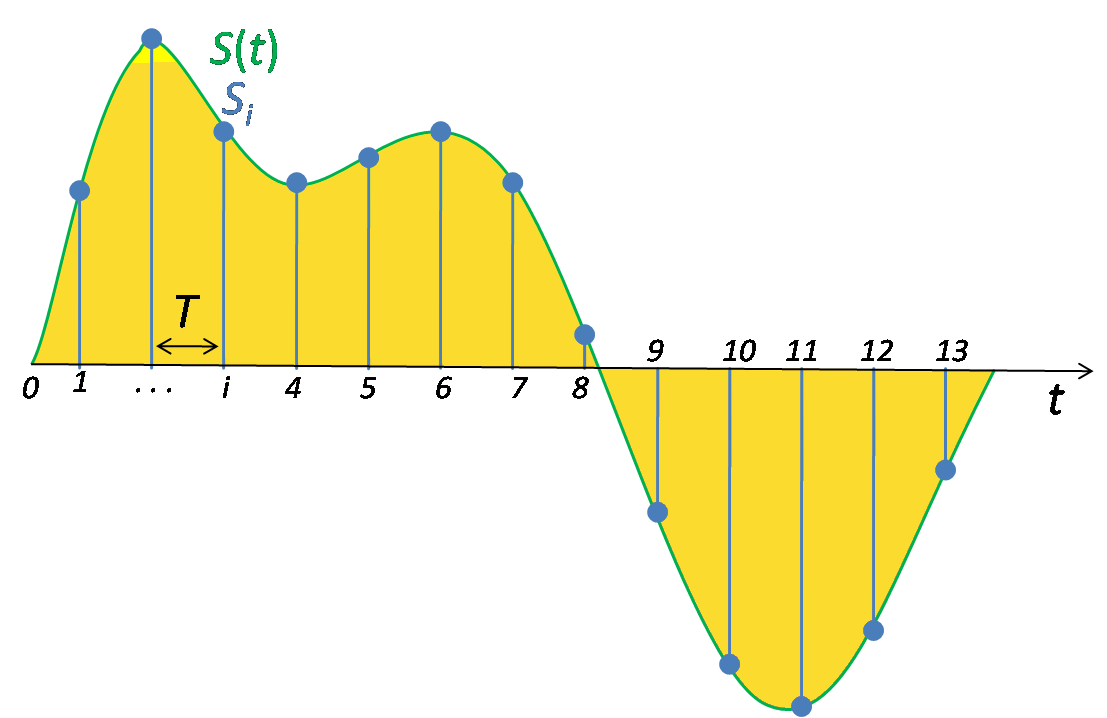
Bemonstering van een analoog signaal

Taperecorders hadden een grote ommekeer betekend in de mogelijkheden van muziekproductie, maar kende nog beperkingen in geluidskwaliteit en bewerking. Alec Reeves vroeg in 1938 een octrooi aan op pulscodemodulatie (PCM), waarbij het theorema van Nyquist aantoonde dat er geen vervorming optrad als de bemonsteringsfrequentie (sample frequency) tweemaal hoger ligt dan het bemonsterde frequentiebereik. Zo kreeg de compact disc een bemonsteringsfrequentie van 44.100 Hz, waarbij de Nyquist-frequentie op 22.050 Hz ligt, boven het menselijk gehoorbereik dat tot ongeveer 20.000 Hz reikt. PCM werd gebruikt tijdens de Tweede Wereldoorlog in SIGSALY, een beveiligd spraaksysteem. Max Mathews van Bell Labs schreef in 1957 het computerprogramma MUSIC waarbij PCM gebruikt werd om muziek te maken met een IBM 704 en ook op te slaan. Het duurde een uur om het 17 seconden durende The Silver Scale op te nemen.

### Digitale tape
Nippon Hoso Kyokai (NHK) ontwikkelde in 1967 een PCM-recorder waarbij met geluid met een videorecorder digitaal werd opgeslagen. Denon maakte daarmee in 1971 de eerste commerciële digitale opnames met Something van Steve Marcus en The World Of Stomu Yamash'ta van Stomu Yamashta. Deze werden uitgebracht door Nippon Columbia, de moedermaatschappij van Denon. In 1972 bracht Denon de DN-023R op de markt, de eerste digitale achtsporenrecorder. De eerste opname hiermee was van Strijkkwartet Nr. 17 en Strijkkwartet Nr. 15 van Mozart door het Smetana Quartet. In 1977 volgde de kleinere DN-034R.
Thomas Stockham ontwikkelde zijn eigen PCM-recorder en begon in 1975 Soundstream. In 1976 nam hij Santa Fe Opera op met een uitvoering van The Mother of Us All van Virgil Thomson. Soundstream verkocht zo'n zestien recorders die elk $160.000 kostten. De eerste commerciële opname was voor TownHall Records van Lincoln Mayorga – met Doug Sax oprichter van Sheffield Lab Recordings – van The Art Of Fuguing van Bach door Lukas Foss in een transcriptie van William Malloch. Ook 3M ontwikkelde een digitale recorder waarmee in 1978 bij Sound 80 het debuutalbum werd opgenomen van Flim & the BB's, wat daarmee de eerste digitale opname was van een niet-klassiek werk. Het grote en onhandige apparaat werd kort daarna gedemonteerd, zodat de digitale mastertape niet meer af te spelen is.
In 1977 bracht Sony de PCM-1 uit, een PCM-adapter die digitale audio als pseudo-video opsloeg om deze op een videoband op te kunnen slaan. PCM-adapters konden echter slechts twee sporen opnemen, wat het studiogebruik beperkte. In 1987 introduceerde Sony een digitale opvolger van de compact cassette, digital audio tape (DAT), waarmee ook de PCM-adapter ten einde liep. Hoewel de kwaliteit aanmerkelijk beter was dan de compact cassette en vergelijkbaar met de compact disc, werd de dure DAT nooit een succes op de consumentenmarkt. Voor professioneel gebruik had het wel enig succes en veel opnamestudio's gebruikten het als backup voor tweesporenopnames.
Philips en Matsushita brachten in 1992 de digital compact cassette (DCC) op de consumentenmarkt die goedkoper was dan DAT, maar ook iets minder in geluidskwaliteit. DCC moest concurreren met de MiniDisc, een magneto-optische schijf van Sony die ook dat jaar op de markt kwam. In 1996 werd DCC van de markt gehaald vanwege gebrek aan succes. De MiniDisc was relatief populair in Japan, maar daarbuiten vielen de verkopen tegen. De opneembare cd-r werd sneller goedkoper dan gedacht en de nekslag kwam met de komst van mp3-spelers.

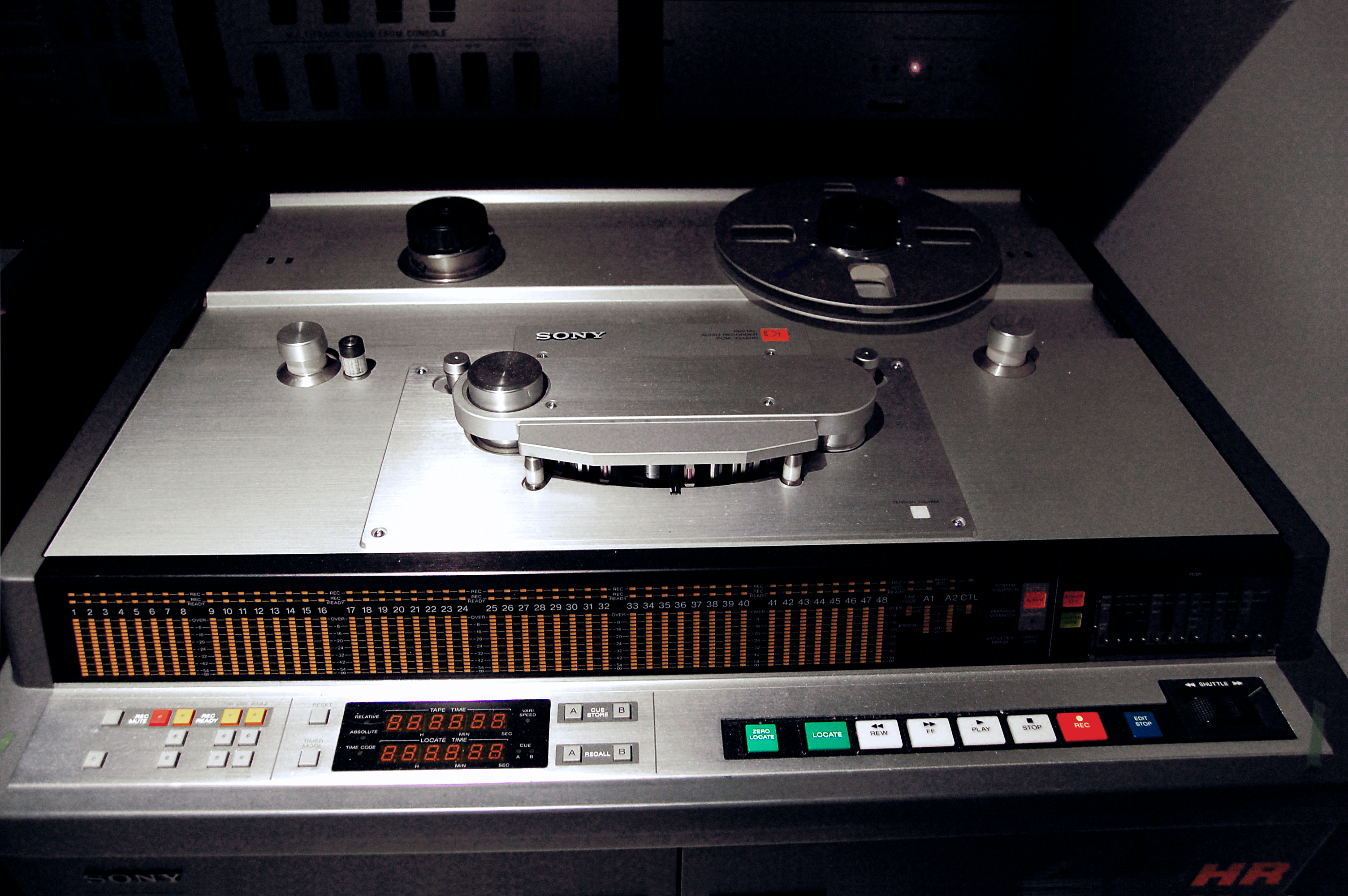
Sony PCM-3348HR DASH-48-sporenrecorder

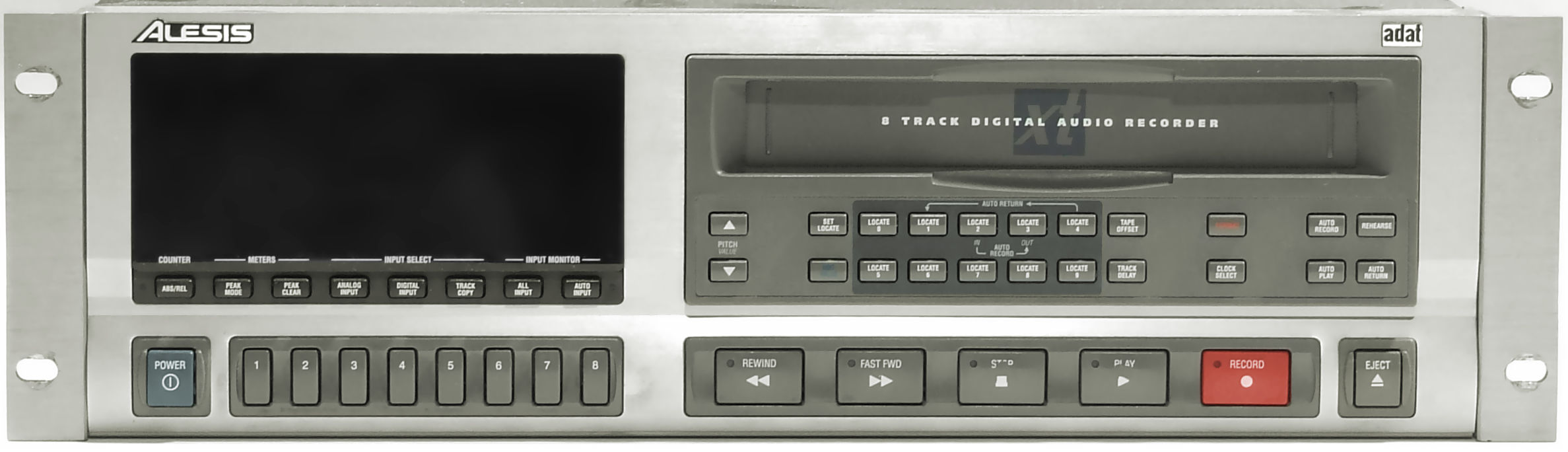
ADAT-XT digitale achtsporenrecorder

Voor de professionele markt waren analoge meersporenrecorders al zeer prijzig en dat gold zeker voor digitale meersporenrecorders, zoals de 32-sporenrecorder van 3M uit 1979 die bij introductie $115.000 kostte. Mitsubishi kwam in 1980 met ProDigi waarbij voor de 32-sporenrecorder X800 $170.000 werd gevraagd. Sony introduceerde in 1982 een ander format, Digital Audio Stationary Head (DASH) waarbij de 24-sporenrecorder PCM-3324 $150.000 kostte. Hier kwam verandering toen Alesis in 1991 met de Alesis Digital Audio Tape (ADAT) kwam. Daarmee konden acht sporen op een Super-VHS worden opgenomen voor een fractie van de prijs van de eerdere machines, $3995 ten tijde van de introductie. Door maximaal zestien machines te koppelen, kon het aantal sporen zelfs uitgebreid worden naar 128. Twee jaar later kwam TASCAM met de vergelijkbare, maar incompatibele DA-88. In combinatie met een betaalbare mengtafel met acht kanalen zoals Mackie die uitbracht, konden ook kleinere studio's en zelfs thuisstudio's gebruikmaken van meerdere sporen.

### Cd

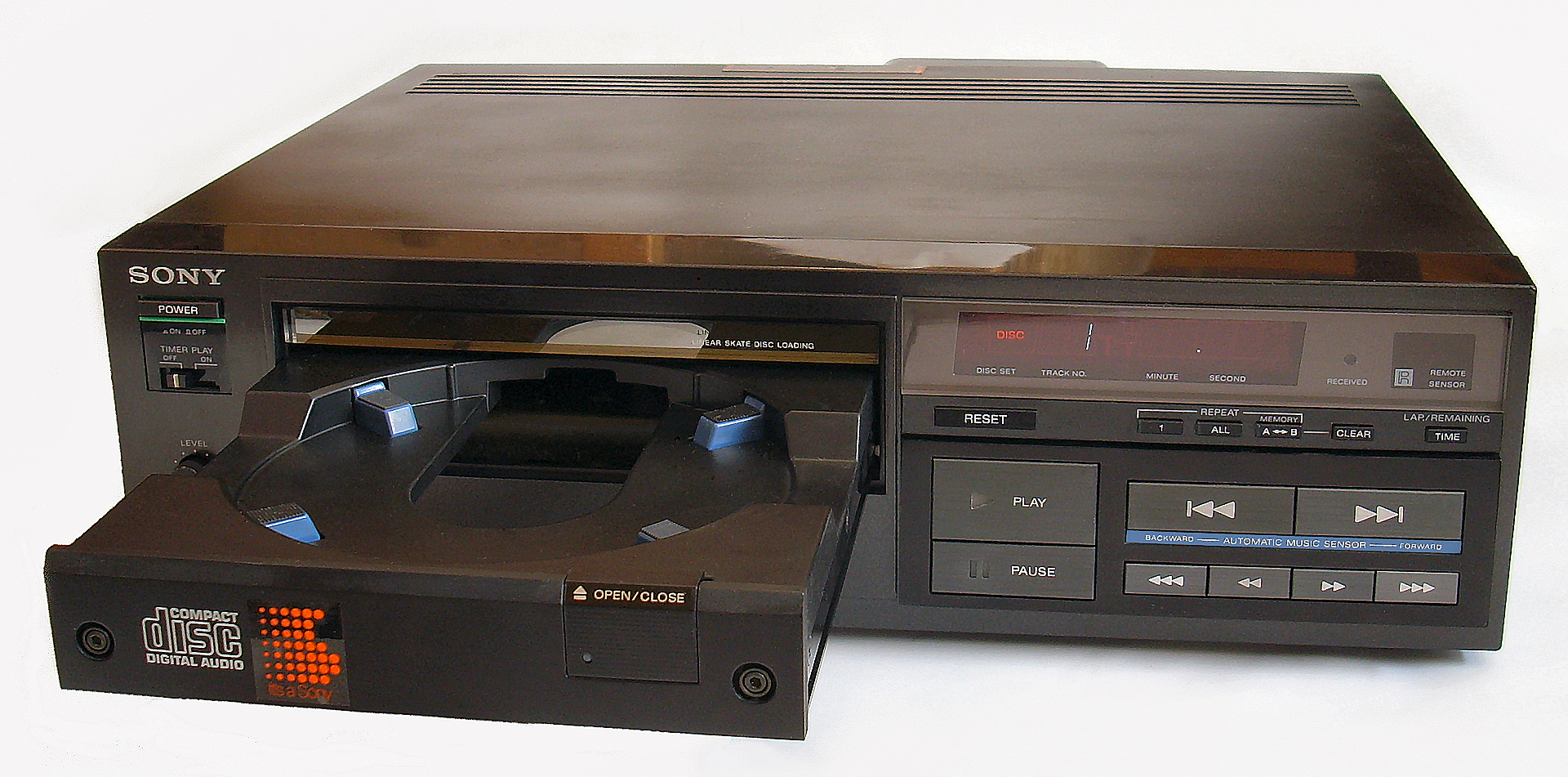
De Sony CDP-101 uit 1982, de eerste cd-speler voor consumenten

MCA en Philips ontwikkelden vanaf 1969 een op laser gebaseerd optisch opslagmedium, mede op basis van octrooien van David Paul Gregg en de bij het door Battelle beheerde Pacific Northwest National Laboratory werkzame James T. Russell. Deze analoge videodisc kwam in 1978 op de markt als DiscoVision en uiteindelijk als LaserDisc. Dit format werd geen groot succes, maar samen met Sony ontwikkelde Philips daarna op basis van deze technieken de compact disc (cd) met digitale PCM-codering. In 1982 kwam met de Sony CDP-101 de eerste cd-speler op de markt, kort daarop gevolgd door de Philips CD100. De geluidskwaliteit verbeterde aanmerkelijk ten opzichte van de lp met een frequentiebereik van 30-16.000 Hz, terwijl dat bij de cd op 5-20.000 Hz ligt. De signaal-ruisverhouding verbeterde van 45–60 dB naar meer dan 90 dB. Ook had de lp te maken met wow, flutter, brom, resonantie, vervorming, trillingen, de kwaliteit van de naald en het gewicht van de arm, terwijl de kwaliteit van verschillende persingen ook kon variëren.
De cd moest dit allemaal oplossen, alleen was deze niet zo onverwoestbaar zoals deze aanvankelijk in de markt werd gezet. Vingerafdrukken en krassen konden vooral op vroege cd-spelers overslaan tot gevolg hebben en jitter kon de geluidskwaliteit beïnvloeden. Ook werd bij de eerst cd's die opnieuw werden uitgebracht niet altijd de beste master gebruikt, zodat er geen optimaal gebruik werd gemaakt van de cd. Na een langzame start werd de cd echter relatief snel populair en streefde in de Verenigde Staten de lp in 1988 voorbij en de muziekcassette in 1992. In 1984 had Sony de Discman op de markt gebracht, zodat de cd ook buitenshuis te beluisteren was.
Aanvankelijk was de cd opgezet voor alleen audio volgens het Red Book-format CD-DA. Al in 1984 volgde echter de cd-rom voor data en de opneembare cd-r in 1990, al duurde het nog tot 1995 voordat deze voor minder dan 1000 dollar werden verkocht. In 1997 werd de herschrijfbare cd-rw geïntroduceerd. De super audio compact disc (sacd) moest met een hogere kwaliteit de cd opvolgen, maar brak nooit door. Met de dvd en blu-ray konden ook films worden vastgelegd.

### Mp3-spelers
Waar de data op een cd als een continue stroom van lineaire pulscodemodulatie (LCPM) wordt weggeschreven, kan een computer dit benaderen alsof elk nummer een apart bestand is. Zo genereert Microsoft Windows een Compact Disc Audio-bestand (.cda) met een index van de nummers op de cd. Met een ripper kunnen de nummers op een cd worden weggeschreven naar een computerbestand in een bepaald audiobestandsformaat. Bekende vormen zijn WAV en AIFF die de LCPM alleen een header geven en de data daarmee ongecomprimeerd opslaan. Bij FLAC, ALAC en WMA Lossless comprimeren wel, maar zetten dit via verliesloze compressie weer om (lossless). Bij MP3 en AAC is wel sprake van compressie met verlies (lossy), maar zijn de bestanden ook kleiner. Bij deze laatste vorm wordt geluid weggelaten dat door de meeste mensen niet of nauwelijks wordt waargenomen.
MP3 verkreeg in 1989 een octrooi in Duitsland en zou uitgroeien tot het meest populaire audiobestandsformaat. Met de opkomst van internet en het world wide web (www) in de jaren 1990 kwam muziek ook online beschikbaar. In 1997 lanceerde Michael Robertson de website MP3.com waar artiesten zonder platencontract hun eigen pagina hadden. Op het hoogtepunt werden er vier miljoen nummers per dag afgespeeld. De IPO werd met 370 miljoen dollar de meest succesvolle ooit voor een technologiebedrijf, maar een deel van de muziekindustrie zag het als een gevaar en spande rechtszaken aan. Uiteindelijk verdween het stilletjes van het toneel.

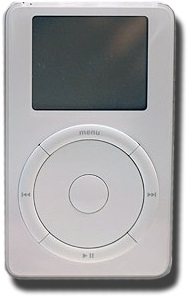
De eerste iPod

In 1999 begonnen Shawn Fanning, John Fanning en Sean Parker met Napster, een peer-to-peernetwerk waar muziekbestanden werden gedeeld zonder dat er voor werd betaald. Het peer-to-peernetwerk maakte dit de grootste muziekcollectie ooit, waar nu ook zeer zeldzame opnames te vinden waren. Het jaar daarvoor was de MPMan op de markt gekomen, de eerste mp3-speler die in massa werd geproduceerd, maar het was vooral de Rio PMP300 die dat jaar een succes werd. Apple deed daar in 2001 nog een schepje bovenop met de iPod. Muziek was nu gratis te verkrijgen en in groten getale op te slaan, wat de muziekindustrie voor een probleem stelde. Deze beheerste de productie en distributie van fysieke geluidsdragers, maar wist niet goed om te gaan met de nieuwe digitale verspreiding. Zo kon het gebeuren dat buitenstaander Apple met iTunes de regie naar zich toetrok. De collectie hier haalde het echter niet bij de van Napster, dat door rechtszaken ten onder zou gaan.
SanDisk bracht in 2008 slotMusic uit, een microSD-geheugenkaart waarop muziek kon worden uitgebracht. Het was de vervanging van de eerdere Gruvi uit 2006, maar ook deze poging tot het uitbrengen van een nieuwe fysieke geluidsdrager was te duur en kwam te laat.

### Download en streaming
Muziekdownload en streaming media nemen in toenemende mate de rol over van fysieke media.
| Verkoop in de Verenigde Staten |
| --- |
| Vanwege een beveiligingsprobleem met de MediaWiki Graph-software is het momenteel niet mogelijk deze grafiek weer te geven. Zodra de software is bijgewerkt zal de grafiek vanzelf weer zichtbaar worden. |

### Digitale opnametechnieken

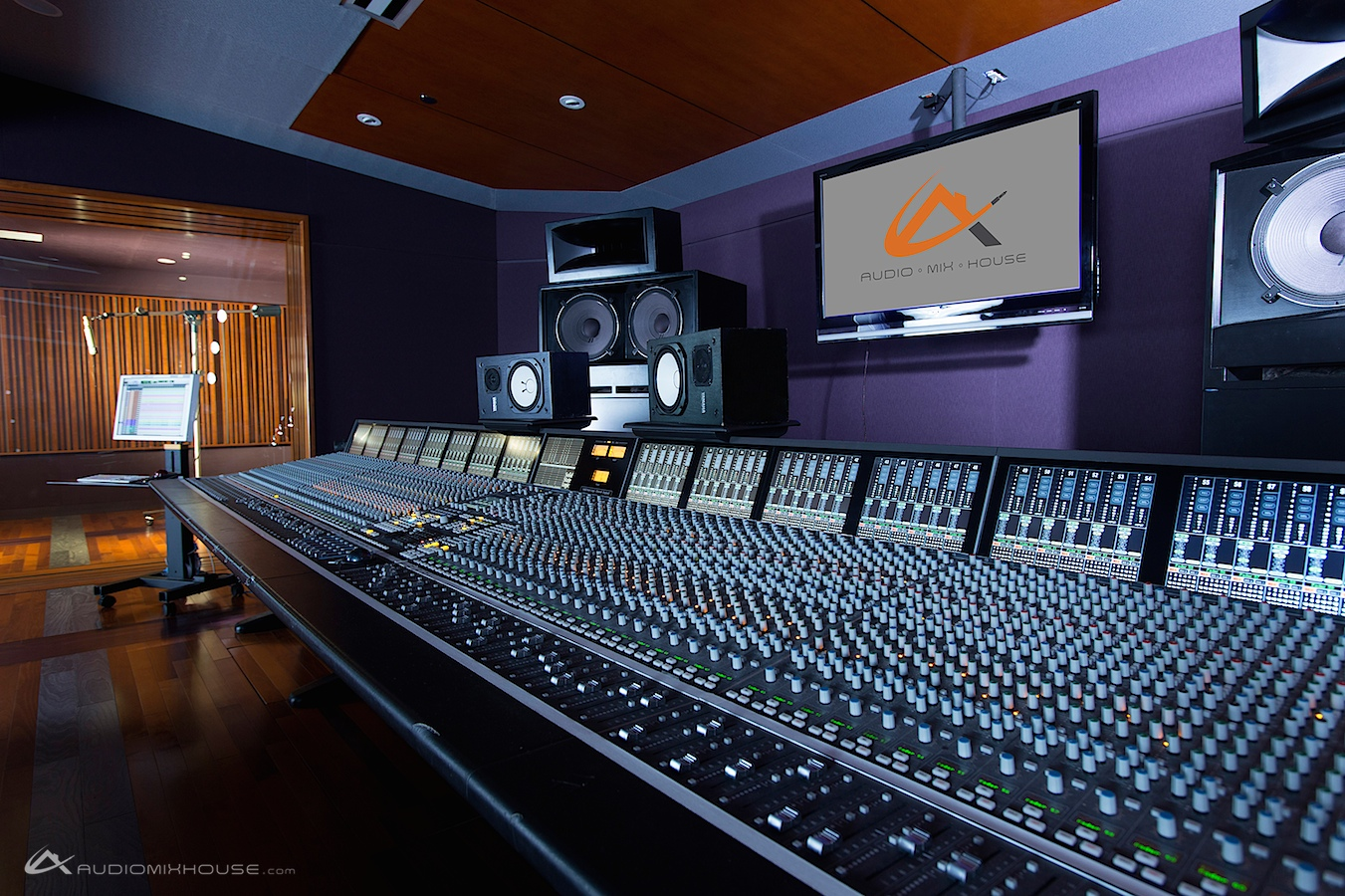
Solid State Logic Duality met 96 kanalen

In 1981 introduceerde Neve de DSP-1, de eerste digitale mengtafel (digital mixing console, DMC). Analoge signalen werden in de stagebox omgezet in digitale signalen waarna het mixen, equalizen en alle andere bewerking via digitale signaalverwerking (digital signal processing, DSP) plaatsvonden. Hierna werd het in digitaal formaat (AES/EBU) opgeslagen, of weer omgezet naar analoog voor radio-uitzendingen. De acht tafels werden verkocht aan omroepen en dus niet gebruikt om albums mee op te nemen. De tafel was dusdanig complex dat het tot 1985 duurde voordat de eerste in gebruik was. De DSP-3, ook wel Capricorn, werd in 1987 aangekondigd voor een prijs rond de 500.000 dollar. In 1988 volgde de AMS Logic 1 van Advanced Music Systems. De DSP-1 en Neve Computer Assisted Mixdown (Necam) vergden de nodige investeringen van Neve en in 1985 werd het overgenomen door Siemens die het in 1985 samenvoegde met AMS tot AMS Neve. Rupert Neve begon in 1985 Focusrite dat in 1989 verkocht werd aan Soundcraft.
De hoge prijs en de complexiteit van digitale consoles maakte dat opnamestudios niet direct overgingen tot de nieuwe technologie, die pas in de jaren 1990 ingang begon te vinden. De eerste betaalbare digitale tafel was in 1994 de ProMix 01 van Yamaha. Deze was geschikt voor Musical Instrument Digital Interface (MIDI) en kon daarmee overweg met Cubase en Logic, toen nog vooral sequencers.

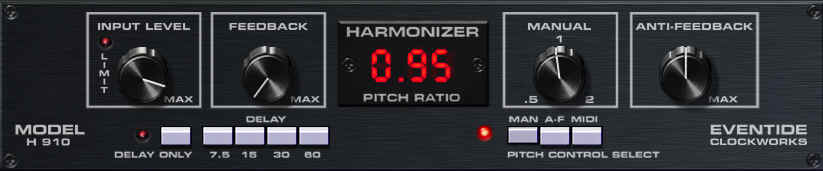
De Eventide H910 Harmonizer

Andere apparatuur ging al eerder digitaal. Zo ontwikkelde professor Francis F. Lee van Massachusetts Institute of Technology (MIT) in 1971 een elektrocardiograaf en op advies van Barry Blesser paste hij de daarbij gebruikte delay daarna toe bij audio. Hij richtte daartoe Lexicon op en bracht voor Gotham Audio de Delta T-101 uit, de eerste digital delay-unit. EMT zag het digital pad aanvankelijk niet zitten, maar begon na de Delta T-101 met medewerking van Blesser aan de ontwikkeling van de EMT 250, de eerste succesvolle digitale reverb. Lexicon ontwikkelde daarna met David Griesinger in 1978 de 224 die daarna in vrijwel elke grote studio gebruikt werd. In 1974 werd de Eventide H910 Harmonizer uitgebracht – genoemd naar One After 909 van The Beatles – de eerste machine die digitaal geluidseffecten kon creëren, waaronder een pitchshifter die de toonhoogte ±1 octaaf kon variëren, delay tot 112,5 ms en feedback. Tony Visconti was een vroege gebruiker bij de snaartrom op Young Americans van David Bowie. Hoewel digitaal in logica, waren de componenten van de Harmonizer nog vooral analoog.

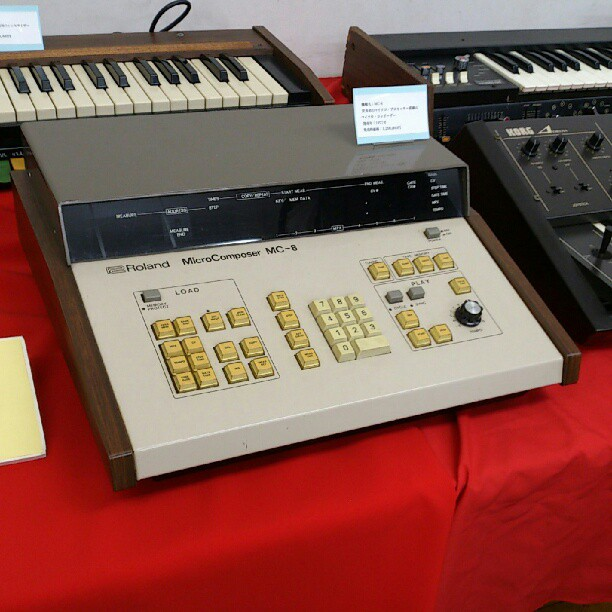
De Roland MC-8 MicroComposer

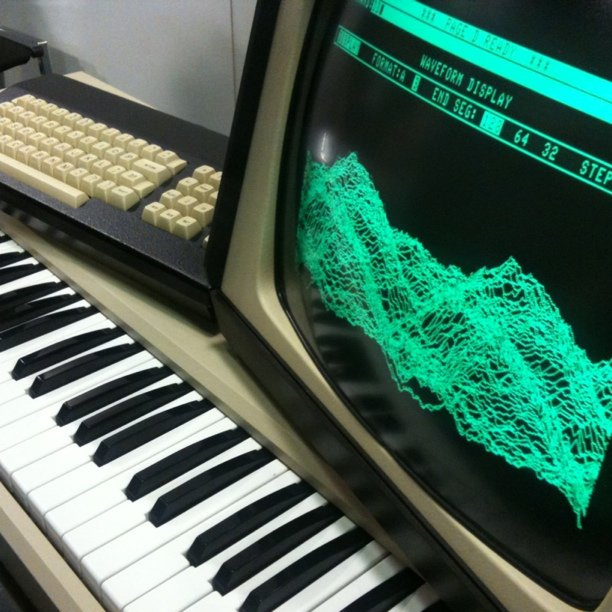
Een Fairlight CMI series II

In 1977 kwam de Roland MC-8 MicroComposer op de markt. Roland noemde deze sequenser een computer music composer waarmee voor het eerst een hele reeks van synthesizer-effecten zeer snel bediend konden worden. Het maakte geheel nieuwe composities mogelijk die onmogelijk door een mens te spelen zouden zijn. De Synclavier van New England Digital (NED) genereerde geluiden met behulp van FM-synthese, een techniek ontwikkeld door John Chowning die in licentie werd gebruikt van Yamaha.
Akoestische instrumenten en zang konden slechts bewerkt worden door editing met tape, tot in 1979 de Fairlight CMI uitkwam, de eerste commerciële sampler. Deze werd voor het eerst gebruikt door Kate Bush op Never for Ever. De Fairlight CMI was ontwikkeld door Kim Ryrie en Peter Vogel, waarbij Vogel aanvankelijk ook bezig was met manieren om geluiden te synthetiseren en ontdekte daarbij de kracht van de sample:
 I thought that if we took a sample of an instrument and had a look at the harmonics we could get an idea of how to synthesise it. We were already making interesting sounds but we were still a long way from getting it to sound like a real instrument, like a piano or a trumpet. So I hooked an analogue-to-digital converter up to the radio and sampled maybe a second of some piano piece. Then I wondered how it would sound if I played it back without doing anything. So I played it back at different pitches and it sounded remarkably like a piano, a real piano. This had never been done before.
In plaats van al deze geluiden te synthetiseren, konden ook samples gebruikt worden:
By today's standards it was a pretty awful piano sound, but at the time it was a million times more like a piano than anything any synthesiser had churned out. So I rapidly realised that we didn't have to bother with all the synthesis stuff. Just take the sounds, whack them in the memory and away you go.
NED voegde in de jaren daarna onder meer ook sampling toe en Tapeless Studio, waarbij direct op een harde schijf werd opgenomen. De hoge prijs maakte dat dit laatste weinig aftrek vond, maar het zette wel een beweging in gang met goedkopere oplossingen. De Fairlight CMI en Synclavier waren met hun combinatie van sequenser en synthesizer vroege voorbeelden van music workstations.

Drie versies met toenemende luidheid van Sharp Dressed Man van ZZ Top uit 1983, 2000 en 2008

Om op te vallen tussen andere nummers op de radio en in de jukebox werden platen al sinds de jaren 1940 gemasterd om zo luid mogelijk te klinken, iets waar Motown met Bob Olhsson al bekend om stond. Het piekniveau van lp's en singles was beperkt, maar met de komst van de cd nam het piekniveau toe. In eerste instantie werd dit niet volledig gebruikt en werd er vooral geoptimaliseerd voor het nieuwe medium. Gedurende de jaren 1990 nam de luidheid van veel cd's echter toe, waarbij (What's the Story) Morning Glory? van Oasis uit 1995 opviel met de zware compressie door producer Owen Morris. Dit album wordt wel genoemd als het begin van de loudness war waarna veel bands steeds luidere nummers uitbrachten, zoals Californication van de Red Hot Chili Peppers uit 1999 en Songs for the Deaf van Queens of the Stone Age uit 2002. Als dit te ver wordt doorgevoerd, leidt dit tot hoorbare vervorming door clipping, zoals op Death Magnetic van Metallica uit 2008. Sindsdien lijkt deze trend afgenomen te zijn.
De ontwikkeling van de Westerse populaire muziek lijkt tussen 1955 en 2010 naast de toename van de luidheid een afname van variatie te laten zien in melodie en timbre. Engelstalige popteksten zijn tussen 1970 en 2020 ook eenvoudiger geworden. Zo is de taalcomplexiteit afgenomen waarbij de verminderde lexicale complexiteit zich uit in een kleinere woordenschat en slechtere leesbaarheid en de verminderde structurele complexiteit doordat teksten steeds meer herhalend worden.

### MIDI
De vroegere synthesizers waren veelal monofoon – konden slechts een toon tegelijk ten gehore brengen – zodat er vaak gebruik werd gemaakt van meerdere klavieren (keyboards). Ook waren ze moeilijk te programmeren, wat vooral betekende dat er kabels gestoken moesten worden tussen de oscillatoren en andere componenten. Wel konden ze aan elkaar verbonden worden als ze gebruikmaakten van een gelijksoortige standaard, zoals volts per octaaf of hertz per volt. De gebruikte elektronenbuizen namen veel ruimte in en genereerden behoorlijk wat warmte, wat de toonhoogte kon laten verlopen, zodat ze regelmatig opnieuw gestemd moesten worden.

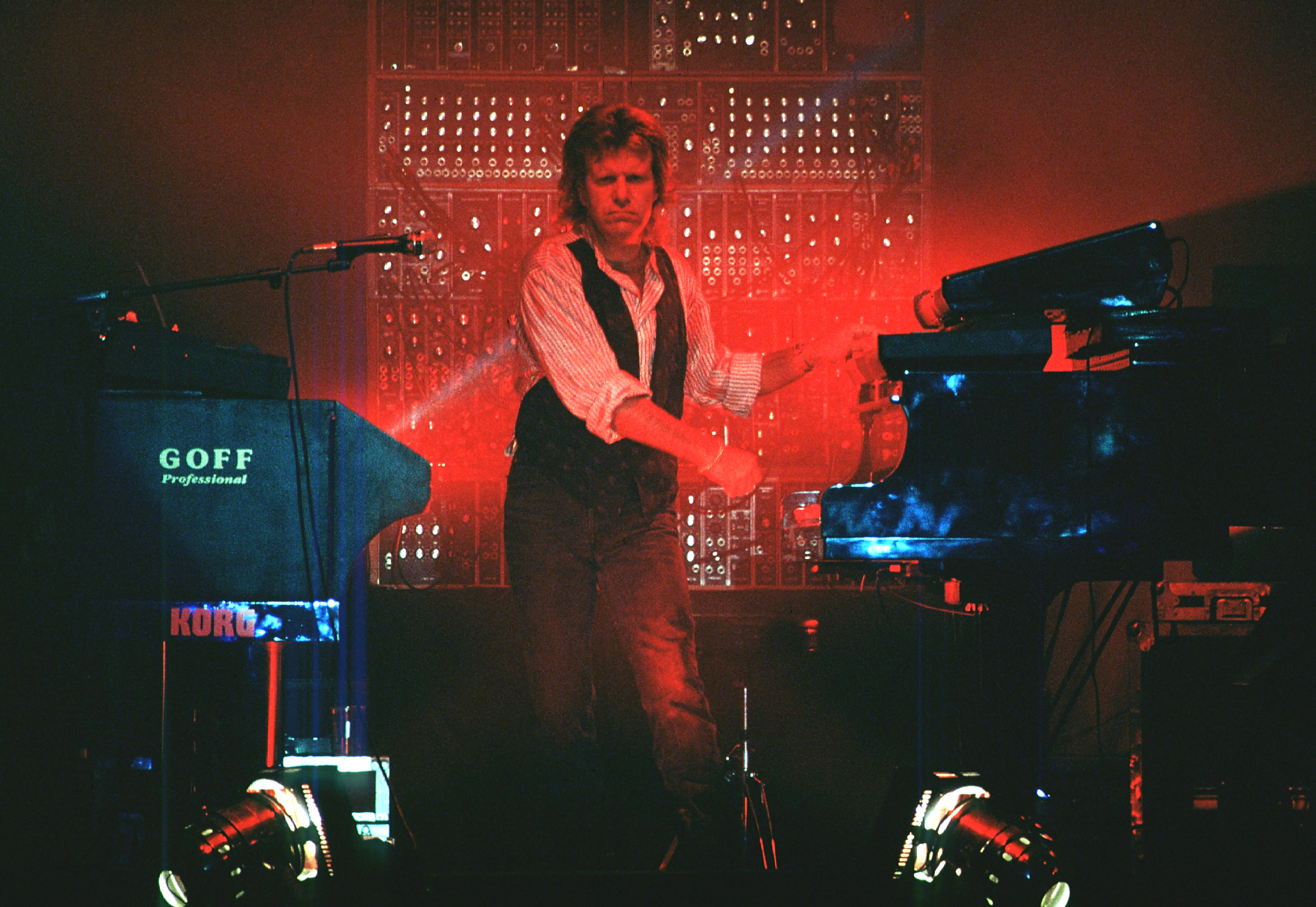
Keith Emerson van Emerson, Lake & Palmer

Toen de microprocessor beschikbaar kwam, waren synthesizerfabrikanten dan ook early adopters en brachten digitale synthesizers op de markt. De eerste was in 1979 de zeer goedkope speelgoedsynthesizer Casio VL-1, een jaar later gevolgd door de dure Yamaha GS-1. Het was echter de betaalbare Yamaha DX7 uit 1983 waarmee de digitale synthesizer doorbrak. Afwijkende communicatieprotocollen als CV/Gate en DCB maakten echter dat verschillende synthesizers niet allemaal met elkaar verbonden konden worden. Dit resulteerde onder meer in de karakteristieke wall of synthesizers zoals die te zien waren bij progressieve rockbands met toetsenisten als Rick Wakeman bij Yes en Keith Emerson bij Emerson, Lake & Palmer.

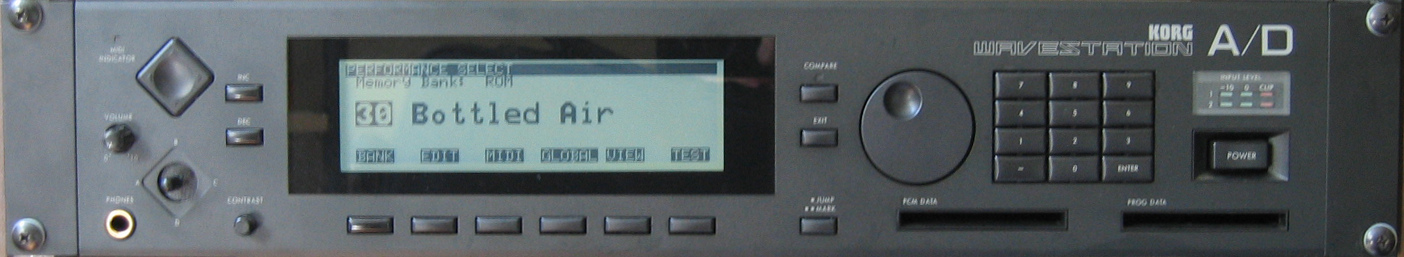
De Korg Wavestation als soundmodule.

Fabrikanten zochten naar een gedeelde standaard en zo kwamen Ikutaro Kakehashi van Roland, Tom Oberheim van Oberheim Electronics en Dave Smith van Sequential Circuits de standaard Musical Instrument Digital Interface (MIDI) overeen die in 1983 gelanceerd werd door een Roland Jupiter-6 te verbinden met een Sequential Circuits Prophet-600. Met een enkel keyboard konden nu meerdere synthesizers en soundmodules bediend worden. In 1983 volgde de eerste drumcomputer met MIDI, de Roland TR-909, en de eerste sequencer met MIDI, de Roland MSQ-700. De PC-88 en PC-98 van NEC waren de eerste pc's met MIDI.

### Digitale audiomontagesystemen
Met digitale tape was audiomontage minder makkelijk dan met analoge tape. Beiden hebben een lineaire opslag, waarbij de tape gespoeld moet worden om bij een specifieke sectie uit te komen. Bij analoge tape leverde dit lineaire bewerkingssysteem echter met ervaren technici vrijwel geen vertraging op. Waar een dj met de naald snel het juiste fragment weet te vinden, is dat bij digitale tape ondanks de SMPTE-tijdcode veel bewerkelijker. Fragmenten konden zonder de willekeurige toegang (random access) die de dj heeft niet eenvoudig geknipt en geplakt worden.

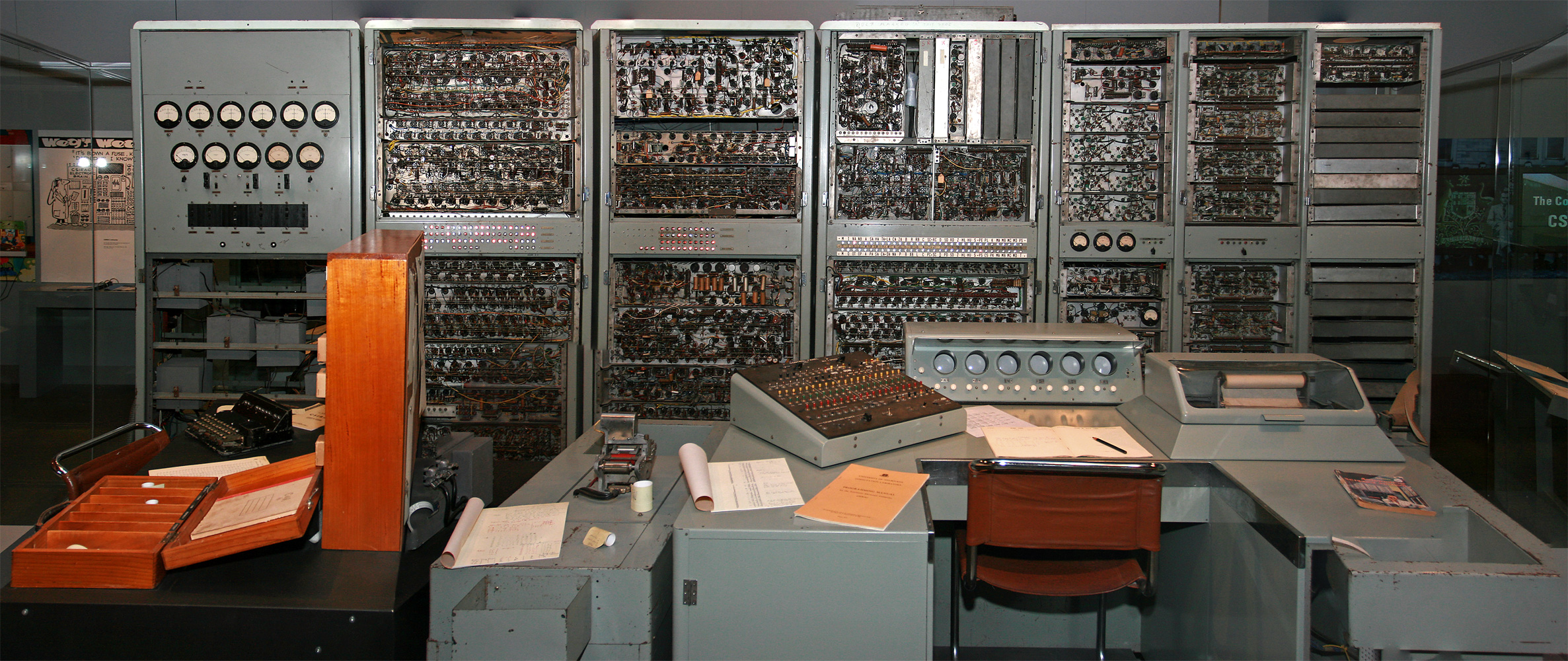
De CSIRAC

Hoewel er eerder muziek geprogrammeerd was met computers – de eerste keer in 1950 met de CSIRAC – was de Roland MC-8 MicroComposer de eerste commercieel beschikbare machine waarmee dit mogelijk was en betekende met de Fairlight CMI en de Synclavier een ommekeer op dit vlak. De Fairlight CMI Series II uit 1982 kreeg een sequenzer, de Page R, waarmee ook anderen dan ervaren toestenisten toegang kregen tot de machine.In de jaren na hun introductie kregen deze machines met random access recording steeds meer functies en groeiden uit tot volwaardige digitale opnamemachines, tegenwoordig aangeduid als digitaal audiomontagesysteem (digital audio workstation, DAW). Deze zeer dure systemen kregen navolging met veel beter betaalbare varianten, zoals de E-mu Emulator, de Ensoniq Mirage en de Akai S900.

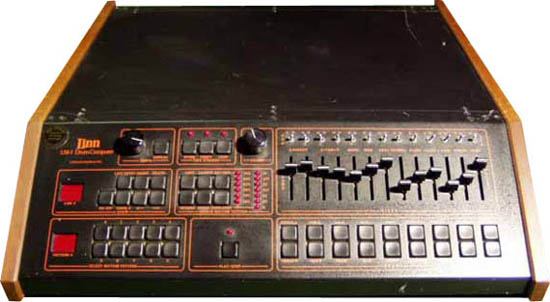
De Linn LM-1

Naast deze machines ontwikkelde de drummachine zich ook steeds verder. De Wendel van Roger Nichols, als geluidstechnicus vooral bekend van zijn werk met Steely Dan, was in 1978 de eerste digitale drumcomputer. Nichols, net als Dowd een voormalige kernfysicus, ontwikkelde ook een atoomklok om digitale opnames beter te synchroniseren. De Linn LM-1 uit 1980 was de eerste drummachine die gebruikmaakte van samples van ingespeelde drums en een van de eerste die geprogrammeerd kon worden. De machine werd populair en gebruikt door onder meer The Human League, Gary Numan, Michael Jackson, Giorgio Moroder en vooral Prince. In 1982 volgde de LinnDrum die een groot succes werd. De nog analoge Roland TR-808 uit 1980 was ook programmeerbaar en hoewel er slechts weinig van verkocht werden en de productie al in 1983 werd gestaakt, werden tweedehandse exemplaren daarna van grote invloed in dance en hiphop. Ook digitale opvolger TR-909 uit 1984 was geen verkoopsucces, maar zou van grote invloed zijn op techno, house en acid. De Linn 9000 uit 1984 was geschikt voor MIDI en beschikte naast een sampler over een sequenzer, waarmee het een vroege poging tot een workstation was. De vele softwarefouten maakten echter dat de machine een slechte reputatie kreeg, wat bijdroeg aan het einde van Linn Electronics. Het innovatieve ontwerp zou echter van grote invloed zijn op latere machines, zoals de door Roger Linn zelf ontworpen Akai MPC60. Die machine gebruikte DJ Shadow voor zijn invloedrijke debuutalbum Endtroducing..... dat vrijwel geheel uit samples van oude vinylplaten bestond die hij afspeelde met zijn Technics SL-1200 terwijl hij het resultaat opnam met een Alesis ADAT.
Naast deze hardware ontwikkelden enkele bedrijven ook software voor de opkomende pc's, Apple Macintosh, Atari ST en de Commodore Amiga. Deze stuurden nog wel complexe fysieke synthesizers aan, maar waren eenvoudiger te bedienen met hun graphical user interface. Cubase van Steinberg, Creator, Notator en Logic van Emagic, Digital Performer van Mark of the Unicorn (MOTU) en Sound Tools en Pro Tools van Digidesign ontstonden in deze periode.
Hybrid Arts kwam in 1987 met ADAP Soundrack (analogue/digital audio processor), een betaalbaar 16-bit digitaal audiobewerkingssysteem voor de Atari ST. Deze kon samplers van Akai S900, Mirage, Prophet 2000, E-mu Emax, Korg DSS1 en Roland aansturen en kreeg later de mogelijkheid voor direct-to-disc-opnames, opnames op een harde schijf (hard disk recorder, HDR). Signaalverwerking zoals een functiegenerator, echo-unit en toonmodulator waren geen hardware, maar op software gebaseerd. Creation Technologies bracht in 1993 de RADAR Sound Recorder uit, de eerste digitale 24-sporenrecorder op harde schijf. Het werd aanvankelijk verkocht onder Otari, maar later onder het eigen iZ Technology.
De Fairlight en Synclavier vertegenwoordigden de top van de markt, maar werden ingehaald door deze goedkopere alternatieven. In 1988 ging Fairlight failliet, maar maakte een doorstart als Fairlight ESP. De richtte zich volledig op de post-productie en bracht in 1990 de Fairlight MFX1 (music and effects) uit, een 24-sporenrecorder met harde schijf. De pionier van opnemen op harde schijf, New England Digital, zag de verkopen daarna zover dalen dat het bedrijf er in 1992 mee stopte, waarna Fostex een deel van de technologie overnam, en ook Hybrid Arts verdween hierna.

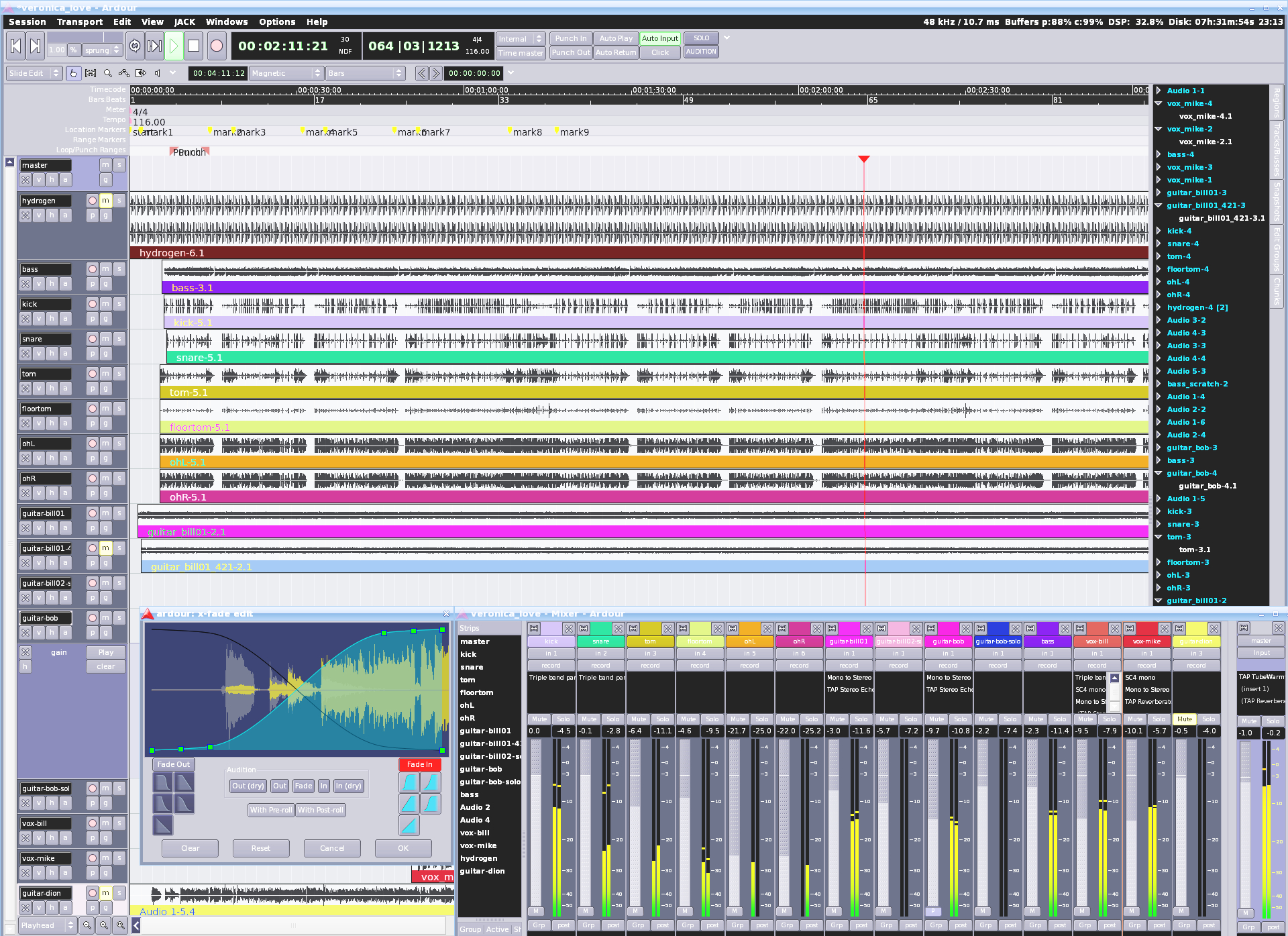
Ardour, een vrije software-DAW

De software-programma's kregen daarna naast de op software gebaseerde signaalverwerking voor geluidseffecten – software effect processors – ook de beschikking over software-emulaties van synthesizers – softwaresynthesizers of soft-synths – en andere instrumenten, meestal als plug-in. Samples waren aanvankelijk nog beperkt in tijdsduur, zodat er niet veel zang kon worden opgenomen. In de dance werden samples echter al snel gebruikt, waarbij de korte stukjes zang en akoestische instrumenten in een loop werden gezet. Zoals eerder waren de technische mogelijkheden en beperkingen zo van invloed op een muziekstijl. Met de toegenomen computercapaciteit verschoof de markt steeds meer richting de software-DAW, met aan de top van de markt programma's als Pro Tools, Nuendo en Logic Pro, maar ook vrije software als Ardour.
Dit bracht de kosten enorm omlaag en maakte de weg vrij voor muzikanten die geen toegang hadden tot professionele studio's. Hele producties kunnen nu volledig voltooid worden in thuisstudio's met een geluidskwaliteit die vergelijkbaar is met die van grote studio's, vooral bij elektronische muziek. Ook zang kan nu uit de computer worden gehaald. Dit begon in 1997 met Auto-Tune van Andy Hildebrand waarmee de toonhoogte gecorrigeerd kan worden. Aanvankelijk was dit bedoeld om valse noten te corrigeren, maar bij Believe uit 1998 van Cher werd het juist als overdreven geluidseffect gebruikt. Celemony bracht in 2000 het vergelijkbare Melodyne uit. Autotune zou uiteindelijk vooral uitgroeien tot de industriestandaard voor het plat-tunen, terwijl Melodyne er vooral op is gericht om zuiver getrokken noten zo natuurlijk mogelijk te laten klinken. Vocaloid van Yamaha werd uitgebracht in 2004 en kan een geschreven liedtekst en melodie omzetten in zang. Dit is vooral bekend van de fictieve zangeres Hatsune Miku.

## Producers en geluidstechnici
Richard James Burgess maakt onderscheid tussen zes verschillende soorten producers:
- artiesten die zichzelf produceren, zoals Ben Selvin, Les Paul, Stevie Wonder, Mike Oldfield, Prince en vele anderen. Naarmate opnameapparatuur betaalbaarder wordt, groeit deze groep
- auteurs, naar de auteurstheorie waarbij de producer een bepalende creatieve invloed heeft op de muziek. Veelal schrijven zij de nummers, spelen instrumenten in en treden op als geluidstechnicus. Veel hits van artiesten die zelf niet schrijven zijn afkomstig van deze producers. Holland–Dozier–Holland, Gamble en Huff, L.A. en Babyface en Jam & Lewis zijn bekende voorbeelden uit de R&B, terwijl The Neptunes, Timbaland en Kanye West grote namen in de hiphop zijn. Bekende namen uit de popmuziek zijn Stock, Aitken & Waterman, Max Martin, RedOne, Dr. Luke, Benny Blanco, The Matrix en Stargate
- faciliterend, waarbij de artiest zelf de creatieve inbreng levert en de producer ondersteunend werkt op vlakken die de artiest niet wil of kan uitvoeren. Veelal zijn dit meer technische taken met ook enige muzikale invloed. Dit kan een langdurige relatie opleveren met een artiest, zoals Andy Jackson had met Pink Floyd
- samenwerkend, waarbij zowel artiest als producer een creatieve invloed hebben. Ze worden soms omschreven als een extra bandlid, zoals George Martin wel de vijfde Beatle werd genoemd
- ontsluitend, waarbij de nadruk ligt op het vinden van talent en materiaal. Dit was essentieel voordat de taperecorder ingang vond en de opnames in een keer goed moesten zijn. Vroege producers als Fred Gaisberg, John Lomax, Ben Selvin, Ralph Peer en John Hammond zorgden ervoor dat artiesten het juiste materiaal kregen en dit in de juiste omstandigheden op konden nemen
- adviserend, waarbij de producer veel aan de band overlaat, zoals Rick Rubin stelt: My goal is to just get out of the way and let the people I'm working with be their best.[26] De adviserende producer is meer betrokken bij het creatieve proces dan de faciliterende producer, maar minder aanwezig dan de samenwerkende producer. Brian Eno en Flood zijn andere bekende producers die veelal deze rol spelen.

Binnen deze rollen is er de nodige variatie. Daarbuiten zijn er ook producers in naam, die slechts hun naam lenen aan een album zonder op enige manier betrokken te zijn bij de productie.

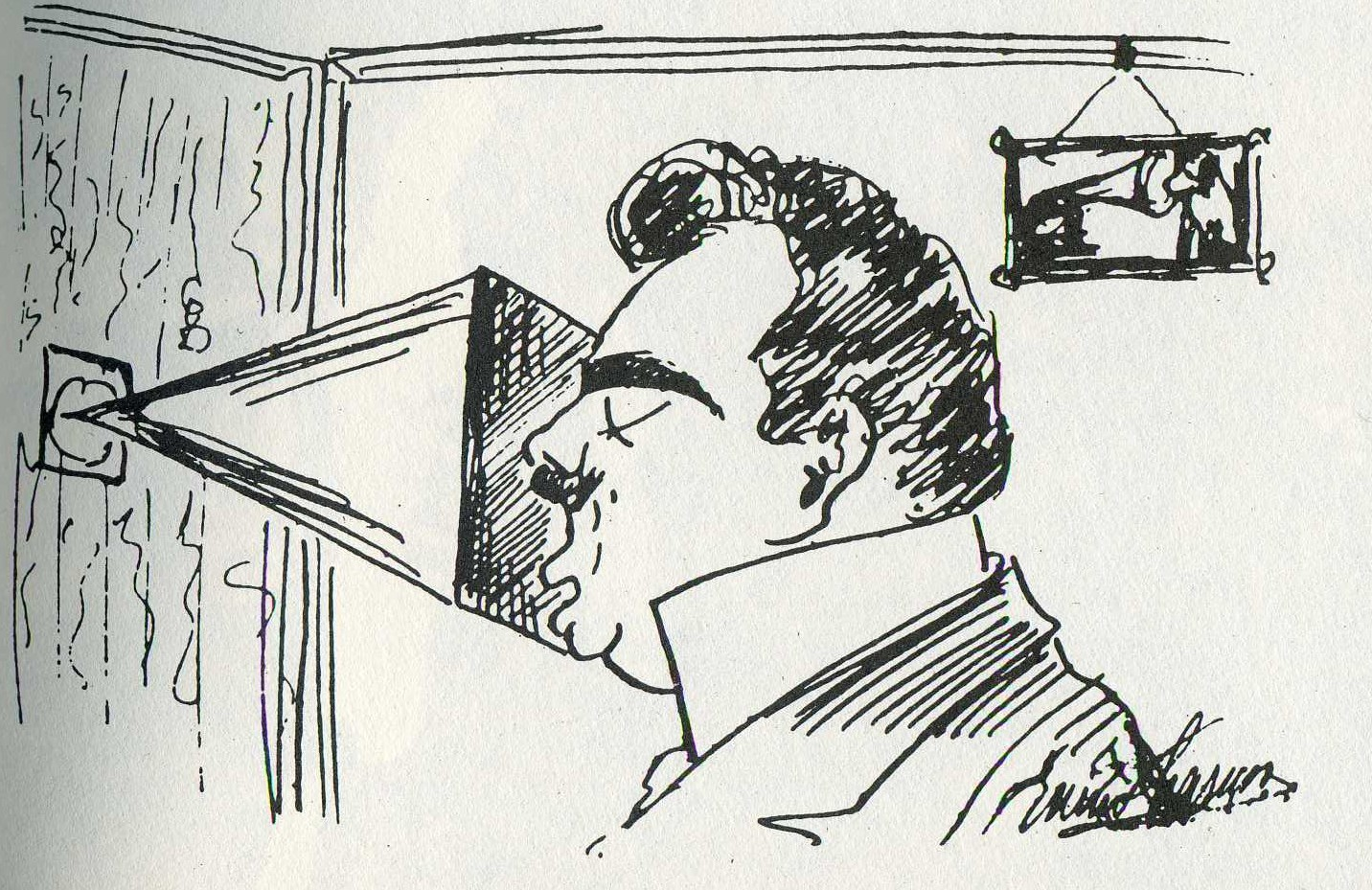
Enrico Caruso was naast tenor ook cartoonist en tekende op 11 april 1902 deze prent van de opnames door Fred Gaisberg

De ontwerpers van de eerste opnamemachines als Edison en Berliner maakten hun eerste opnames zelf en deden ook alles daaromheen. Dit was het werk van wat later producers en geluidstechnici genoemd werden. Fred Gaisberg was een van de eerste recording engineers en begon in 1891 voor Columbia, werkte enige tijd voor Charles Sumner Tainter en begon rond 1894 voor Berliner Gramophone om in 1898 naar het Verenigd Koninkrijk te vertrekken. Daar werd hij de eerste recording engineer voor de Gramophone Company en reisde de wereld over om nieuw talent en nieuwe muzieksoorten te ontdekken. Zo nam hij met zijn broer Will Gaisberg onder meer Enrico Caruso op. Gaisberg zou de decennia daarna van grote invloed zijn in de klassieke muziek. William Sinkler Darby volgde Gaisberg in 1899 naar Londen, werd daar diens assistent en zou ook vele internationale opnames maken. Max Hampe assisteerde Darby daarbij en ook diens broer Franz Hampe reisde veel naar het buitenland voor opnames. Dat gold ook voor Fred Taylor die in 1904 begon bij de Gramophone Company en Edmund Pearse die daar in 1909 begon. T.J. Noble deed vergelijkbaar werk voor Pathé en Henry L. Marker voor Columbia.
Russell Hunting begon als acteur die comedysketches opnam op wasrollen en zo zeer populair werd, vooral in de rol van Michael Casey. Enkele van zijn opnames werden door de New York Society for the Suppression of Vice als onbetamelijk beschouwd en zo werd hij tot drie maanden cel veroordeeld. Hunting ging daarna zelf opnemen en vertrok in 1898 naar het Verenigd Koninkrijk om daar voor Edison Bell aan het werk te gaan. In 1904 zette hij met Louis Sterling de Sterling Record Company op. Nadat deze failliet ging, werkte hij lange tijd voor Pathé.
Charles Sooy was met zijn broers Harry en Raymond in dienst bij Victor en minstens een van hen was betrokken bij de opnames van elke plaat die Victor uitbracht tijdens de onafhankelijke periode van 1901 tot 1929.
Ben Selvin begon in 1919 met opnemen voor Victor, maar zou in de jaren daarna voor vele andere labels werken. Zijn grote productiviteit bracht hem de naam Dean of Recorded Music. Dardanella uit 1919 verkocht meer dan vijf miljoen exemplaren, daarmee waarschijnlijk de grootste hit van de eerste decennia van de twintigste eeuw. Onder zijn eigen naam en zo'n 40 pseudoniemen werkte hij mee aan ruim 9000 opnames, iets wat niet meer mogelijk was naarmate de opnames minder direct werden.
Ralph Peer had voor OKeh in 1920 in New York Crazy Blues van Mamie Smith opgenomen, waarmee Smith de eerste Afro-Amerikaanse blueszanger was die op plaat uitkwam. Crazy Blues werd een grote hit en in 1924 nam Peer in New Orleans ook jazz, blues en gospel op. Deze muzieksoorten werden bekend als race records, later rhythm-and-blues genoemd. Het jaar daarvoor had Peer al The Little Old Log Cabin in the Lane opgenomen van Fiddlin' John Carson, wat wel wordt beschouwd als de eerste opname van country, toen nog hillbilly geheten. Carson scoorde daarna de nodige hits, zodat Peer op zoek ging naar vergelijkbaar talent. Zo kwam het in 1927 tot de Bristol-sessies waar hij zowel Jimmie Rodgers als de Carter Family opnam, wat wel wordt beschouwd als de grote doorbraak van country. Zo werd in deze jaren de basis gelegd van zowel rhythm-and-blues als country, de twee vormen van populaire muziek die lange tijd de hitlijsten zouden domineren. Tommy Rockwell trok ook voor OKeh door het zuiden en ontdekte zo in 1928 John Hurt. Ook nam hij Louis Armstrong en Fats Waller op en in 1927 Gene Krupa. Krupa was een van de eerste jazz-drummers die tijdens opnames gebruikmaakte van een bass drum. Rockwell vreesde dat deze te luid was om een goede opname te kunnen maken, maar dit viel uiteindelijk mee.
Nadat Orlando R. Marsh in 1923 voor het eerst platen elektrisch op begon te nemen, bracht hij in 1924 de eerste van deze opnames uit op Autograph Records van Marsh Laboratories, waaronder King Oliver, Jelly Roll Morton en Jesse Crawford.
Walter Legge begon in 1927 bij HMV en viel daar op bij Gaisberg. Vanaf 1934 begon hij Thomas Beecham met het London Philharmonic Orchestra op te nemen en werd na Gaisberg een van de meest invloedrijke producers in de klassieke muziek en ontdekte onder meer Otto Klemperer en Maria Callas. John Culshaw was een belangrijke klassieke producent bij Decca, waar Arthur Haddy en Kenneth Wilkinson geluidstechnici waren.
John Hammond begon in 1931 bij Columbia, omdat Bessie Smith, de Empress of the Blues, bij dit label zat. Zijn eerste opnames waren van Garland Wilson. Deze waren in deze crisisjaren door Hammond zelf gefinancierd, wat als Vanderbilt geen probleem was. Hammond gebruikte een krachtige autoradio van Motorola om radio-uitzendingen te beluisteren terwijl hij door het land reed. Zo hoorde hij op 500 mijl afstand Count Basie op de experimentele zender W9XBY vanuit in Kansas City. Hammond zou in de decennia daarna belangrijk bijdragen aan de ontwikkelingen van talloze grote artiesten, waaronder Billie Holiday, Aretha Franklin, Bob Dylan en Bruce Springsteen. Hij zette zich daarbij af tegen de toen zeer sterke rassensegregatie. Naast artiesten steunde hij producer Mitch Miller aan het begin van diens carrière. Waar Hammond zich richtte op de artiest, stond bij Miller de hit centraal en was zo van grote invloed op de pop in de jaren 1950 en 1960. Dit werd niet door iedereen gewaardeerd, waarbij Frank Sinatra uiteindelijk begon te weigeren bepaalde popnummers te zingen. Een andere bekende producer bij Columbia was George Avakian die daar de afdeling jazz beheerde. Hij maakte daar volop gebruik van de mogelijkheden van de net ontwikkelde lp en nam ook voor het eerst op grote schaal live-optredens op. Ook Teo Macero produceerde vooral jazz, waaronder drie van de bestverkopende en meest invloedrijke jazzalbums, Kind Of Blue en Bitches Brew van Miles Davis en Time Out van Dave Brubeck. Dat deze albums met hun innovatieve karakter zo goed verkochten, was helemaal opmerkelijk in deze periode waarin jazz allang niet meer zo populair was. Naast het spel van Davis en Brubeck speelde de productie van Macero daarbij een belangrijke rol. Met zijn tape-editing wist hij materiaal tot nieuwe composities te maken. Waar Hammond de artiesten de nodige vrijheid gaf, was Macero juist kritisch op die manier van werken van Hammond:
It was the artist who was really controlling things [...] it was the artist who decided what the take was.
Moses Asch zette in 1939 Asch Records op, maar de tekorten aan schellak tijdens de Tweede Wereldoorlog droegen bij aan de neergang van dit bedrijf. Ook zijn volgende bedrijf Disc ging failliet, maar in 1948 volgde Folkways Records waarmee Asch muziek en geluiden van over de gehele wereld vast wilde leggen. Asch droeg zo bij aan de heropleving van de Amerikaanse volksmuziek in de jaren 1950 met artiesten als Woody Guthrie en Lead Belly. In 1986 nam het Smithsonian de collectie over en bracht deze onder in het speciaal daarvoor opgezette Smithsonian Folkways.
Jerry Leiber en Mike Stoller begonnen hun samenwerking in 1950. Ze braken door het Hound Dog dat in 1952 een hit werd in de versie van Big Mama Thornton, maar de versie van Elvis Presley werd een nog grotere hit. Zo groeiden ze uit tot invloedrijke producers met vele wereldwijde hits. Phil Spector, die net als Leiber op de Fairfax High School had gezeten, werkte enkele maanden bij hen in New York nadat hij in 1958 de nummer-een-hit To Know Him Is to Love Him had geschreven. The Tycoon of Teen zoals hij werd genoemd door Tom Wolfe scoorde daarna nog vele hits en ontwikkelde zijn kenmerkende Wall of Sound, geïnspireerd door de muziek van Richard Wagner. In de relatief kleine studio A van de Gold Star Studios wist hij op te nemen met 36 muzikanten. Veel van de sessiemuzikanten waren onderdeel van de informele The Wrecking Crew. Spector begon veelal pas met opnemen nadat de muzikanten al uren aan het spelen waren. River Deep – Mountain High van Ike & Tina Turner beschouwde hij als zijn hoogtepunt.
Sam Phillips werd bekend door zijn ontdekking van Elvis, maar andere artiesten die hij bracht waren Johnny Cash, Howlin' Wolf, B.B. King, Jerry Lee Lewis, Roy Orbison, Carl Perkins en Charlie Rich. Met zijn kleine label en opnamestudio nam hij amateurs op voor wie de grote labels buiten bereik waren, maar die hij uit wist te laten groeien tot grote artiesten. Hij legde daarbij de persoonlijke kwaliteiten van de artiesten bloot, zonder daar al te veel van zijn eigen stijl in door te laten klinken, zoals bij producers als Miller en Spector wel het geval was. Hij nam blues, rhythm-and-blues en country op en droeg belangrijk bij aan de rockabilly en rock-'n-roll. In 1956 nam hij min of meer bij toeval het Million Dollar Quartet op met Presley, Lewis, Perkins en Cash. Phillips leverde onder meer aan Chess Records van de broers Leonard en Phil Chess die zelf ook veel blues- en rock-'n-roll-artiesten produceerden. Willie Dixon was een van de velen die met de grote Afro-Amerikaanse volksverhuizing vanuit het zuiden was vertrokken en arriveerde zo in 1936 in Chicago. Hij begon in 1948 bij Chess en bleef daar tot begin jaren 1960 en droeg zo als liedjesschrijver, muzikant en producer belangrijk bij aan de Chicago blues. De broers Chess haalden in 1959 Ralph Bass weg bij Federal Records, een label van King Records. Bij Federal had Bass in 1956 James Brown met The Famous Flames binnengehaald en Please, Please, Please uitgebracht.

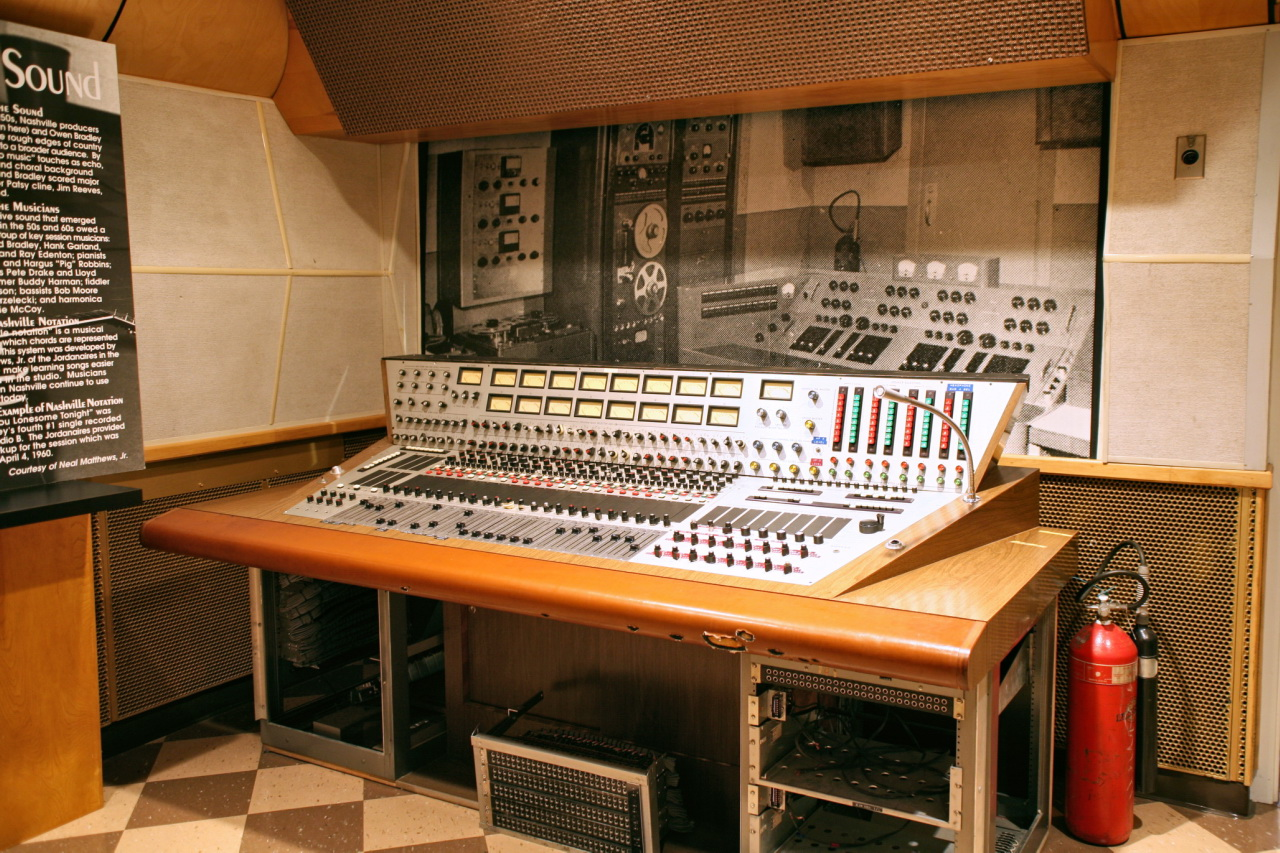
De mengtafel van Bill Porter in de RCA-studio

Als boodschappenjongen begon Steve Sholes in 1929 bij Victor en klom op tot hij in 1945 de leiding had over de afdelingen country-and-western en rhythm-and-blues. Hij haalde RCA er in 1956 toe over om een studio te openen in Nashville, wat er belangrijk bijdroeg aan de ontwikkeling tot de hoofdstad van country. Hij bracht in 1947 Chet Atkins binnen die zelf producer werd en met Owen Bradley, Bob Ferguson en Bill Porter de Nashville-sound ontwikkelde. Sholes haalde in 1955 ook Elvis binnen bij RCA en stond die periode als diens producer vermeld, al was dat meer het werk van Elvis zelf, die bij Phillips het nodige had geleerd over studiowerk.
Les Paul richtte zijn eigen huisstudio in, waarbij hij een deel van de apparatuur zelf bouwde om zijn stijl en die van zijn vrouw Mary Ford anders te laten zijn. Zo leidde hij nieuwe technische mogelijkheden in als meersporenrecorders en overdubbing die het opnameproces revolutionair zou veranderen. Tom Dowd werd daarmee de belangrijkste geluidstechnicus van Atlantic met producer Jerry Wexler, om uiteindelijk zelf producer te worden. Arif Mardin was een andere belangrijke producer in het Atlantic van Ahmet Ertegun.
Alfred Lion richtte in 1939 het jazzlabel Blue Note Records op. Ozzie Cadena richtte zich bij tussen 1954 en 1959 bij Savoy Records en vanaf 1962 bij Prestige Records op jazzmuziek.
Joe Meek was een onafhankelijke producer die als geluidstechnicus in 1956 de Lansdowne Studios ontwierp. In 1957 nam hij daar in een skiffle-versie Cumberland Gap met Lonnie Donnegan op dat een nummer-een-hit zou worden. Hij begon daarna een studio in zijn eigen appartement dat hij gebruikte als een instrument. Kenmerkend voor zijn geluid was de lofi-kwaliteit, optimaal voor het luisteren naar AM op een transistorradio, en zware compressie en galm. Telstar van The Tornados werd zo een grote hit.
In 1952 begon Norrie Paramor voor de Britse tak van Columbia Records, onderdeel van EMI. Het Amerikaanse Columbia had vlak daarvoor de samenwerking met EMI opgezegd en kort daarop deed RCA Victor hetzelfde met HMV, ook onderdeel van EMI. Zo verloor EMI in korte tijd een hoop Amerikaanse artiesten, waarop Britse artiesten werden gezocht om Amerikaanse nummers te coveren. In 1958 haalde Paramor Cliff Richard en The Drifters binnen die dat jaar hun eerste hit hadden met Move It, wel het eerste Britse rock-'n-roll-nummer genoemd. Om verwarring te voorkomen met de Amerikaanse The Drifters werd de naam van de band daarna veranderd in The Shadows. The Shadows waren een grote inspiratie voor Britse bands daarna en Paramor werd de hit-producer en een voorbeeld voor onder meer George Martin.

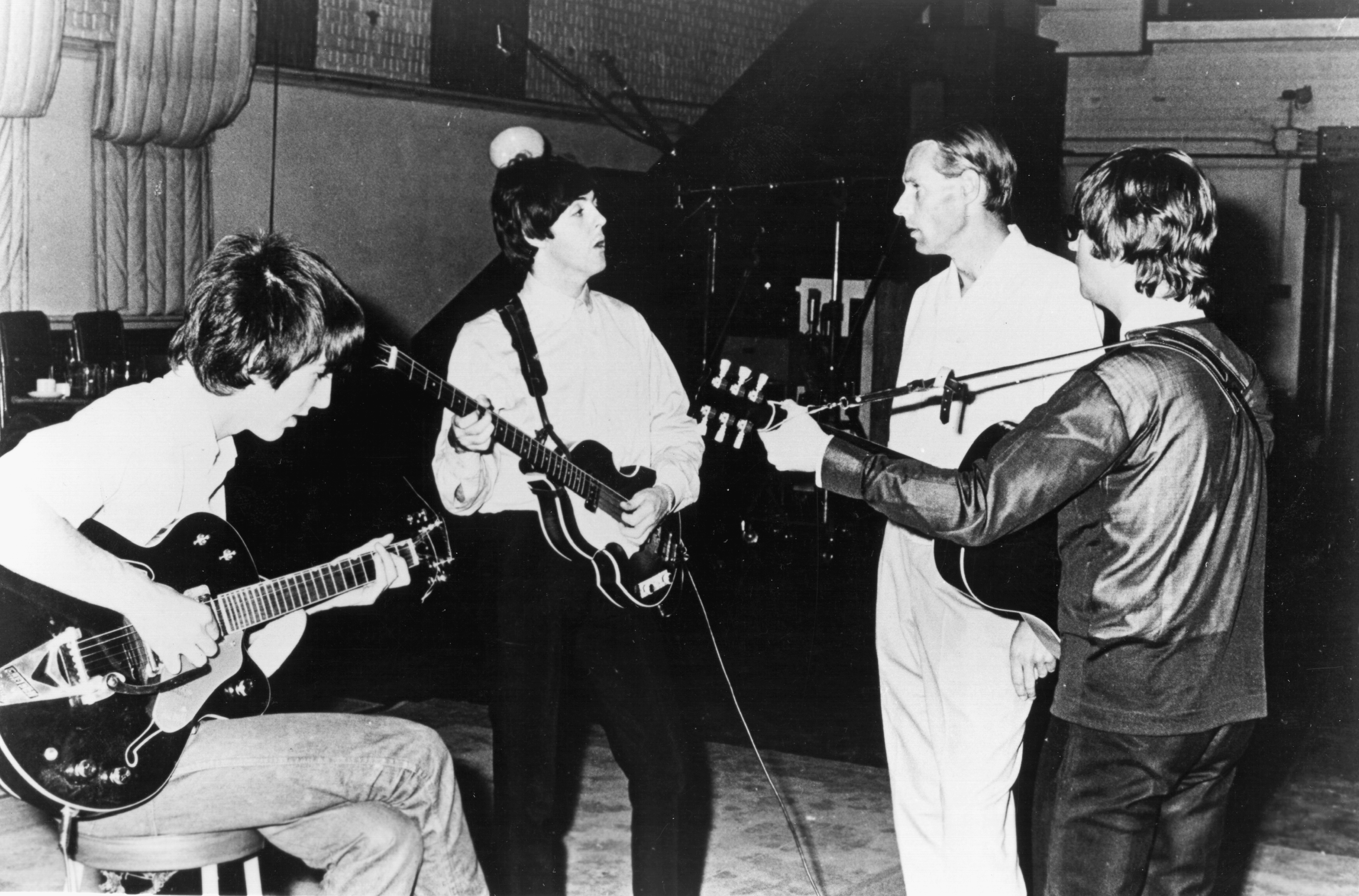
George Harrison, Paul McCartney, George Martin en John Lennon in de EMI Studios aan Abbey Road

Martin zocht wanhopig naar een band die dit succes kon evenaren toen hij in 1962 The Beatles tekende. Afgezien van de door Spector geproduceerde albumversie van Let It Be zou Martin daarna elk nummer van The Beatles produceren. Met zijn achtergrond in klassieke muziek, zijn instrumentatie en zijn inventiviteit droeg hij belangrijk bij aan hun geluid. Hij verdiende echter niet meer door het succes met The Beatles en vele andere bands en kreeg ook geen royalty's bij EMI. In 1965 begon hij dan ook voor zichzelf met Associated Independent Recording (AIR). In deze periode veranderde de manier van opnemen sterk. Bij Please Please Me werden op 11 februari 1963 nog tien nummers in nog geen tien uur werden opgenomen in een vergelijkbare vorm als het live-optreden vlak daarvoor in de Cavern Club in Liverpool. Bij Rubber Soul uit 1965 duurden de opnames bij AIR dertien dagen en dit was geen weergave van een live-album, maar een aanzet tot een conceptalbum. Andere artiesten waar hij mee werkte waren onder meer America, Cilla Black, Jeff Beck, Bee Gees, Dire Straits en het Mahavishnu Orchestra.

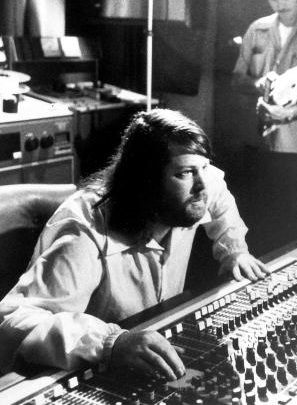
Brian Wilson in 1976

Brian Wilson vormde in 1961 The Beach Boys en leverde daarin de belangrijkste creatieve bijdragen. Over en weer stimuleerden de albums van The Beatles en The Beach Boys elkaar. Ook de producties van Phil Spector met de Wall of Sound waren een inspiratie voor hem en vier jaar lang luisterde hij elke ochtend naar Be My Baby van The Ronettes. Ongewoon voor die tijd mocht hij zijn eigen werk produceren van Capitol Records. De composities van Wilson werden gaandeweg complexer waarbij hij steeds meer verschillende instrumenten begon te gebruiken en een uniek eigen geluid ontwikkelde.
Frank Zappa zette zich juist af tegen wat hij beschouwde als de commercialisering van de jeugdbeweging en parodieerde zowel linkse als rechtse politiek, de hippiebeweging, surfmuziek en Sgt. Pepper's Lonely Hearts Club Band met We're Only in It for the Money. Zappa maakte al vroeg gebruik van een vijfsporenrecorder en richtte in 1979 thuis zijn eigen studio in, de Utility Muffin Research Kitchen (UMRK). Hij maakte daarbij volop gebruik van de mogelijkheden die tape en effecten hem gaven, wat resulteerde in minutieus opgebouwde musique concrète. Voor live-optredens had Zappa de geluidswagen van The Beach Boys overgenomen, daarna UMRK Mobile geheten. Dit stelde hem in staat om wat hij xenochronie noemde toe te passen, waarbij opnames van eerdere optredens ingevoegd werden.

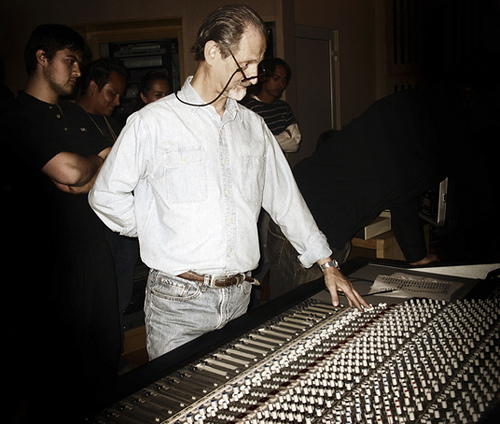
Eddie Kramer in 2008

Glyn Johns begon in 1959 bij de IBC Studios aan Portland Place in Londen waar hij zich onder Eric Tomlinson en Terry Johnson ontwikkelde tot geluidstechnicus. Zo nam hij in 1963 The Rolling Stones op. Daarna werkte hij voor producer Shel Talmy voor The Kinks en The Who en met producers Denny Cordell en Andrew Oldham. Na zijn vertrek bij IBC werkte Johns onder meer met de Small Faces en in 1968 werd hij gevraagd om Let It Be van The Beatles te mixen. Verschillende mixen van hem werden echter geweigerd en uiteindelijk werd de versie van Phil Spector gekozen. Jimmy Page was een jeugdvriend van Johns, die Page veel als sessiegitarist gebruikte. Toen Led Zeppelin in 1969 Led Zeppelin opnam, was Page de producer met Johns als geluidstechnicus. Johns produceerde ook de eerste twee albums van de Eagles tot die kozen voor Bill Szymczyk. Zijn broer Andy Johns werkte onder producer Eddie Kramer met onder meer Jimi Hendrix en als producer met onder meer The Rolling Stones en Led Zeppelin.

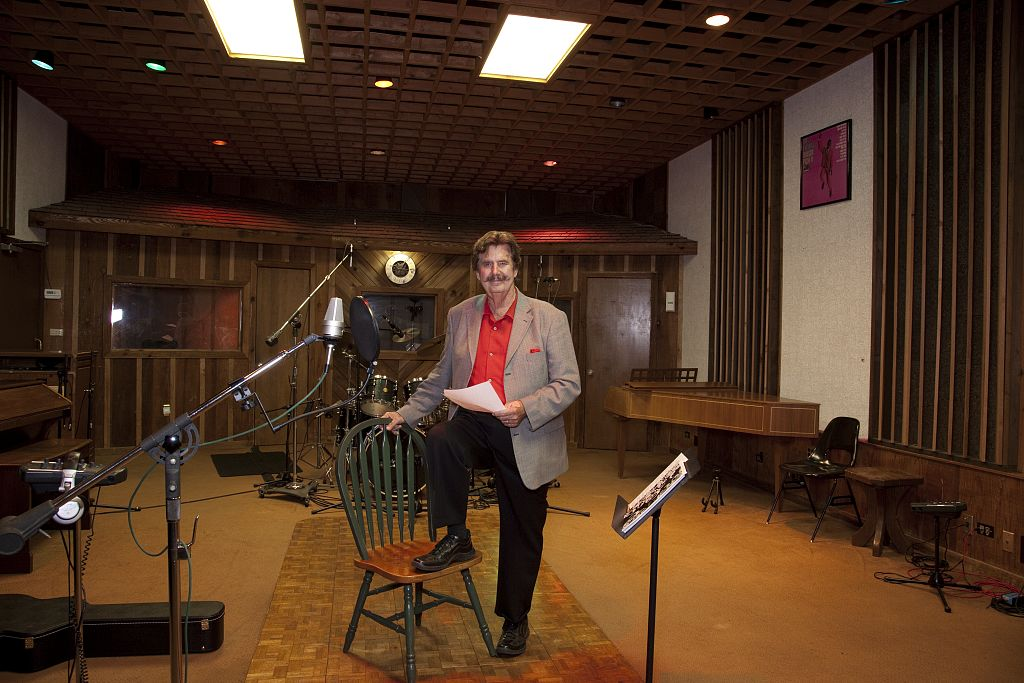
Rick Hall in 2010 in zijn FAME Studios

Rick Hall wist in Muscle Shoals in Alabama zijn FAME Studios uit te laten groeien tot een toonaangevende opnamestudio. De lokale zanger Percy Sledge nam hier When a Man Loves a Woman op, wat het begin betekende van een distributiedeal met Atlantic Records onder Jerry Wexler, geholpen door de in begin 1966 bekoelde relatie tussen Atlantic en Stax Records. Daarmee kwamen er ook artiesten van buiten de regio, zoals Wilson Pickett, Aretha Franklin en Etta James. Bij Stax stonden Isaac Hayes, David Porter, Steve Cropper, Donald Dunn, Al Jackson Jr. en Booker T. Jones – de laatste vier vormden ook huisband Booker T. & the M.G.'s – bekend als de Big Six en waren daar tussen 1963 en 1969 de belangrijkste producers.
In 1962 vormden Lamont Dozier, Brian Holland en diens broer Eddie Holland het productietrio Holland–Dozier–Holland dat bepalend zou worden voor het geluid van Motown. Berry Gordy, oprichter van Motown, had een strak productiesysteem opgezet dat Motown in staat stelde om in hoog tempo liedjes te produceren. Om de kwaliteit daarbij te waarborgen werden de taken door Holland, Dozier en Holland verdeeld, waarbij de eerste twee de muziek schreven en Eddie de teksten. Dit resulteerde in hits voor onder meer The Supremes, The Four Tops, Marvin Gaye, Martha & The Vandellas en Kim Weston. Ashford & Simpson waren een ander succesvol team van liedjesschrijvers en producenten van Motown.

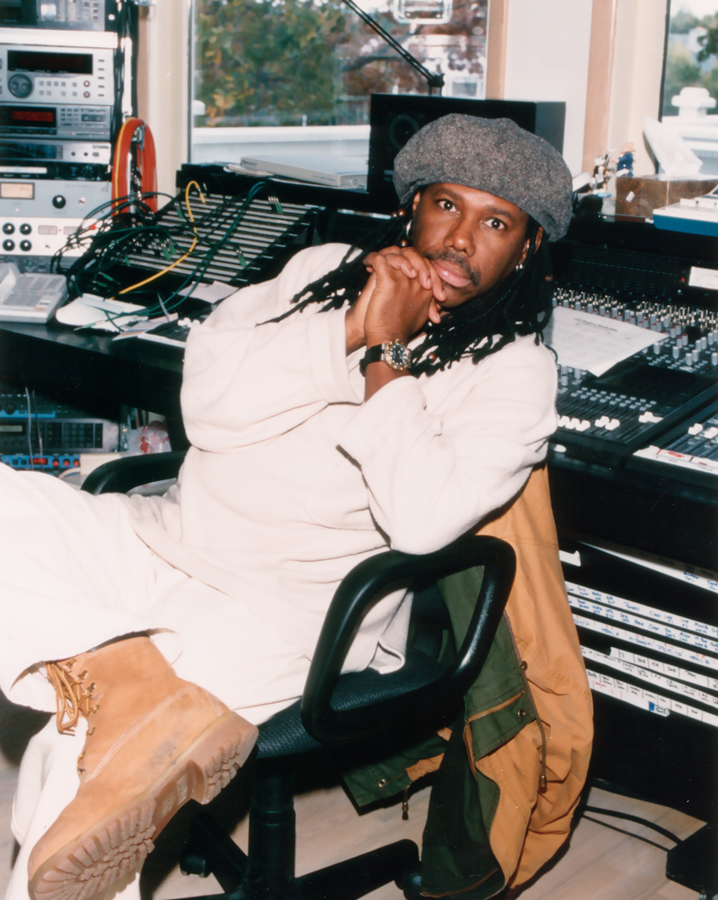
Nile Rodgers in 1999 in zijn Le Crib-studio

Philadelphia soul ontstond eind jaren 1960 onder invloed van Bunny Sigler, Kenny Gamble en Leon Huff die soul aanvulden met funk. Veel bands werden opgenomen in de Sigma Sound Studios van Joseph Tarsia, zoals The Three Degrees, The O'Jays en The Spinners. De was van invloed op disco. Nile Rodgers haalde zijn eerste grote successen met Chic en produceerde hij onder meer Sister Sledge en Diana van Diana Ross en nadat disco uit de gratie raakte Let's Dance van David Bowie, Like a Virgin van Madonna en Notorious van Duran Duran
Na een muzikaal succesvolle, maar financieel rampzalige toer door Europa en Noord-Amerika, werd Quincy Jones in 1961 muziekregisseur bij Mercury Records waar hij in 1963 de nummer-een-hit It's My Party van Lesley Gore produceerde en ook haar latere hits. Ook schreef hij de muziek voor de film The Pawnbroker. Naast het componeren van filmmuziek produceerde hij onder meer Ella Fitzgerald, Nana Mouskouri en Frank Sinatra. In 1975 begon Jones Qwest Productions en in 1980 zette hij met Warner Bros. het label Qwest Records op. Met Michael Jackson produceerde hij Off the Wall, Thriller en Bad, waarbij Thriller het best verkochte album ooit werd. Naast zijn grote kennis van zowel Afro-Amerikaanse muziek als Europese klassieke muziek, wist hij snel nieuwe stijlen en technieken op te pikken. Over zijn nieuwsgierigheid citeerde hij Nadia Boulanger, bij wie hij in Parijs had gestudeerd:
Until they get thirteen notes, learn what everybody out there has done with these twelve.
Zijn vele werk resulteerde onder meer in het recordaantal van 79 nominaties voor de Grammy Awards, 27 Grammy Awards, een Grammy Legend Award en zeven nominaties voor een Oscar.
Leslie Ann Jones begon bij ABC Studios en ontwikkelde zich daar tot geluidstechnicus waarna ze in 1978 begon bij The Automatt. Naast albums werkte ze ook aan filmmuziek. Uiteindelijk kwam ze in 1997 terecht bij Skywalker Sound, onderdeel van Lucasfilm van George Lucas.

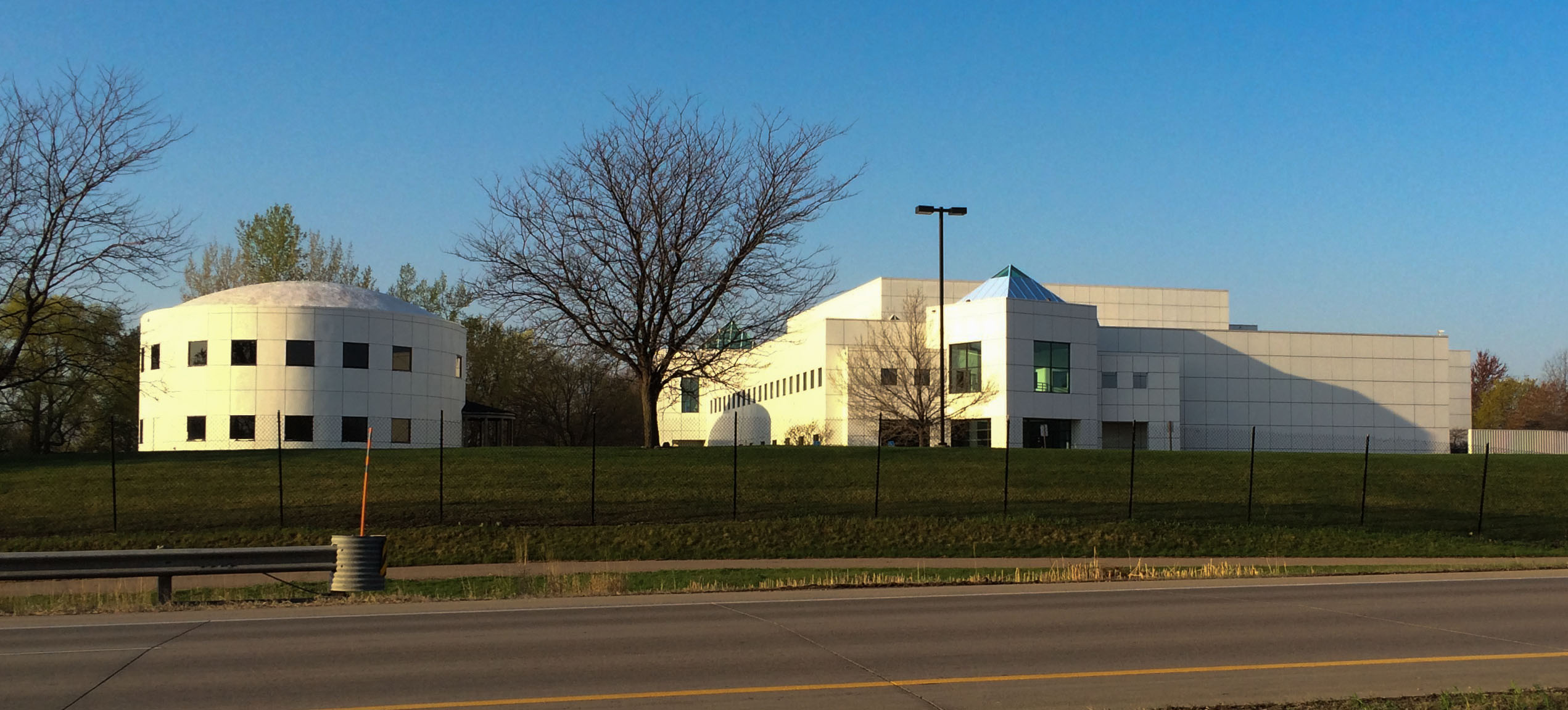
De Paisley Park Studios

Hoewel hij niet de eerste artiest was die zichzelf produceerde, was dat nog wel ongewoon toen Prince in 1978 For You uitbracht. Toen hij bij Warner Bros. tekende, had hij al andere labels en producer Maurice White geweigerd die hem niet lieten produceren. Naast het schrijven van de nummers en de productie nam hij ook alle instrumenten voor zijn rekening, resulterend in de notitie op het album produced, arranged, composed, and performed by Prince. Met zijn mix van soul, gospel, funk, disco en rock wist Prince vrijwel alleen de Minneapolis sound neer te zetten. In 1985 begon Prince Paisley Park Records en opende in 1987 de Paisley Park Studios.
Op Jamaica kenden veel singles op de B-kant een instrumentale versie van het nummer op de A-kant, versions genoemd. King Tubby werd door Duke Reid gevraagd om versies van diens producties te maken. Na het verwijderen van de zang begon hij echter effecten als galm en delay toe te voegen aan de instrumenten en creëerde zo remixes. Hij werkte zo voor vele producers en artiesten, stond aan de basis van dub en bracht ook zijn eigen albums uit, zoals Dub from the Roots en The Roots of Dub. Zijn methodes kregen echter ook daarbuiten veel navolging, veelal indirect zodat zijn werk niet altijd bekend is bij andere remixers.

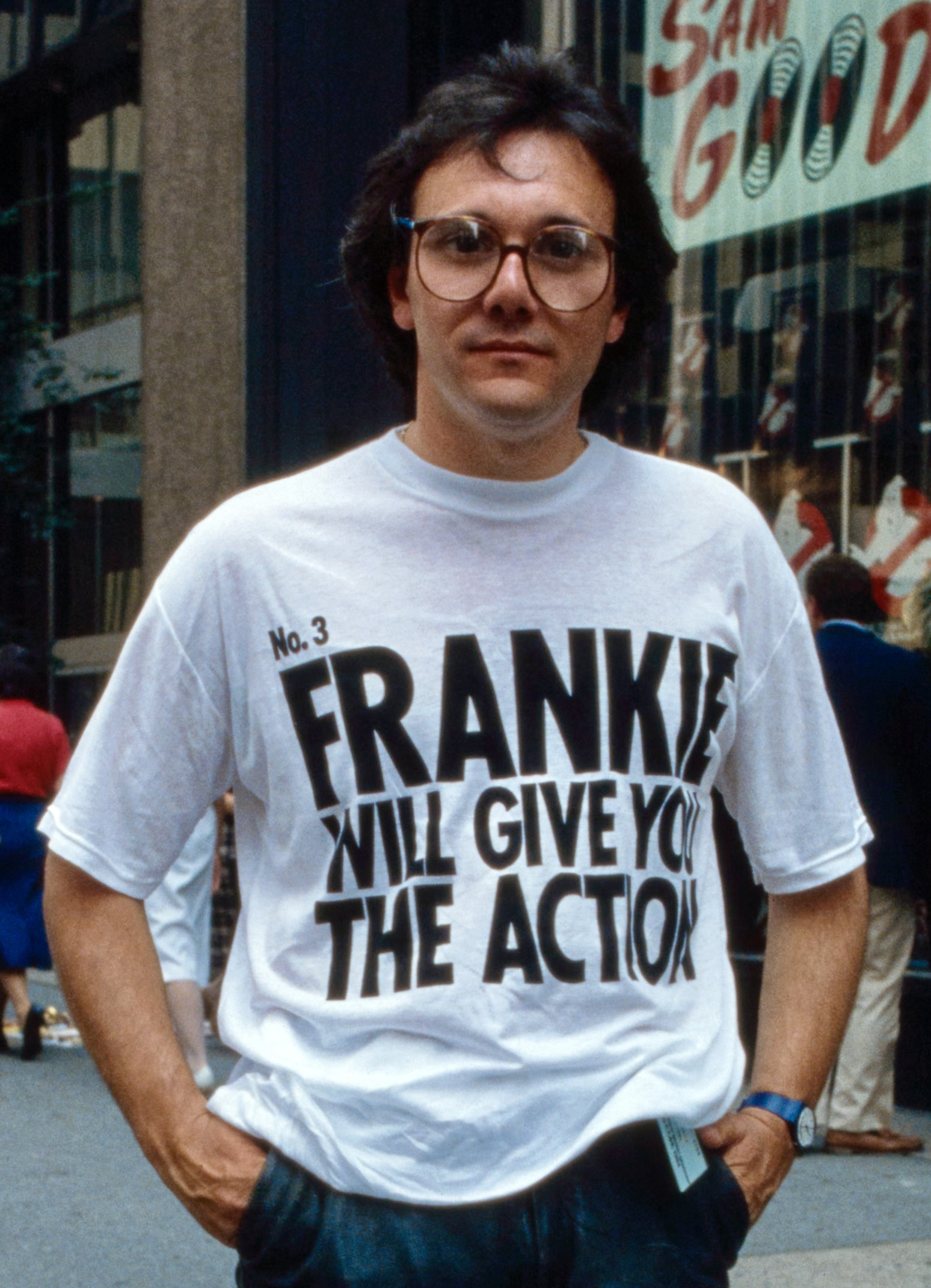
Trevor Horn in 1984 in New York

Trevor Horn verkreeg enige bekendheid met Video Killed the Radio Star en als zanger van Yes, maar drukte als producent zijn stempel op de popmuziek van de jaren 1980. Mede geïnspireerd door Biddu, Kraftwerk en The Normal produceerde hij onder meer ABC. Hij gebruikte onder meer een Roland TR-808, een Simmons druset en een LinnDrum, maar met de samples die hij met zijn team met de Fairlight CMI maakte werd hij the man who invented the Eighties. Frankie Goes to Hollywood had een demo gemaakt van Relax, maar kwamen nauwelijks voor op de uiteindelijke versie die een enorme hit werd. Art of Noise bestond voor een groot deel uit het team van Horn en maakte maximaal gebruik van de nieuwe mogelijkheden van de techniek.
Dr. Dre werd bekend met N.W.A waar hij ook de albums produceerde, zoals het invloedrijke Straight Outta Compton. Hij droeg belangrijk bij aan G-funk en naast de eigen albums begon hij ook voor anderen te produceren, zoals Doggystyle van Snoop Doggy Dogg, en groeide zo uit tot de succesvolste hiphopproducent ooit.
Rick Rubin was mede-oprichter van Def Jam. Hoewel hij was begonnen in punk, richtte Rubin zich daarna op hiphop met onder meer LL Cool J, Public Enemy en de Beastie Boys. Hij wist raprock bij het grote publiek te brengen door Run-DMC te laten samenwerken met Aerosmith op Walk This Way. In 1988 vertrok Rubin bij Def Jam en begon Def American waarmee hij naast hiphop ook rock en metal uit begon te brengen. Nog bij Def Jam had hij Slayer binnengebracht. Andere muziekstijlen volgden, waaronder country toen Rubin in 1994 American Recordings van Johnny Cash produceerde. Hij produceerde ook Death Magnetic van Metallica nadat Bob Rock vijftien jaar lang producer van die band was geweest. Een van de grootste successen van Rubin was de samenwerking met de Red Hot Chili Peppers, wat hem met zijn vele andere werk een van de belangrijkste producers van deze periode maakte.
Martin Birch werkte als geluidstechnicus voor onder meer Jeff Beck, Fleetwood Mac en Deep Purple en produceerde voor die laatste band elf albums. Na met Ronnie James Dio gewerkt te hebben, produceerde hij ook Black Sabbath toen Dio tot die band toetrad. In 1981 produceerde hij Killers van Iron Maiden en zou daarna vrijwel exclusief voor die band werken tot hij in 1992 stopte.
Mutt Lange brak door als producer met The Boomtown Rats van The Boomtown Rats en Highway to Hell van AC/DC. Back in Black van AC/DC werd daarna een van de best verkochte albums ooit. Een lange rij artiesten volgde, waaronder zijn toenmalige vrouw Shania Twain, wat hem tot een van de meest succesvolle producers maakte.
Andy Sneap is een van de meest actieve producers in de metal voor onder meer Judas Priest, Saxon, Opeth, Megadeth, Testament, Machine Head en Fear Factory.
Max Martin begon als producer nadat hij onder Denniz PoP in Cheiron Studios het vak had geleerd. Martin groeide uit tot een van de meest succesvolle producers, met na George Martin de meeste nummer-een-hits in de Billboard Hot 100 en als liedjesschrijver het meest succesvol na Paul McCartney en John Lennon.

## Sessiemuzikanten
Bij veel opnames wordt gebruikgemaakt van sessiemuzikanten. Waar velen alleen binnen de muziekwereld bekendheid genieten, zijn enkele van hen ook bij het grote publiek bekend geworden. The Nashville A-Team was een vroeg collectief dat naast country ook andere muzieksoorten speelde. In Los Angeles was The Wrecking Crew een groot collectief dat in studio's als Gold Star Studios en United Western Recorders op tienduizenden albums meespeelde. The Section was een groep sessiemuzikanten die vooral voor Asylum Records werkten.

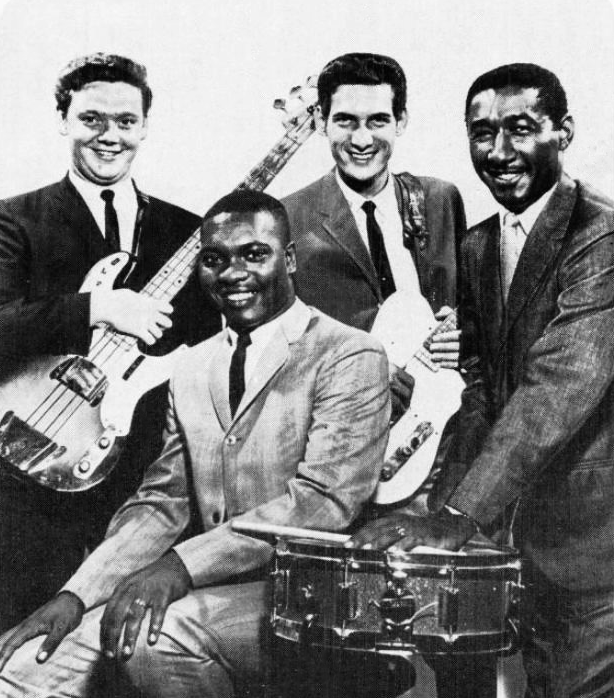
Booker T. & the M.G.'s

De American Sound Studio had The Memphis Boys en ook Bobby Womack was hier sessiemuzikant, terwijl verderop in Memphis bij Stax Steve Cropper, Donald Dunn, Al Jackson Jr. en Booker T. Jones de huisband Booker T. & the M.G.'s vormden, terwijl ook Isaac Hayes hier sessiewerk deed. De gemengde muzikanten waren opmerkelijk in het Memphis dat zich in de jaren 1960 in het centrum van de Afro-Amerikaanse burgerrechtenbeweging bevond, met nog in 1968 de vuilnisstaking in Memphis en de moord op Martin Luther King.
The Funk Brothers werkten in Detroit tussen 1959 en 1972 op het merendeel van de opnames van Motown. In de Sigma Sound Studios in Philadelphia werkten producers Gamble en Huff en Thom Bell met MFSB, officieel Mother Father Sister Brother, officieus mother-fuckin' son-of-a-bitch. In Muscle Shoals had Rick Hall verschillende sessiemuzikanten in zijn FAME Studios. De eerste ritmesectie vertrok naar Nashville uit onvrede over de lage betaling, waarna de volgende groep bekend zou staan als The Swampers. Zij begonnen later hun eigen studio, de Muscle Shoals Sound Studio, waarna Hall verderging met de Fame Gang, terwijl ook Duane Allman veel sessiewerk deed bij FAME voor hij met zijn broer Gregg Allman de The Allman Brothers Band vormde.
In Londen was Jimmy Page een gewilde sessiegitarist tot hij Led Zeppelin begon. Page werd wel Little Jim genoemd om hem te onderscheiden van Big Jim Sullivan, een andere bekende sessiegitarist. Ook John Paul Jones was een gewilde sessiemuzikant voordat hij zich bij Led Zeppelin voegde. Met Nicky Hopkins en Bobby Graham vormden zij de groep waar onder meer producer Mickie Most veel gebruik van maakte.